# Arquitectura de Madrid
La arquitectura de Madrid es el conjunto de estilos arquitectónicos y constructivos que, a lo largo de la historia de Madrid, han ido apareciendo en la ciudad. La arquitectura madrileña supone parte importante de la arquitectura española y refleja aspectos relevantes de su evolución. 
El carácter propio de los estilos arquitectónicos madrileños comienza durante el siglo XV, con el inicio de la ciudad como entidad propia. Anteriormente, el municipio se componía de una arquitectura muy similar a la de cualquier poblado defensivo del periodo medieval de Castilla. Los preparativos de Carlos I y la decisión final de Felipe II de convertirla en capital de España convierten a la ciudad en un espacio constructivo donde instalar la corte, el poder estatal y las diversas órdenes religiosas. La arquitectura es una forma de plasmar las ambiciones políticas de la época, y es en este instante cuando aparecen los primeros palacios, conventos y demás construcciones del poder del estado. En sus primeros instantes como capital española, Madrid asume el estilo que marcarán los Austrias (arquitectura herreriana). Ejemplos de este periodo son la Casa de la Villa, el puente de Segovia o la Casa de la Panadería. La llegada de los Borbones y su estrecha relación con arquitectos franceses e italianos obraron cambios en las corrientes arquitectónicas, supuso la implantación en Madrid del Barroco y su progresiva transformación a una arquitectura de carácter neoclasicista que llegará a estar vigente hasta entrado el siglo XVIII. Son representativos del barroco el puente de Toledo, el cuartel del Conde-Duque o el Palacio Real de Madrid, mientras que el palacio de Liria, la Puerta de Alcalá o el Museo del Prado son exponentes del neoclasicismo.
A finales del siglo XIX y comienzos del XX se carece de un estilo arquitectónico propio, dando lugar a arquitecturas eclécticas, a diferencia de otras ciudades españolas como Barcelona, donde surge con fuerza el denominado modernismo catalán. La aparición de nuevas necesidades arquitectónicas a comienzos del siglo XX, con el aumento masivo de población y la aparición de grandes almacenes, oficinas, entidades bancarias y los nuevos sistemas de comunicación (tranvía, metro, teléfono) hace que surjan edificios al efecto en las calles de Madrid. Desde principios del siglo XX muestras de la arquitectura historicista se expanden por las calles hasta la década de 1950, con la Expo de Bruselas (1958). Contrario al historicismo vigente, se edifican colonias en barrios periféricos como el Viso y la ciudad comienza a proyectarse hacia su periferia. Surge en esta fecha la denominada 'arquitectura moderna' y sus diversas propuestas. De 1956 a 1970 se crea la que se denominó 'Escuela de Madrid'. A mediados de los años sesenta se proyecta la ciudad hasta un radio de doce kilómetros, impulsando el desarrollo de Leganés, Getafe, Alcorcón, Alcobendas, Parla y Alcalá de Henares. 

## Materiales constructivos

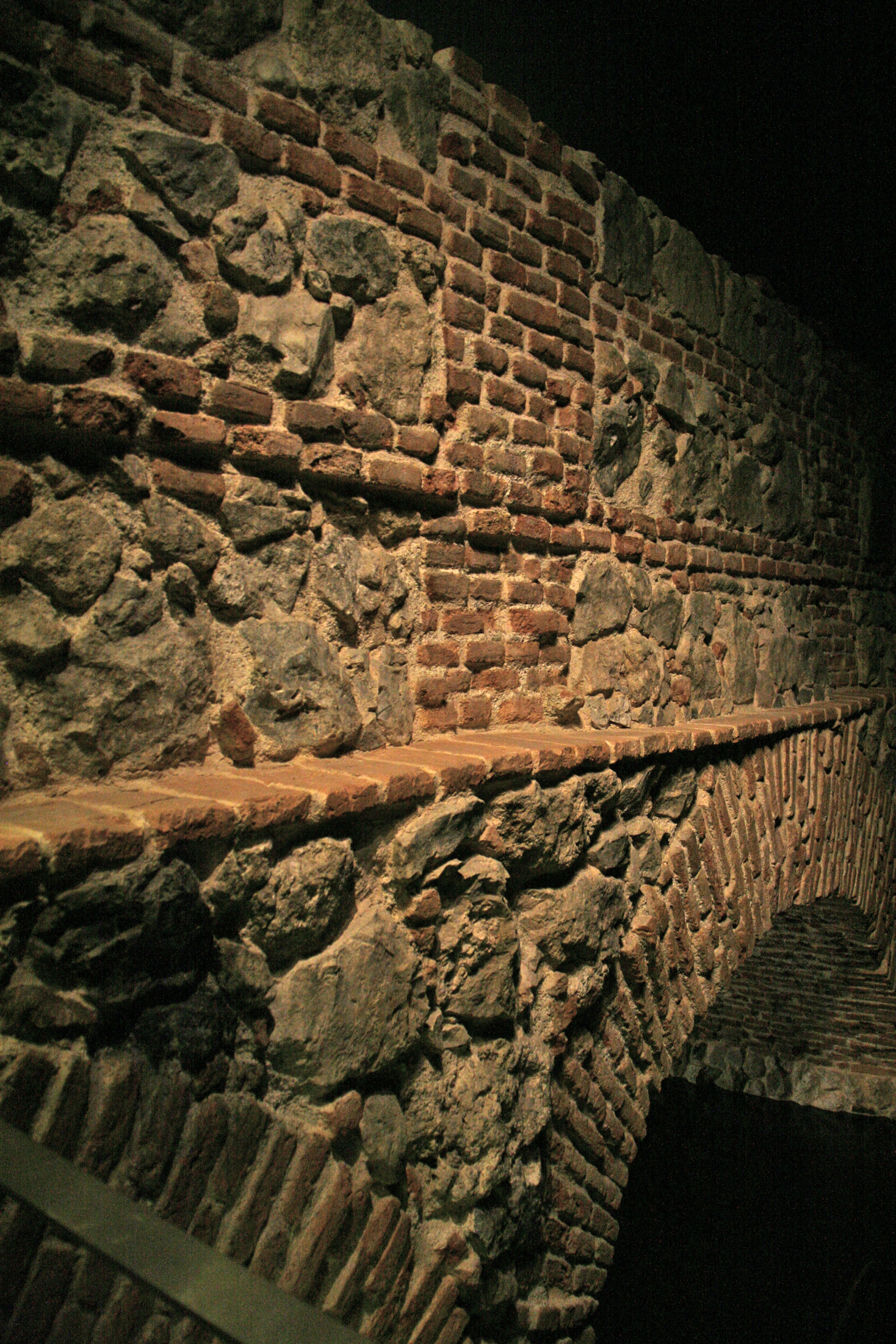
En el acueducto de Amaniel (ubicado en el museo de la estación de Ópera) pueden verse las técnicas constructivas mixtas del en las que se mezcla la piedra con el ladrillo (aparejo toledano).

Los materiales empleados en la arquitectura madrileña no han variado mucho desde el siglo XV hasta finales del XIX. Esto hace que las construcciones de este periodo tengan una característica propia, debido principalmente al empleo exclusivo de materiales autóctonos. Los materiales tradicionales de la arquitectura madrileña se han elegido en torno a dos elementos principales: el ladrillo y la piedra. El ladrillo posee diversas variantes autóctonas como es el ladrillo toledano, los adobes, las tejas. La piedra puede ser granítica, caliza o sílex. Dentro de los elementos constructivos secundarios cabe destacar el empleo de yesos, debido en parte a las abundantes afloraciones de aljez en las cercanías de la ciudad. Antiguamente se empleaba en las yeserías mudéjares, posteriormente como material de relleno y revoco. En cada época se empleaba uno u otro material (o combinación de ambos) en función de la disponibilidad, de los gustos, o de las modas imperantes. La mejora de los sistemas de transporte en el siglo XIX permitió la llegada de nuevos materiales de procedencia más lejana. Es en este nuevo periodo cuando, además, la mejora de las tecnologías constructivas y la investigación en nuevos materiales introduce el hierro y posteriormente el hormigón armado. Estos nuevos materiales marcarán un punto de inflexión en la arquitectura madrileña. 

### Ladrillos
La nobleza de los materiales empleados en la construcción madrileña dependía en gran medida del tipo de edificación, es decir según se trate de edificios rurales, urbanos o palacios. Entre los materiales constructivos de una nobleza menor y empleados en las casas más humildes, se encuentra el adobe. Es frecuente hasta el siglo XVIII la elaboración de estos ladrillos primitivos con la tierra aprisionada en módulos conformados en tablones, y posteriormente secados al sol, para ser aparejados en los tapiales. El adobe empleaba la tierra ribereña del Manzanares y es frecuente en la edificación de viviendas madrileñas hasta el siglo XVIII. La tierra madrileña es de buena calidad, barata y con la mejora de la tecnología de hornos pronto resulta adecuada para la elaboración de tejas y ladrillos. La teja procedente de los tejares artesanos de la ciudad es habitual encontrarla en los tejados de las cubiertas de las casas madrileñas. El ladrillo es relativamente frecuente en la ciudad, pero no tanto en los pueblos de los alrededores. Son famosos los denominados ladrillos jaboneros que son empleados en los edificios castellanos durante los siglos XVIII y XIX. Estos ladrillos elaborados mediante las arcillas finas de la ribera del Tajo, denominados también como ladrillo fino jabonero se encuentran en diversos edificios conservados hasta la actualidad. Sobre el empleo y normalización del ladrillo, en el año 1719, Ardemans publicó su propuesta de nuevas ordenanzas proporcionando indicaciones para los fabricantes de ladrillo para Madrid. El ladrillo durante estas épocas se combinaba con la mampostería en lo que se denomina aparejo toledano. Numerosas viviendas y palacios del periodo medieval muestran este aparejo en sus paramentos exteriores.
A partir del siglo XVII el empleo del ladrillo en la construcción de viviendas sufre un retroceso que no vuelve a la normalidad hasta el siglo XIX. Durante este periodo se emplea como substituto los diversos «entramados» (mezcla de madera, adobe e incluso yeso). Los elementos estructurales consistían principalmente en vigas de madera. Estas casas formaban lo que se denominaba «telar de medianería» que consistían en un armazón de madera, que dejaba unos vanos denominados «cuarteles» que se rellenaban con mampostería (cascote). El empleo del ladrillo sufrió un nuevo auge a partir del siglo XIX, siendo un elemento muy habitual en la construcción de viviendas a lo largo del siglo XX.

### Piedra
La piedra es empleada en diversos edificios madrileños hasta comienzos del siglo XX, a partir de entonces otros materiales entran en escena. Se emplea como elemento estructural en basamentos y suele provenir de pedernal o sílex. Es habitual en la arquitectura madrileña que los lienzos y paramentos estuvieran compuestos de una mezcla de ladrillo y piedra toscamente labrada (aparejo toledano). El pedernal es extraído de la cuenca del Manzanares, y empleado en la construcción de muros. Otras procedencias madrileñas son: Vicálvaro, Vallecas, Coslada y Paracuellos de Jarama. El sílex madrileño posee vetas brillantes que al ser empleadas antiguamente en la edificación de los lienzos de las murallas de Madrid proporcionaban un brillo al sol siendo esta la razón de los dichos populares de estar la ciudad cercada de fuego. El sílex es una piedra de elevada dureza y escasa porosidad. Es muy difícil de labrar y mucho menos de ser dimensionada. Es por esta razón por la que se emplea en crudo. Se ha empleado como mampuesto en muros. Las piedras de sílex se emplearon en la fábrica, y también en el primitivo adoquinado de las calles madrileñas. Para este pavimentado se emplean las procedentes de las canteras de Vicálvaro hasta el reinado de Carlos III, a partir de este instante se emplea granito.
La otra piedra característica de la arquitectura madrileña es el granito. Se suele denominar como piedra berroqueña y procede generalmente de las canteras de Colmenar Viejo cercanas a la sierra de Guadarrama. Es posible a comienzos del siglo XXI encontrar canteras activas en Colmenar Viejo, Zarzalejo, Alpedrete, Galapagar y Cadalso de los Vidrios. El granito empleado en Madrid es muy resistente, posee una baja porosidad y es de difícil manejo al ser labrado, es por esta razón por la que se suele emplear en sillerías, en zócalos y muros. Posee una frecuencia relativa de gabarros (masas oscuras constituidas por microcristales de composición ferromagnesiana). Los edificios nobles, institucionales y monumentos con vocación de perdurabilidad se han construido con esta piedra. 
Las piedras calizas y dolomías se emplean abundantemente en la arquitectura madrileña. Se suelen denominar genéricamente como Piedra de Redueña, y la caliza procedente de las canteras subterráneas de Colmenar de Oreja como Piedra o caliza de Colmenar. La construcción del Palacio Real marca un nuevo uso dando comienzo al empleo de la piedra de Colmenar. La presencia de vías pecuarias y cañadas por zonas de afloramiento cretácico hizo que este tipo de piedra blanca se difundiera alcanzando su esplendor de uso en la arquitectura madrileña de los siglos XIV y XVI. Suele emplearse este tipo de piedra tanto en los elementos estructurales como los decorativos. Suele ser de fácil labrado y dimensionado. La dureza de las calizas es muy variable y depende de su recristalización. Por regla general la piedra de Redrueña suele ser de resistencia inferior a la caliza de Colmenar de Oreja. La piedra de Novelda (procedente de Novelda) es empleada en la capital en los albores del siglo XX, siendo esta apertura a piedras de otros lugares causada por la mejora del transporte ferroviario.
|                                                                       |
| El granito (denominado piedra berroqueña) empleada en zócalos y muros |

|                                                           |
| La piedra de Colmenar (caliza) habitual en los ornamentos |

|                                                                 |
| El sílex empleado en mucha menor medida a partir del siglo XVII |

La pizarra es relativamente escasa en la provincia, aunque existen algunas canteras ubicadas al norte, la mayor parte de las empleadas en las cubiertas de las edificaciones se localizan en Bernardos (Segovia). La pizarra comienza a emplearse habitualmente en la arquitectura madrileña de comienzos del siglo XVI. Siendo, junto con la teja, un elemento habitual en las cubiertas de los edificios madrileños. 
La investigación acerca de los materiales geológicos que configuran la arquitectura tradicional de Madrid permite en muchos casos la mejor conservación del patrimonio, es por esta razón por la que pueden encontrarse numerosos estudios acerca de los materiales. Las soluciones constructivas empleadas en las viviendas desde el siglo XVII se han podido investigar gracias a la existencia detallada de instrucciones en los contratos. Una de las principales características de los materiales pétreos empleados es la cercanía a las canteras, debido en parte al incremento de coste que suponía trasladar grandes volúmenes de piedra al lugar de edificación. La determinación de las canteras originarias dado un edificio es un problema de la geoarquitectura. El uso de diversas piedras ha ido cambiando dependiendo en gran medida de los cambios en los estilos arquitectónicos, del cambio en el abastecimiento, del agotamiento de ciertas canteras, cambio en los precios. Durante el periodo visigodo muchas de las piedras se reutilizaban, con los viejos edificios en ruinas, se construían otros nuevos edificios. El deficiente estado de las carreteras y de las antiguas vías romanas se mantuvo hasta el siglo XV. Este efecto hizo que la arquitectura hasta esta fecha tuviera preponderancia de elementos cercanos a la ciudad.

### Yesos, cales y arenas
El yeso de los depósitos miocénicos es abundante en la zona de Vallecas y Vicálvaro donde hubo abundantes canteras (denominadas aljezares). Los yacimientos de yeso son frecuentes, se elaboraban en hornos de cuba circulares, edificados generalmente con mampostería. Estos hornos, que en otras regiones se denominan hornos morunos, han estado en servicio hasta el siglo XX. En el siglo XVIII al igual que en los siglos anteriores se trata de un producto barato, con producción para consumo local. La producción de este material es cada vez mayor, la extracción del mineral se medía en cahíces que era la medida de peso que se usaba en Madrid para el yeso (un cahíz tenía una equivalencia 690 kg). Durante los primeros tranvías de Madrid hubo una línea que llevaba el yeso al barrio de Pacífico. Existió además hasta el siglo XX una línea ferroviaria especial que trasladaba el yeso a la ciudad con motivos constructivos. La cal empleada como y encalado en los edificios de la ciudad procedía de las rocas calizas Alcarria. La arena empleada en los morteros era muy habitual y procedía de los areneros del Manzanares (en la actualidad cubiertos por edificaciones), cuyo acceso daba lugar a la denominación de cuesta de areneros (que en la actualidad corresponden a la calle de Quintana o a la calle del Marqués de Urquijo).

### Materiales modernos
Aparecen nuevos materiales en la arquitectura madrileña con el advenimiento de las nuevas formas de transporte como el ferrocarril. Los materiales pueden trasladarse desde las canteras a mayores distancias y es por esta razón por la que aparece a comienzos del siglo XX la piedra blanca de Novelda, empleada en numerosos edificios madrileños. Otros materiales hacen su aparición debido a la mejora en las tecnologías extractivas y de procesado de minerales, como es el caso del hierro, dando lugar a lo que se denomina arquitectura del hierro. Pronto se empleará en puentes y viaductos cada vez de mayor tamaño, así como en la edificación de mercados. La investigación en nuevos materiales constructivos permite que prolifere el hormigón armado desde finales del siglo XIX, siendo empleado masivamente en la edificación desde mediados del siglo XX. La aparición de aluminosis (denominada en su momento como la enfermedad del hormigón) en los elementos constructivos de algunos edificios causó alarma en la década de los noventa, siendo los primeros casos viviendas del paseo de la Castellana. El empleo de materiales cerámicos en la ornamentación de fachadas aparece a comienzos del siglo XX.
A mediados del siglo XX se comienza a emplear nuevos materiales que conforman las texturas de las fachadas, de esta forma se introduce el cristal y el vidrio en las modernas edificaciones. El empleo de metales como el acero, el aluminio proporciona ligereza.

## Periodo de villa
Los primeros asentamientos en Madrid se determinan en un instante del pleistoceno medio dentro del valle del Manzanares. La organización de estas primitivas sociedades madrileñas, desde el punto de vista arquitectónico, no se diferencia de otras existentes en la península ibérica. Los ejemplos de arquitectura visigoda solo se conocen en la mitad norte de la península y prácticamente no existen restos en Andalucía. 
Las viviendas madrileñas durante el periodo altomedieval, generalmente de la época visigoda, muestran el empleo de materiales constructivos perecederos. Generalmente obtenidos en canteras muy cercanas a los asentamientos. Los restos encontrados en excavaciones arqueológicas muestran edificaciones de viviendas con planta rectangular provistas de zócalos de piedra sin concertar ni apenas desbastar, alzados preferentemente en tapial y cubiertas de teja curva. Los zócalos apenas muestran cimentación. 
A comienzos del siglo VIII en la península ibérica el grado de decaimiento, abandono y de reutilización de las antiguas ciudades romanas era muy habitual. Esto supone que las piedras y edificaciones se reutilizaran una y otra vez. Es muy posible que ocurriese lo mismo en la primitiva ciudad de Madrid. La llegada de los musulmanes hizo que la arquitectura de al-Ándalus supusiera un punto de ruptura con todo lo anterior, inicialmente organizada como una ciudad defensiva en la retaguardia avanzada de los califatos del sur de la península ibérica.

### Periodo medieval

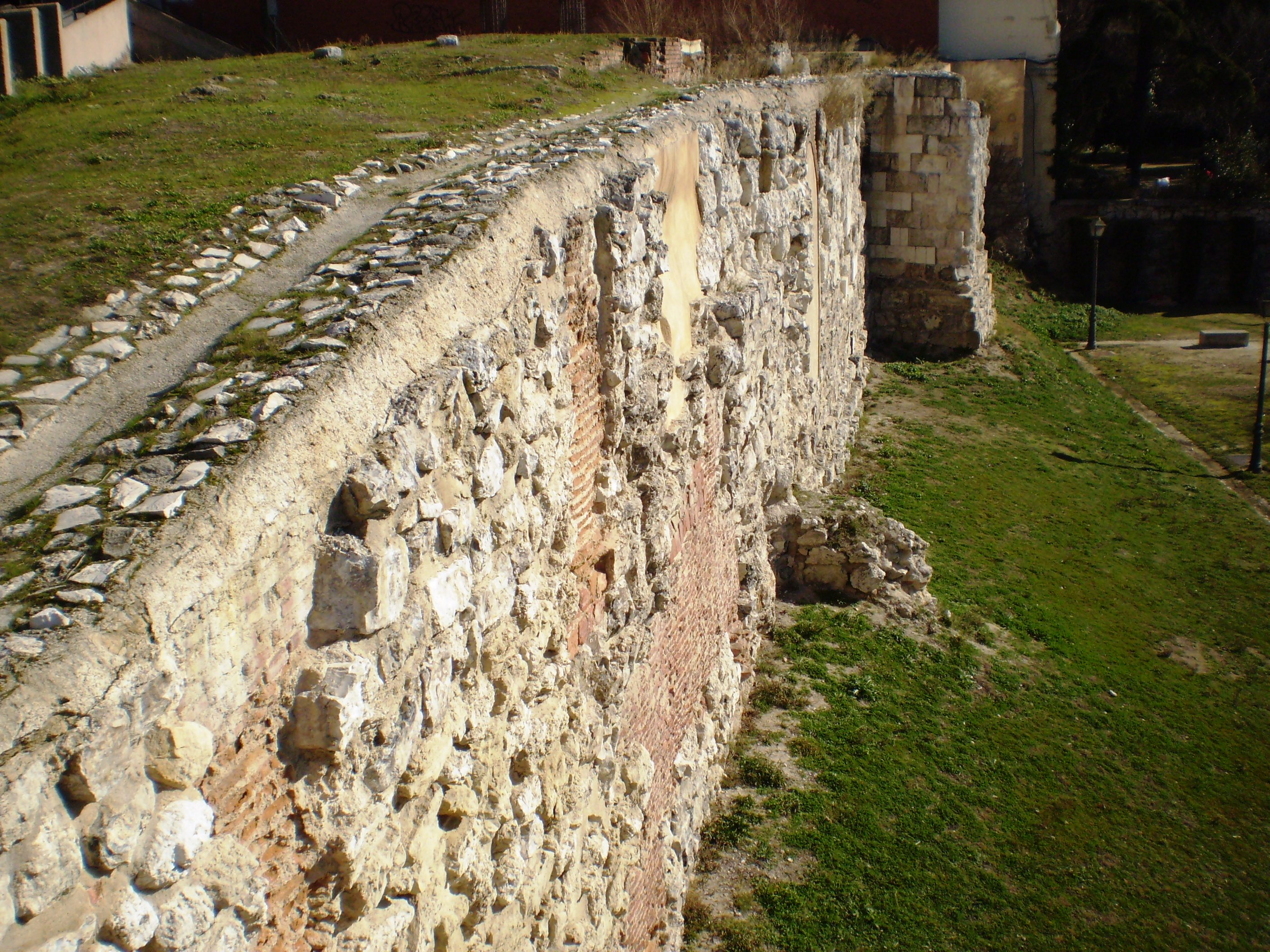
Restos de la muralla musulmana de Madrid, en la Cuesta de la Vega, integrados dentro del parque de Mohamed I.

Madrid es descrita por diferentes autores andalusíes como una madina (ciudad). Entre ellos cabe destacar a al geógrafo al Himyari (siglo XIV), quien, con el nombre de Mayrit, se refiere a ella como «una ciudad notable del al-Ándalus fundada por el emir Muhammad ibn Abd ar-Rahman». En la segunda mitad del siglo IX ya existe una ciudad con su muralla defensiva. Desde el último cuarto del siglo IX la vía romana del Manzanares es la que transitan habitualmente los ejércitos cristianos del norte. Esta ruta estaba custodiada por Mayrit, siendo además posición avanzada de una red de atalayas. 
La muralla se construye entre los años 852 y 886 y en la actualidad pueden verse algunas secciones de la misma en el Parque de Mohamed I, donde estuvo la torre albarrana de Narigües, además de en el Museo de Colecciones Reales. También se conservan restos de edificaciones musulmanas posteriores, como la Torre de los Huesos, una atalaya del siglo XI, cuyos cimientos son visitables dentro del aparcamiento subterráneo de la plaza de Oriente. La muralla poseía diferentes puertas, como la de la Vega, la de de la Mezquita (o de la Almudena) y la de la Xagra, que debía tener uso militar por estar situada en las cercanías del primitivo Alcázar. 
La mayor parte de la arquitectura monumental construida en la península durante época islámica, bien sea en edificios religiosos, militares o civiles, se realizó en sillería. Las excavaciones y estudios llevados a cabo sobre su trazado y sus características técnicas nos ponen de manifiesto que eran de sillería de sílex en su cimentación y de caliza en su parte posterior, trabada a la manera califal en «soga y tizón» (denominado aparejo califal). La existencia de oficios relacionados con la construcción va en crecimiento durante este periodo musulmán, algunos de ellos son adoberos, tejeros y alfareros. Los hornos para cocer ladrillos y los denominados tejares se encontraban en la Xagra. La Xagra era una especie de espacio abierto compuesto de diversos huertos y zonas de cultivo en el interior del recinto amurallado.
Dentro de las construcciones civiles se encuentran los qanats, que en Madrid se emplearon en siglos posteriores como viajes de agua. La villa pasa al Reino de Castilla en un periodo que va desde 1083 a 1085. La ciudad alza pronto una nueva muralla con radio mayor, se denomina la muralla cristiana. Aparecen arrabales y en ellos las parroquias. El fuero de Madrid menciona diez templos de estilo románico y mudéjar. La única dentro del recinto militar es Santa María de la Almudena, el resto permanece en los arrabales. Las nueve son: San Miguel de la Xagra, San Juan, Santiago, San Nicolás de los Servitas, San Salvador, San Miguel de los Octoes, Santiuste, San Pedro y San Andrés. Los primeros conventos religiosos son los de San Martín, de finales del siglo XI, San Francisco y Santo Domingo el Real, ambos construidos a principios del siglo XII. La ciudad debió de deteriorarse considerablemente hasta el siglo XIV, los lienzos de las murallas en peligro con las torres abatidas.
En el siglo XV aparece como destacable el encargo por Álvaro de Luján de la que se denomina en la actualidad casa y torre de los Lujanes ubicada en la plaza de la Villa. Surgen arrabales que crecen de tamaño como son los de San Ginés y San Martín.

### Arquitectura renacentista

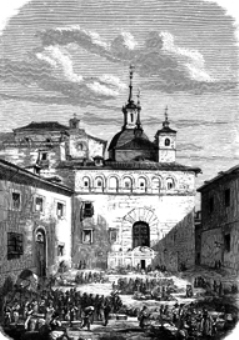
La Capilla del Obispo, representada en un grabado de 1860. Al fondo, asoman la torre y la cúpula de la iglesia de San Andrés y, a la izquierda, se sitúa el palacio de los Vargas.

Durante el reinado de los Reyes Católicos la ciudad construye fundamentalmente edificios de carácter administrativo, a los que se añaden casas señoriales, como el palacio de los Vargas. Una de las primeras disposiciones municipales es el adoquinado de algunas calles. En algunos casos se emplea la piedra de la mampostería de la propia muralla en este tipo de operaciones urbanas de mantenimiento y mejora de las vías. Durante este periodo la construcción queda monopolizada por los alarifes mozárabes, que se concentran en torno a dos familias, San Salvador y Gormaz (algunos de ellos son oficiales del Concejo). Tal vez por ello los estilos arquitectónicos de finales del siglo XV reflejan una mezcla de tradiciones islámicas y tardogóticas, como puede comprobarse en el Hospital de la Latina, fundado por Beatriz Galindo en 1499. 
Pero también aparecen rasgos típicamente renacentistas en algunos edificios. Es el caso del monasterio de los Jerónimos, cuya primera sede se levanta cerca del río Manzanares, junto al Camino de El Pardo (actual paseo de la Florida). Debido a las condiciones insalubres de la zona, el convento se traslada posteriormente al sector oriental de la Villa, junto al arroyo de Valnegral, gracias al apoyo de los Reyes Católicos. Los Jerónimos serán objeto de sucesivas ampliaciones dedicadas a estancias reales, hasta que en el siglo XVII se construye a su alrededor el palacio del Buen Retiro, por orden de Felipe IV.
La arquitectura renacentista madrileña se consolida plenamente durante el reinado de Carlos I (r. 1516-1556), gracias a diferentes obras impulsadas desde la propia monarquía. En el Real Alcázar, residencia de los reyes desde los Trastamara, el emperador lleva a cabo diferentes mejoras y ampliaciones, cuyas trazas son diseñadas por el arquitecto imperial Luis de Vega, en colaboración con su sobrino, Gaspar de Vega. La transformación del Alcázar se prolonga con la llegada al trono de Felipe II, que no en vano convierte este edificio en la residencia oficial de la familia real y sede de los órganos de gobierno, tras establecer la capitalidad en Madrid en 1561. Una de sus aportaciones es la Torre Dorada, terminada en 1560, cuando todavía era príncipe. Construida en el ángulo suroeste del Alcázar, a partir de un diseño de Juan Bautista de Toledo, esta torre sienta las bases del llamado estilo de los Austrias, años antes de que se iniciase la construcción del monasterio de El Escorial.
Otro de los focos constructivos de la monarquía es el Real Sitio de El Pardo y, más en concreto, su primitivo castillo medieval, que Carlos I transforma en palacio. A pesar de que el edificio es intervenido en el siglo XVIII, aún se conservan elementos del siglo XVI, como portadas y un patio porticado de dos alturas. Junto al Palacio Real de El Pardo, destaca la Casa de Campo, una villa renacentista que Felipe II compra en 1562 a la familia de los Vargas. El arquitecto del rey, Juan Bautista de Toledo, realiza a su alrededor una intervención paisajística pionera en España, al introducir por primera vez modelos renacentistas italianos. Uno de los elementos más singulares de este Real Sitio es la Galería de las Grutas, considerada como la gruta artificial decorada de mayor relevancia artística del Renacimiento español. De Toledo también acomete distintas actuaciones urbanas, como la fuente de los Caños del Peral.
Fuera del ámbito regio, se levantan el palacio del Tesorero, inspirado en la arquitectura palaciega sevillana; la Casa de María de Pisa, hecha en estilo plateresco; y la casa de Cisneros, encargada en 1537 por un sobrino del Cardenal Cisneros y remodelada en el siglo XX por el arquitecto Luis Bellido. Otro de los palacios de la época es la casa de las Siete Chimeneas (1577), realizada por el arquitecto Antonio Sillero para Pedro Ledesma. Ubicada en lo que entonces eran las afueras de Madrid, ha sido objeto de numerosas reformas y ha servido de residencia a varios personajes históricos, entre ellos el marqués de Esquilache. 
En cuanto a la arquitectura religiosa, hay que señalar cuatro grandes hitos: el monasterio de las Descalzas Reales (construido sobre el citado Palacio del Tesorero, del que todavía perviven numerosos elementos), la capilla de Alonso Gutiérrez, la capilla de Alonso de Castilla (estas dos últimas desaparecidas cuando fueron derribados los monasterios de San Martín y Santo Domingo el Real, donde se encontraban, respectivamente) y la capilla de Gutierre de Vargas Carvajal, más conocida como Capilla del Obispo (concebida como el panteón de la los Vargas, uno de los linajes más influyentes del Madrid medieval y renacentista). 
De mediados del siglo XVI es el convento de San Felipe el Real, que estaba situado en la Puerta del Sol, y del segundo tercio el de Santa María Magdalena, atribuido a Rodrigo Gil de Hontañón e igualmente desaparecido. Por su parte, el convento de Agustinos Recoletos fue fundado en 1592 y derribado en el siglo XIX (se encontraba en el actual paseo de Recoletos, donde hoy tiene su sede la Biblioteca Nacional).

## El Madrid de los Austrias

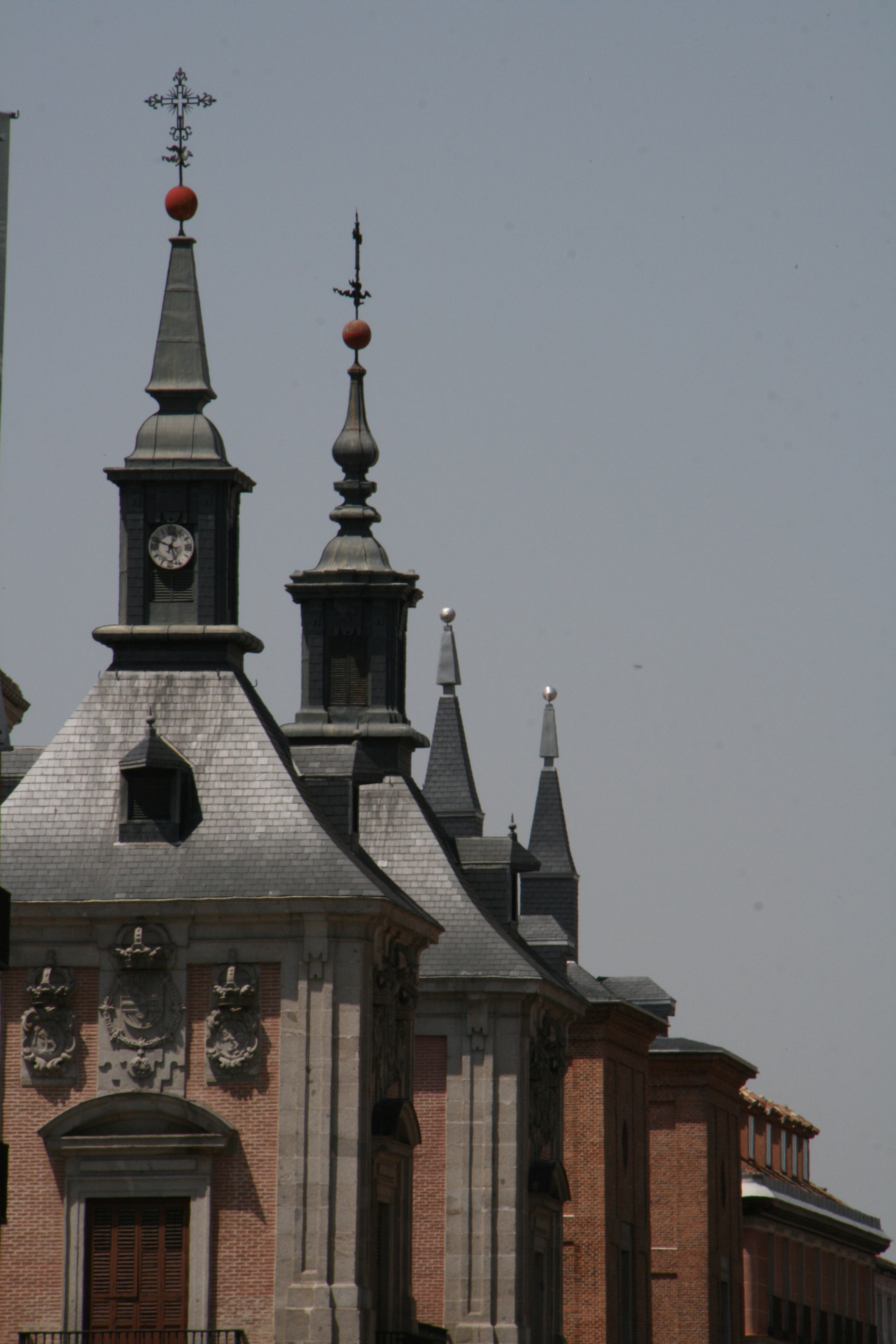
Chapiteles de la Casa de la Villa y del palacio de Cañete, vistos desde la calle Mayor de Madrid. Estas cubiertas puntiagudas de pizarra son identificadoras de lo que se ha venido denominando Madrid de los Austrias. El arquitecto e historiador Fernando Chueca Goitia menciona «los chapiteles son el aire fino de Madrid».

Una de las primeras dedicaciones arquitectónicas de Felipe II en Madrid fue la renovación de la plaza del Arrabal (denominada también «plaza de la Leña») cercana a la Puerta de Guadalajara, en las denominadas Lagunas de Luján (véase: Historia de la Plaza Mayor de Madrid). El proyecto iniciado por Felipe II mediante la construcción de la Casa de la Panadería (debido a las trazas del arquitecto Diego Sillero) no se vería completamente finalizado hasta la llegada al trono de su hijo, Felipe III. Uno de los principales arquitectos del rey Felipe II durante esta etapa es Francisco de Mora, discípulo de Juan de Herrera, al que sucede, en tiempos de Felipe III, su sobrino Juan Gómez de Mora. Este último construye en las cercanías de la plaza Mayor la Sala de Alcaldes de la Casa y Corte, que posteriormente será la Cárcel de Corte (se trata del palacio de Santa Cruz, donde hoy tiene su sede el Ministerio de Exteriores).
Se tiene una idea de la disposición urbanística de Madrid y de sus edificios a mediados del siglo XVI, ya que en el año 1565 el dibujante flamenco Anton Van den Wyngaerde (conocido en España también como Antonio de las Viñas), retrata en un dibujo una visión de Madrid desde las cercanías de la actual Puerta del Ángel, en el que puede verse una ciudad densamente edificada. Los inicios de construcción del monasterio de El Escorial propagarían por la nueva capital un estilo arquitectónico denominado arquitectura escurialense. Felipe II en su estancia de Flandes decide impulsar en Madrid el estilo de los chapiteles de pizarra, tan populares en la arquitectura holandesa de la época. Estas cubiertas de pizarra, de gran pendiente, con lucernas y torres rematadas por agudos chapiteles, (el típico chapitel madrileño) alcanzaron gran difusión en la arquitectura castellana, sobre todo la madrileña de los siglos XVII y XVIII. Siendo el estilo de los edificios patrocinados personalmente por Felipe II. Este nuevo estilo supuso un fuerte cambio en el estilo constructivo español que lo vincula al norte de Europa más que al sur continental, abandonando las tradicionales cubiertas de teja de influencia árabe.
El convento de Santo Domingo el Real ubicado en el límite con los caños del Peral. El arquitecto Juan de Herrera inicia las obras del puente de Segovia (denominado en la época como puente segoviana) dando paso a la que será la primera entrada monumental a la ciudad. El mérito de que la ciudad se convirtiera en una urbe cortesana se debe a Felipe III y su primer ministro, el duque de Lerma. Los grandes arquitectos, tracistas y urbanistas de la Corona que guían el proceso transformador de la ciudad son Francisco de Mora Durante este periodo se desarrolla el urbanismo de la ciudad en torno a la plaza Mayor. Como consecuencia de la regalía de aposento aparecen en Madrid las denominadas casas a la malicia (también llamadas «casas de difícil/incómoda partición») que modifican las fachadas de algunas de las casas del centro de Madrid. 
Durante el reinado de Felipe III se realizan numerosas construcciones en la ciudad, algunas de ellas como las obras de la plaza Mayor se finalizan completando su perímetro con las trazas de Juan Gómez de Mora. Este arquitecto había aprendido el oficio de su tío Francisco de Mora (y este a su vez de Juan de Herrera). Juan Gómez de Mora trabaja intensamente en la ciudad y divulga el estilo de Herrera en lo que se denominará el Madrid de los Austrias. Se construye junto al Alcázar el Real Monasterio de la Encarnación, de Alberto de la Madre de Dios. Este monasterio nace como una prolongación religiosa del alcázar. Tras la Encarnación se encontraba el Colegio de María de Aragón de la Orden de San Agustín (en la actualidad corresponde al edificio de Senado). El duque de Uceda decide construir en 1613 junto al alcázar un palacio, y encarga el diseño del edificio al militar Alonso Turrillo. El palacio de Uceda se ubica en la calle Mayor, justo enfrente de la iglesia de Santa María (uno de los primeros templos de Madrid). De esta misma época data el Convento de las Carboneras del Corpus Christi.
Durante el reinado de Felipe IV se finalizan las obras del Palacio del Buen Retiro, siendo la única construcción civil de importancia la cárcel de la Corte de inspiración en la arquitectura de El Escorial. Entre los edificios religiosos construidos se encuentra el Colegio Imperial de la Compañía de Jesús y la iglesia de San Antonio de los Portugueses como parte del hospital del mismo nombre. La Casa de la Villa se construye durante un largo periodo de tiempo interviniendo en ella los mejores arquitectos de la época: comenzada por Juan Gómez de Mora y posteriormente dirigida por José de Villareal, fue ejecutada finalmente por José del Olmo y Teodoro de Ardemans a finales del siglo XVII.

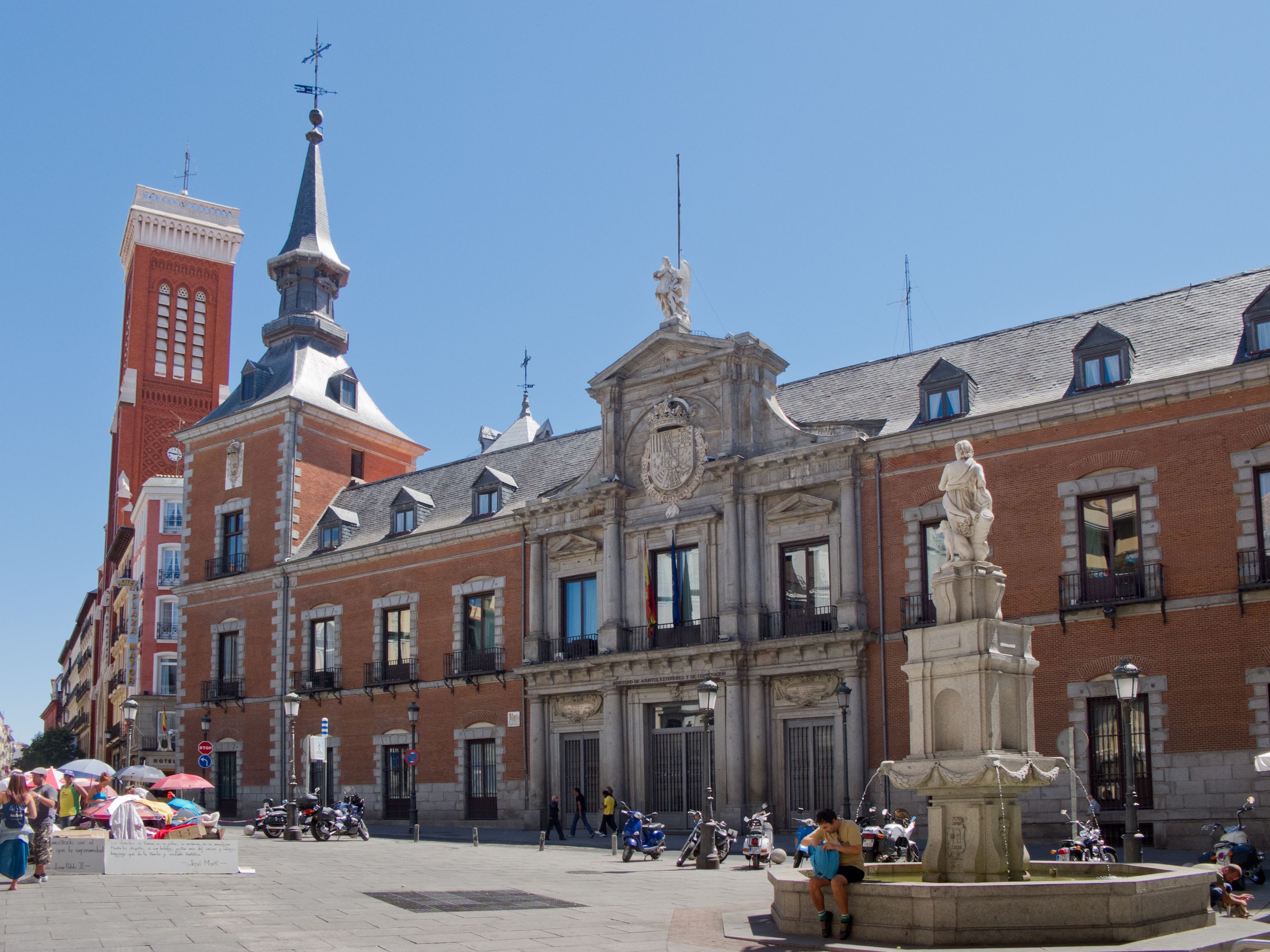
Palacio de Santa Cruz
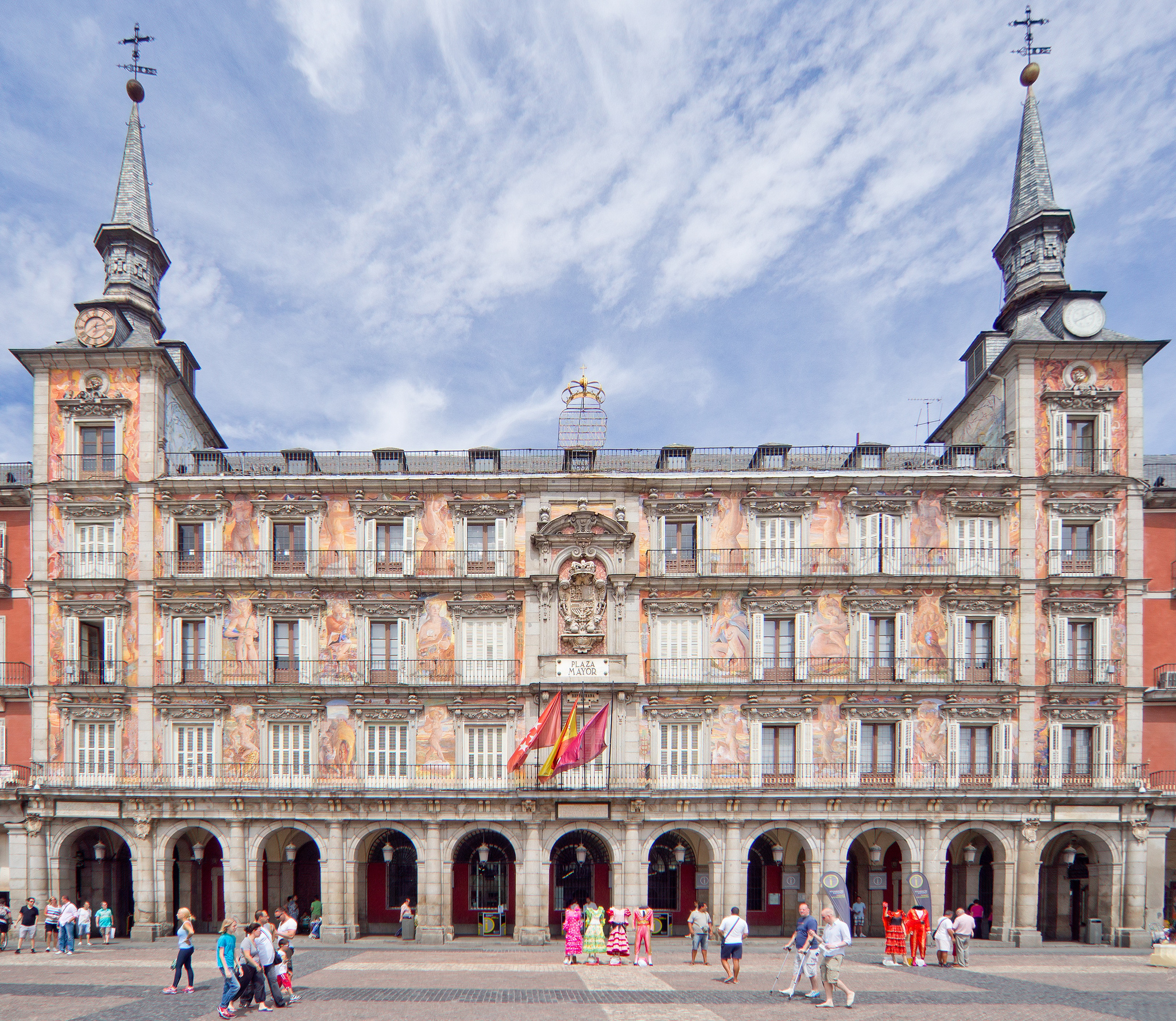
Casa de la Panadería
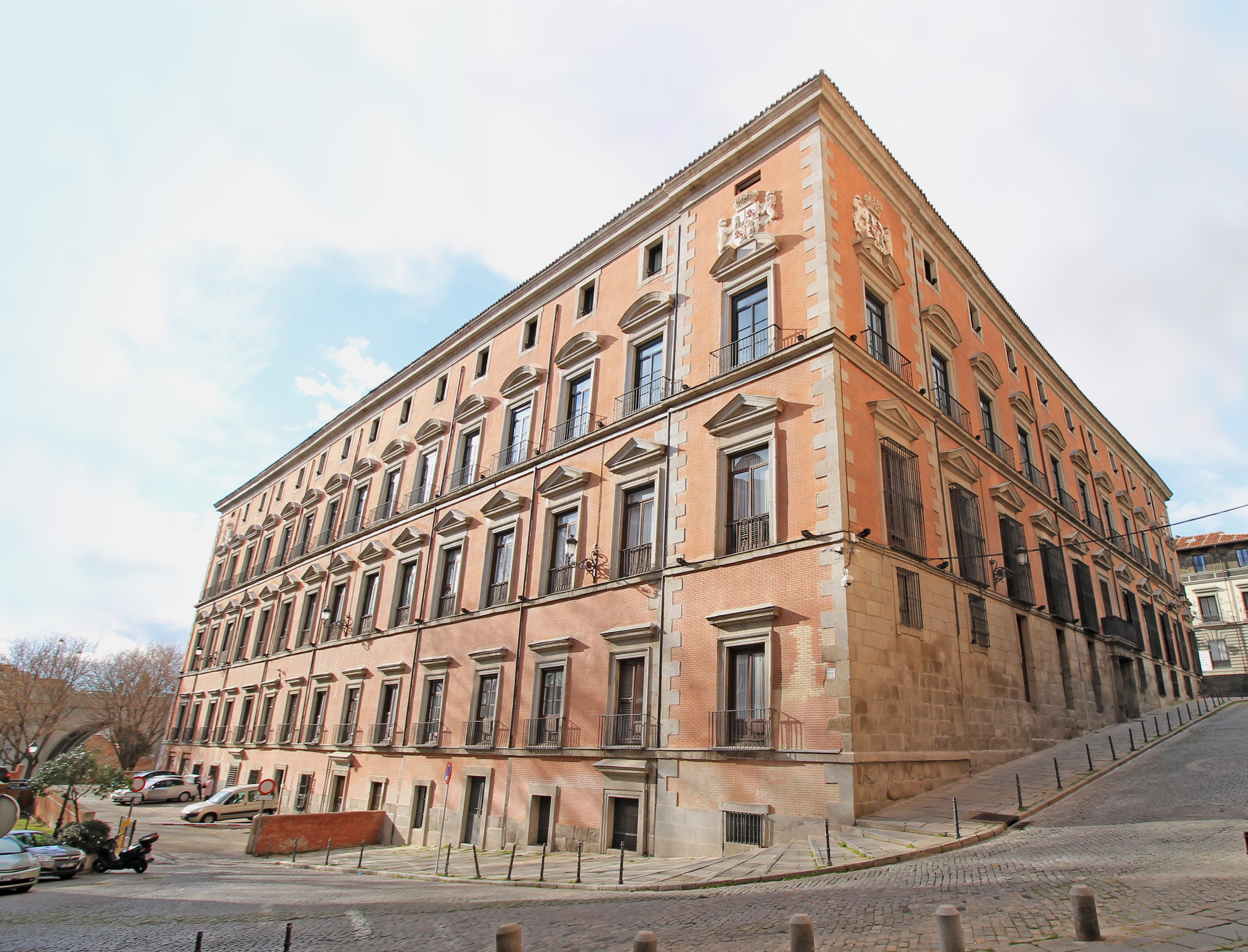
Palacio de los Consejos
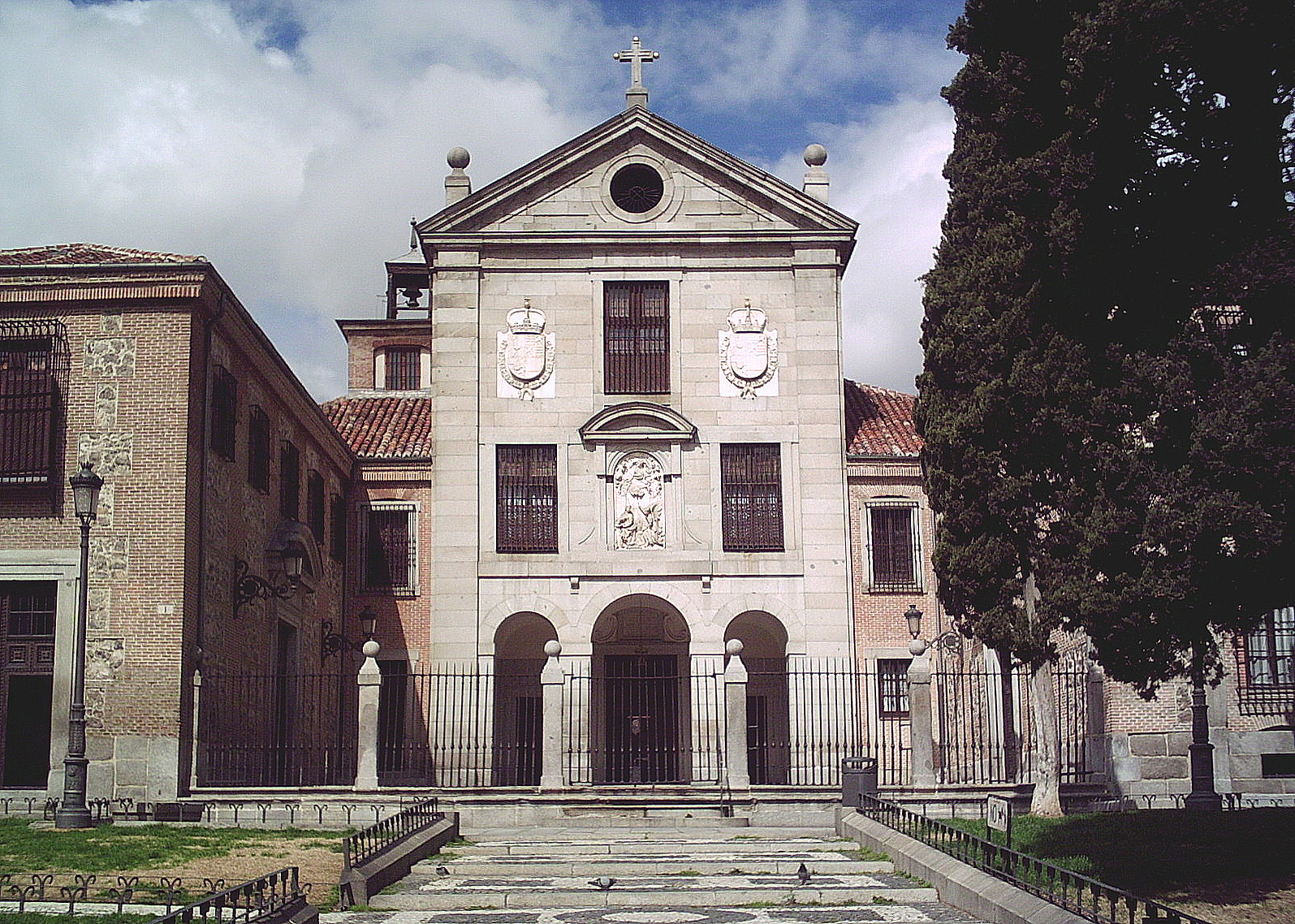
Real Monasterio de la Encarnación
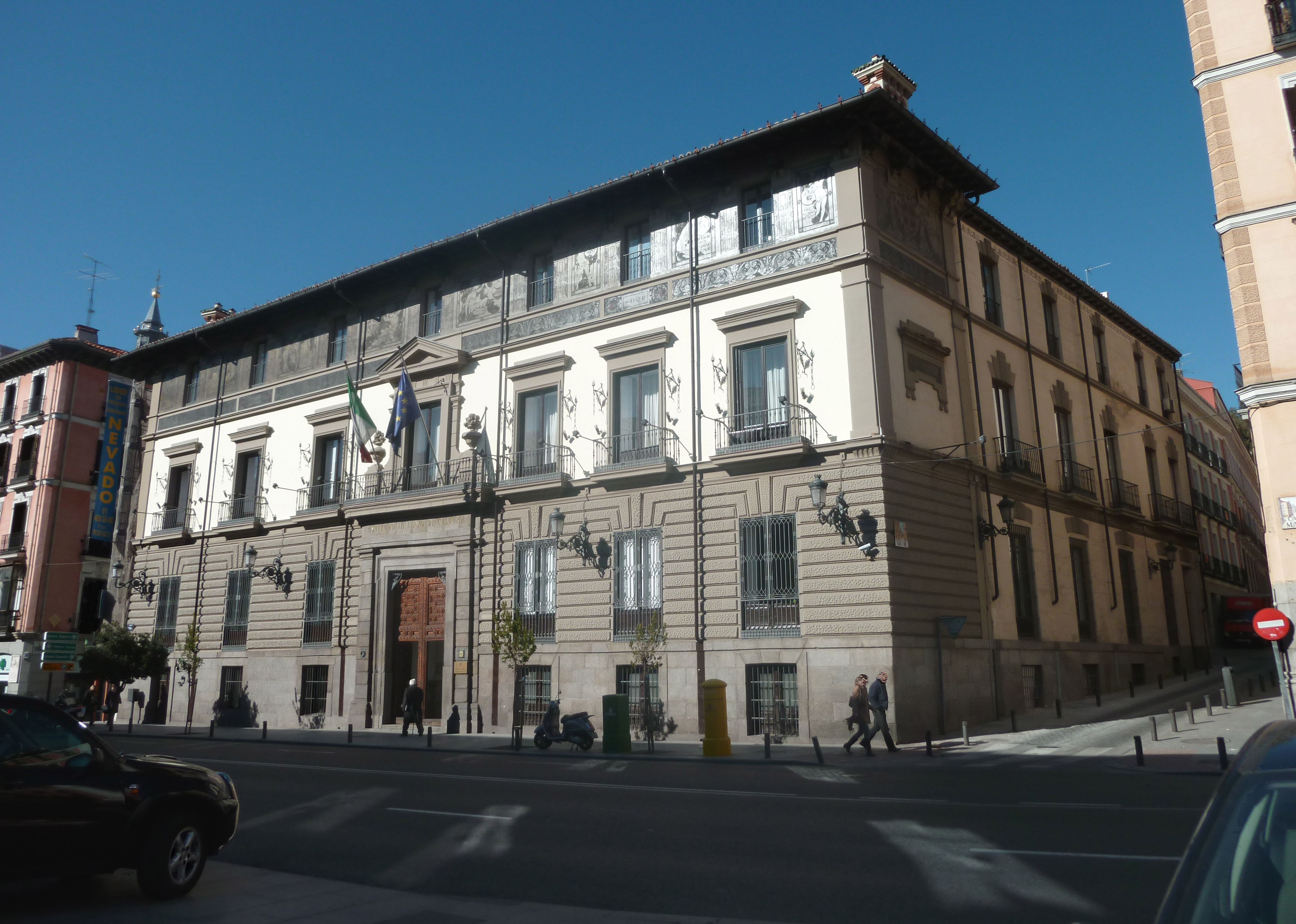
Palacio de Abrantes

## Periodo borbónico
Con Carlos II se termina el reinado de la Casa de Habsburgo y tras él queda finalizado un estilo arquitectónico que dejó huellas en lo que en la actualidad se denomina el Madrid de los Austrias. El primero de los reyes de la Casa de los Borbones es Felipe V y con él comienza un periodo de exaltación por los lenguajes ornamentales: periodo churrigueresco. De Italia proviene el Barroco y este estilo al gusto de la nueva monarquía será la moda imperante en la arquitectura madrileña a comienzos del siglo XVII. El barroco madrileño, no obstante, muestra en sus primeras expresiones de mediados del siglo XVII una clara herencia del anterior periodo herreriano. No será hasta llegado el siglo XVIII, con la plena aceptación del barroco en la arquitectura real y palaciega madrileña, hasta que pueda verse exaltado este estilo. La incorporación de nuevos arquitectos procedentes de Francia e Italia influye en la aparición de nuevos estilos, mientras que relega a un segundo plano a dos generaciones de arquitectos españoles.

### Barroco madrileño

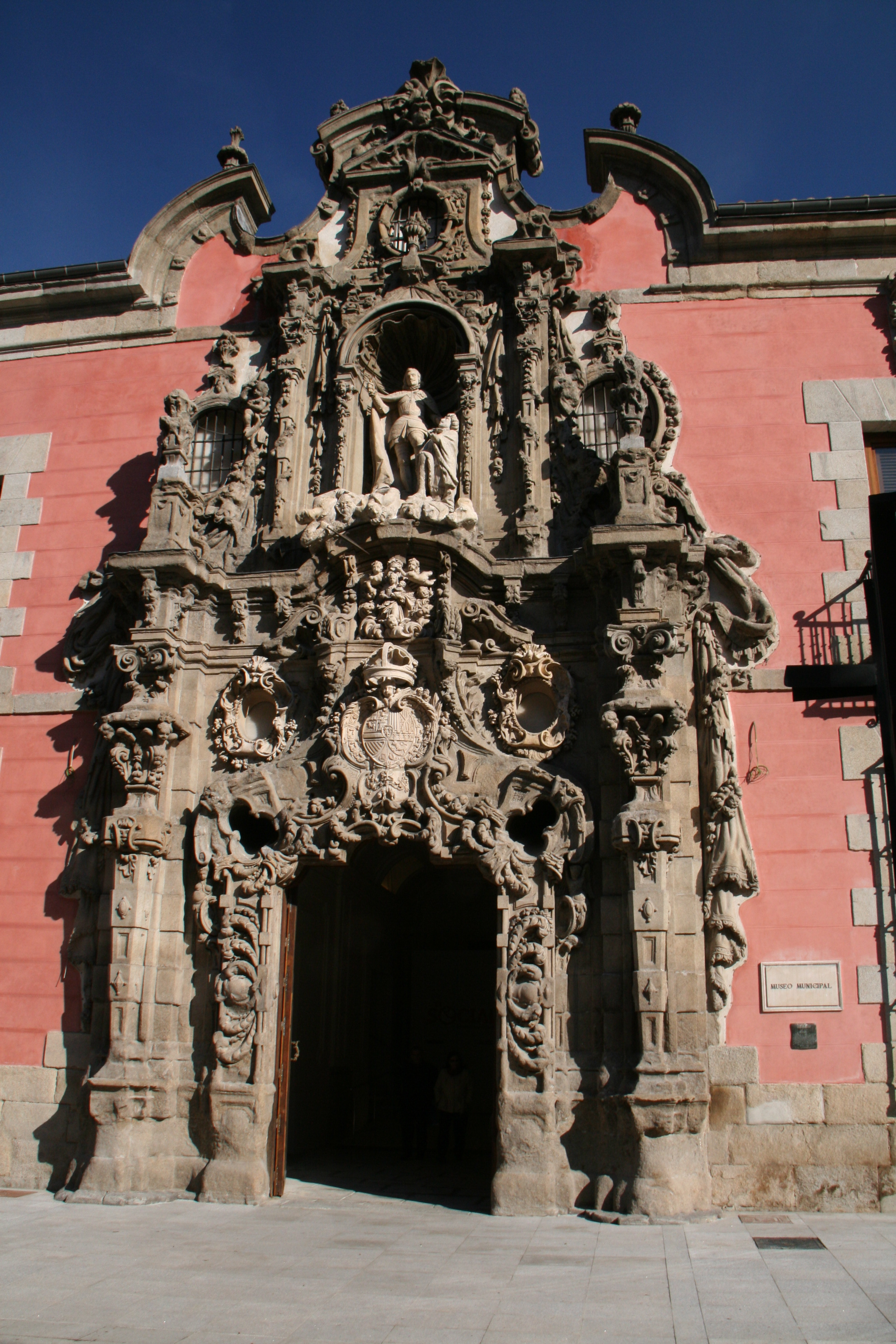
Portada barroca del Hospicio de San Fernando actual Museo de Historia de Madrid obra barroca de Pedro Ribera.

El barroco empieza a surgir en los templos madrileños en primeras características en el siglo XVII hasta su esplendor en el XVIII. De este último periodo cabe destacar la coexistencia del barroco proveniente de las corrientes extranjeras, así como las puramente madrileñas. Una de las primeras manifestaciones del barroco recae sobre la iglesia de San Isidro bajo diseño de Pedro Sánchez. El arquitecto madrileño de este periodo es Pedro de Ribera que acomete numerosas obras en la ciudad. Por orden del marqués de Vadillo construye un acceso importante al sur cruzando el río Manzanares: el puente de Toledo. En mitad de las reformas del ejército español, Felipe V manda construir el Cuartel del Conde-Duque como espacio para el acuartelamiento de las tropas madrileñas. Este edificio será el de mayor tamaño hasta la fecha. Ribera pone de moda su estilo barroco en las portadas de los edificios, dando lugar al denominado barroco madrileño. Este barroco madrileño se reproducirá posteriormente en los grandes edificios del Madrid de comienzos del siglo XX. Pedro de Ribera construye algunos palacios en Madrid como el palacio Miraflores (1730-1733), palacio del Marqués de Ugena (1730-1734), el palacio del Marqués de Perales (1732). Entre los templos religiosos se encuentra: Monserrat (1720), el hospicio de San Fernando (1722), San Cayetano (1722), San José (1730-1742). Los hermanos José Benito Churriguera, Alberto Churriguera y Joaquín Churriguera trabajan en Madrid y su influencia se hace notar en los arquitectos del periodo barroco. Uno de los herederos de este estilo ornamental es el mismo Pedro de Ribera, siendo sucesor de Teodoro de Ardemans. Todos estos estilos barrocos fueron muy criticados posteriormente en el siglo XIX. 
Otros arquitectos de este periodo fueron Bartolomé Hurtado. La basílica de San Miguel (1739-1746) obra de Giacomo Bonavia. Durante el reinado de Fernando VI se finalizan las Salesas Reales (1750-1758) por Francisco Carlier. Es en esta época cuando se establece la Real Academia de San Fernando no solo como academia formadora de arquitectos, sino como jurado permanente con su opinión crítica sobre las obras artísticas realizadas en la capital. El objetivo de la academia era el de enaltecer la figura de la Corona a través de la renovación y el embellecimiento de la ciudad por medio de las Bellas Artes, y entre ellas se encontraba la arquitectura. Su peso y poder, en el terreno arquitectónico, se prolongará hasta comienzos del siglo XX, siendo jurado de muchos de los concursos públicos presentados en la capital. 
En la Nochebuena del año 1734, con la Corte desplazada al palacio de El Pardo, se declaró un gran incendio en el Real Alcázar de Madrid. El fuego, que pudo tener su origen en un aposento del pintor de Corte Jean Ranc, se propagó rápidamente, sin que pudiera ser controlado en ningún momento. Felipe V e Isabel de Farnesio encargan en 1735 el proyecto de nuevo palacio real al arquitecto Filippo Juvara. Al año de estancia fallece Juvara y su discípulo Giovanni Battista Sachetti se hace cargo en 1738. Sachetti se inspira en los palacios de Bernini. Aparecen en la escena arquitectónica madrileña, debido al interés personal del rey, nuevos arquitectos italianos y franceses. Gracias a ellos se fue formando una generación de arquitectos que posteriormente promulgarán el triunfo de los modelos academicistas neoclásicos. 

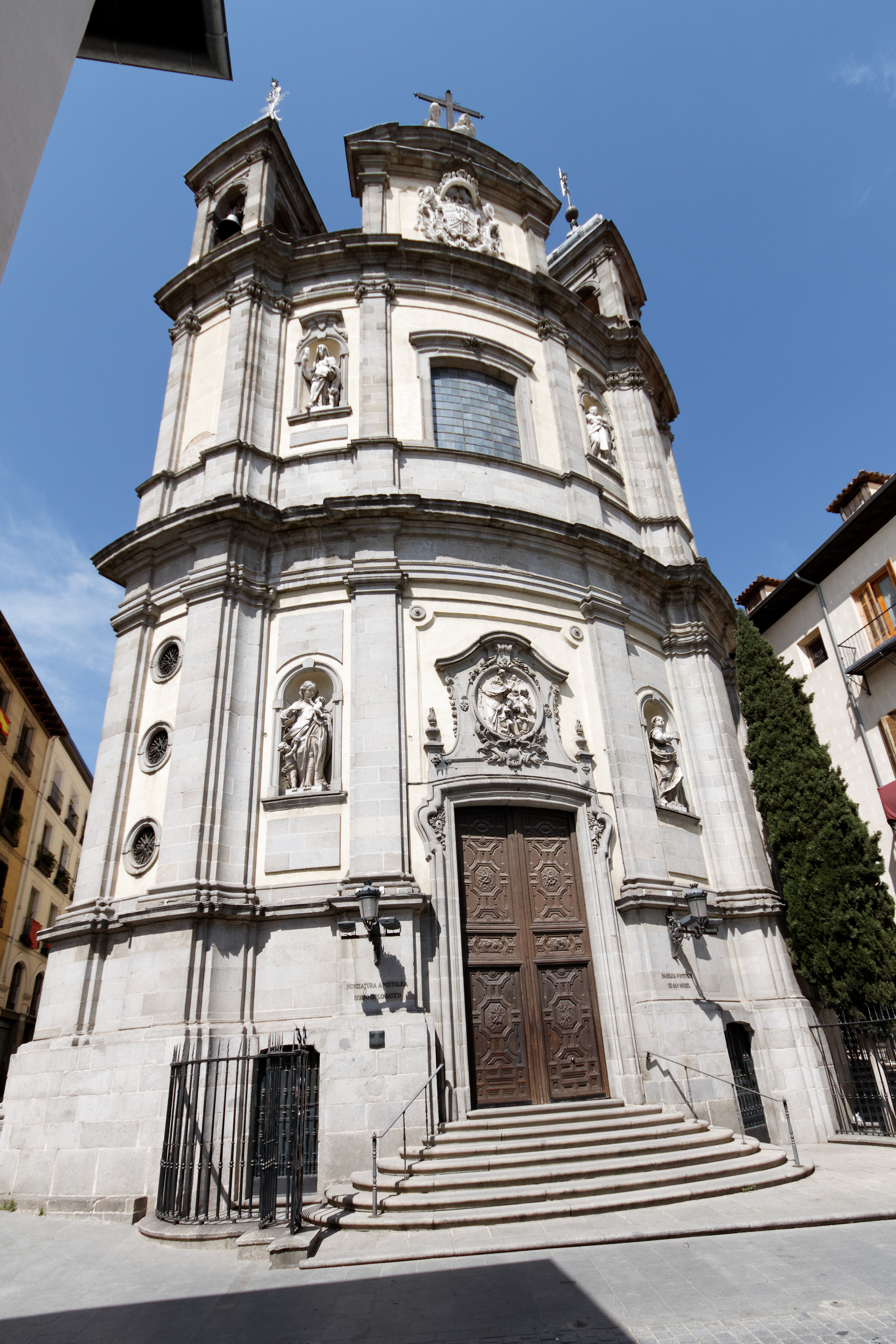
Basílica de San Miguel
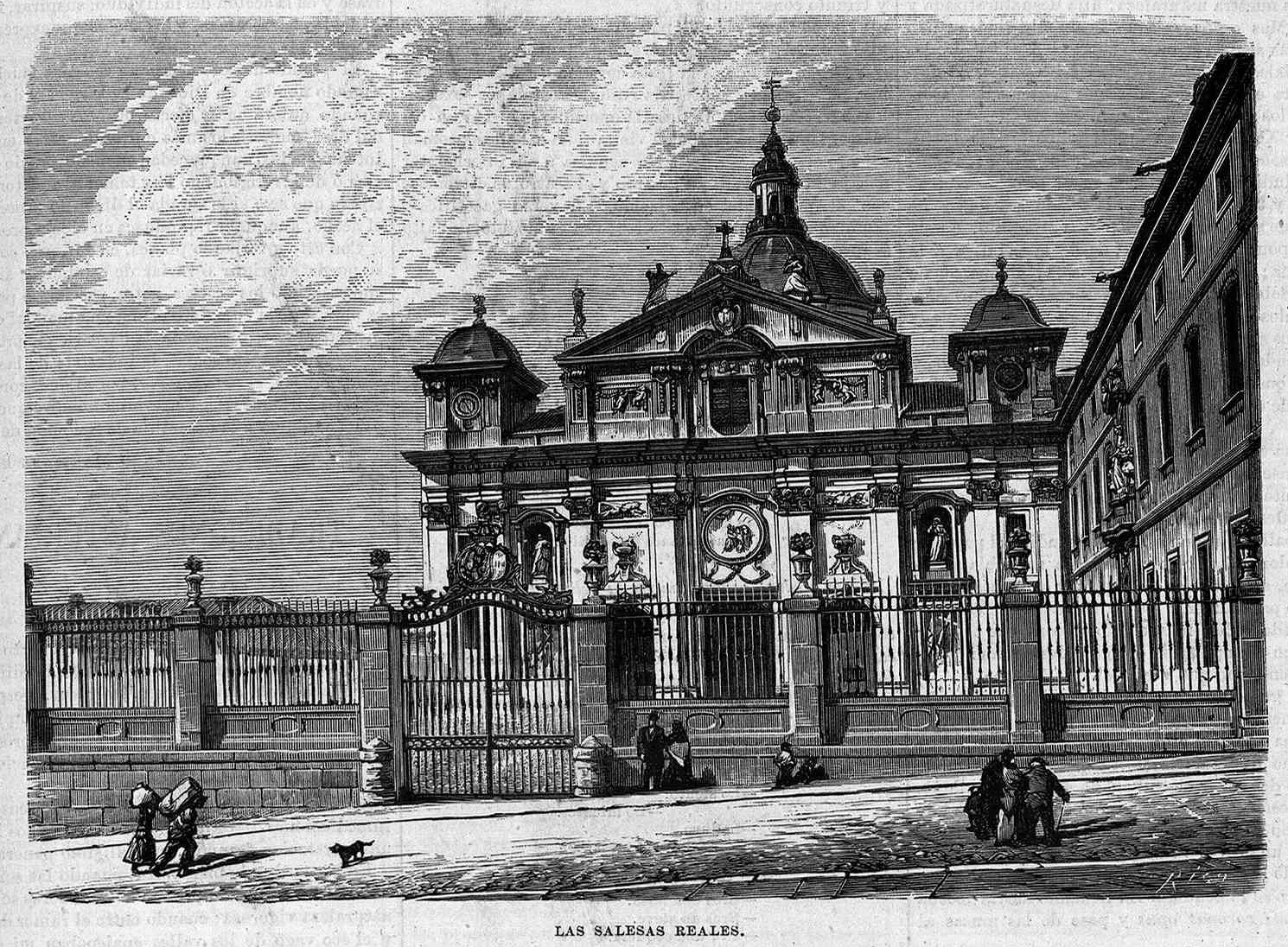
Salesas Reales
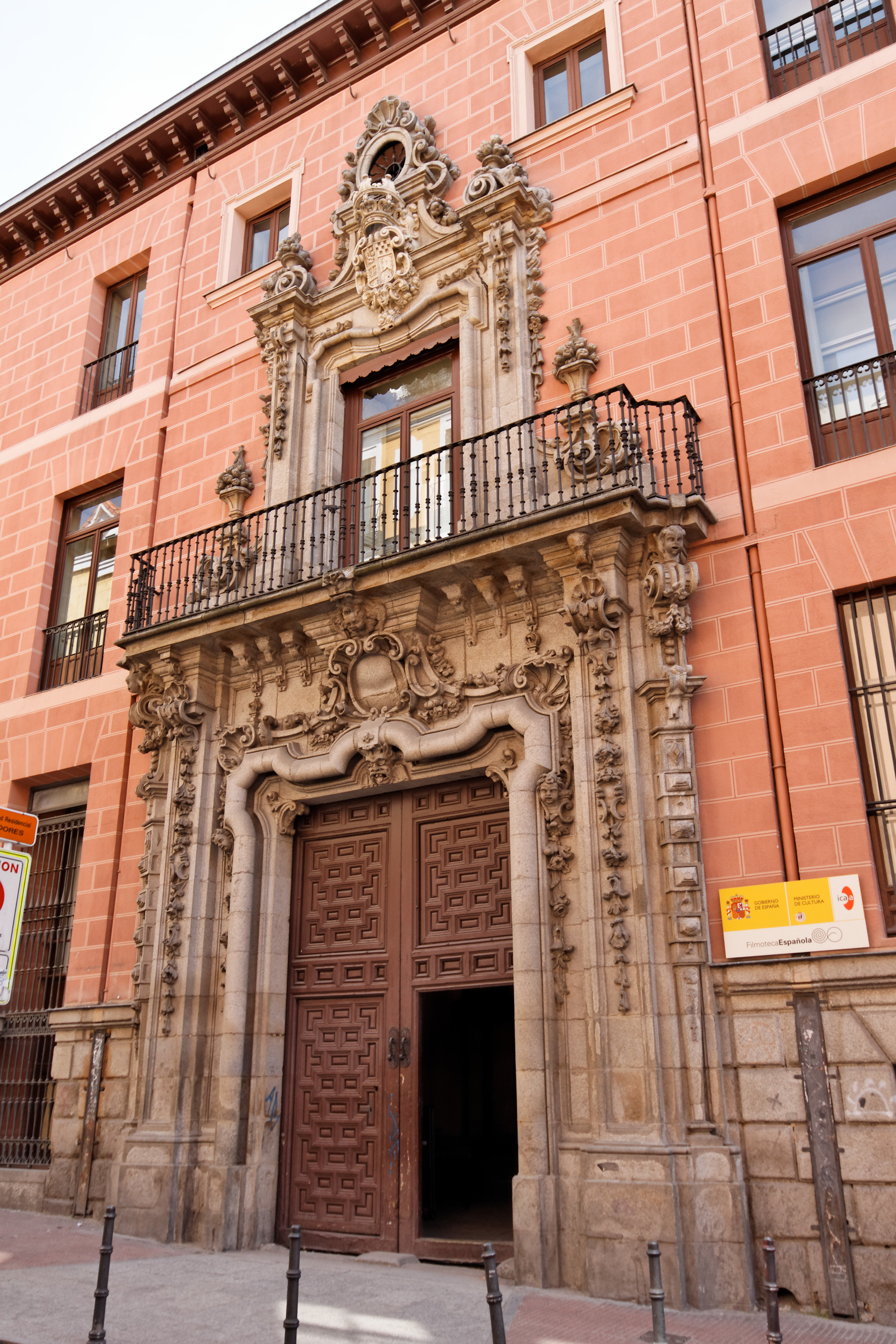
Palacio del Marqués de Perales
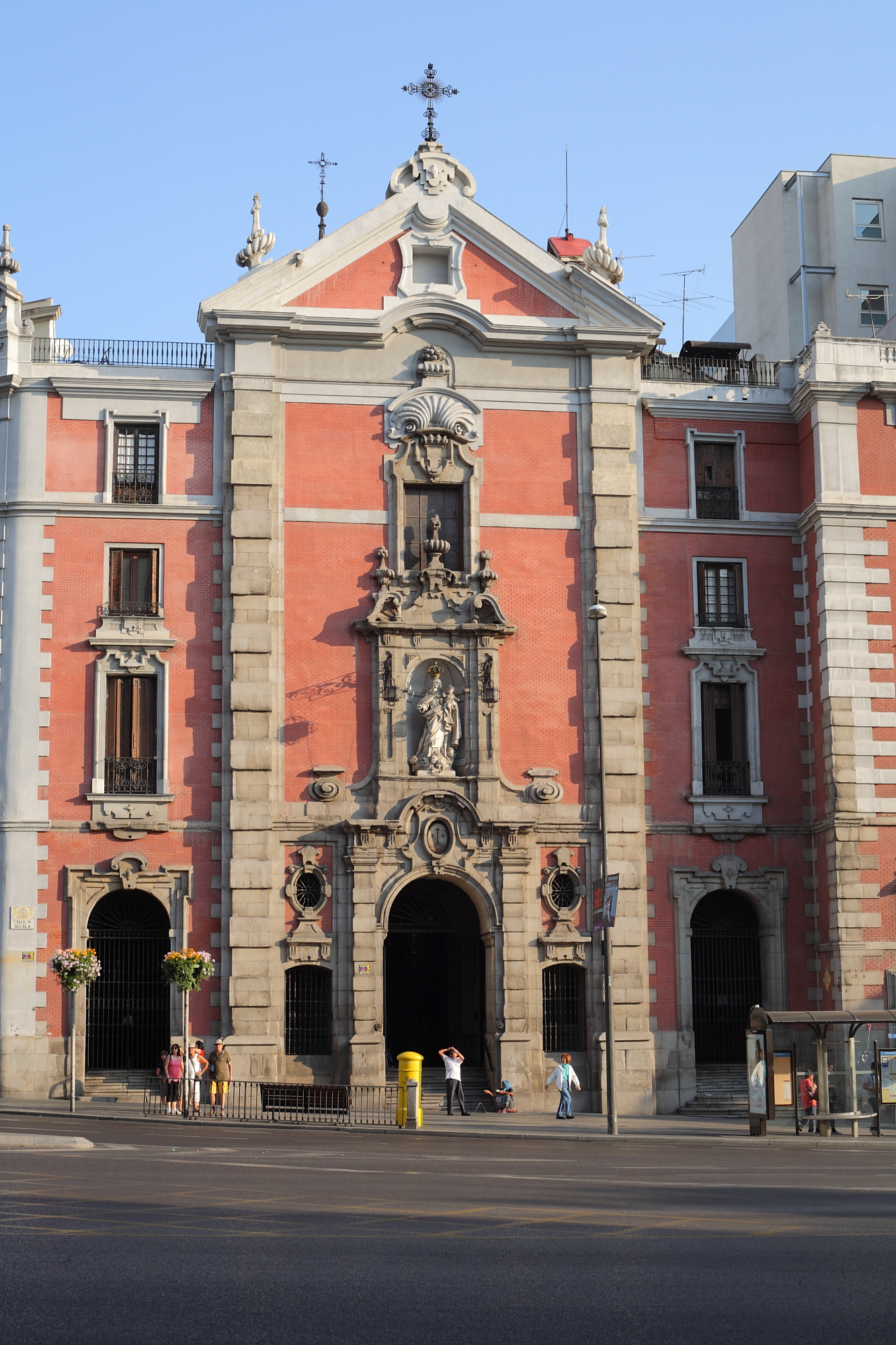
Iglesia de San José
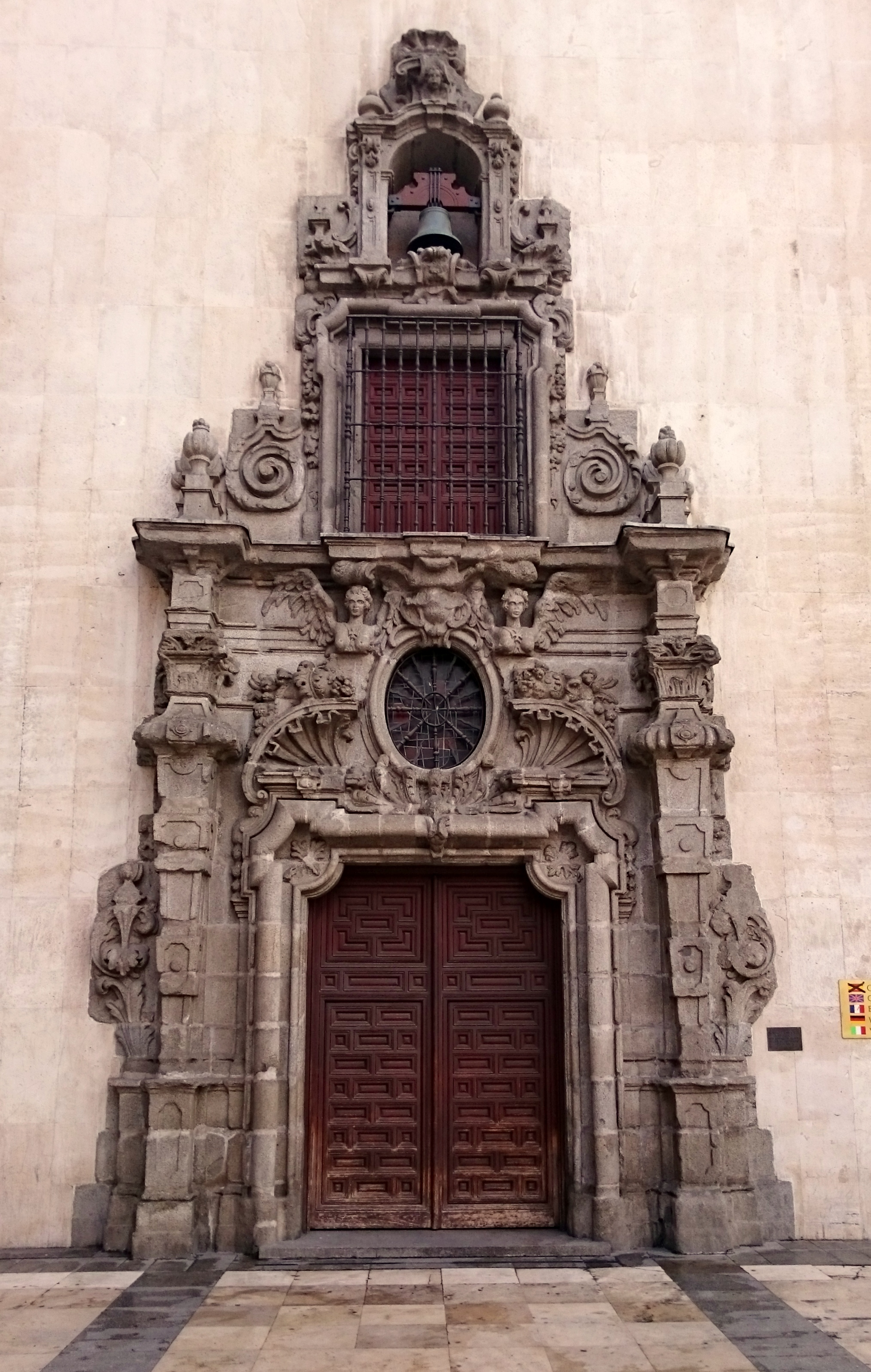
Monte de Piedad
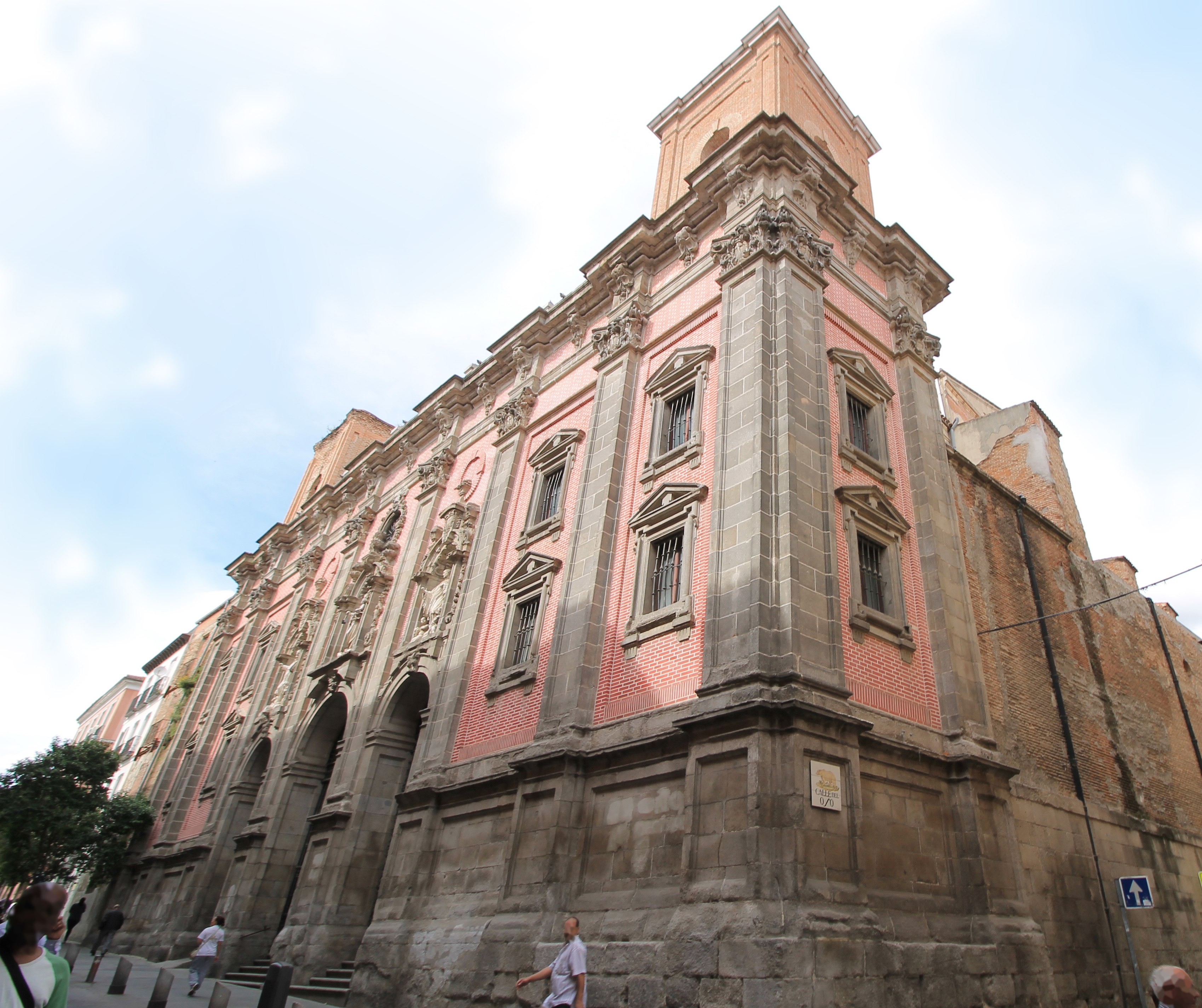
Iglesia de San Cayetano
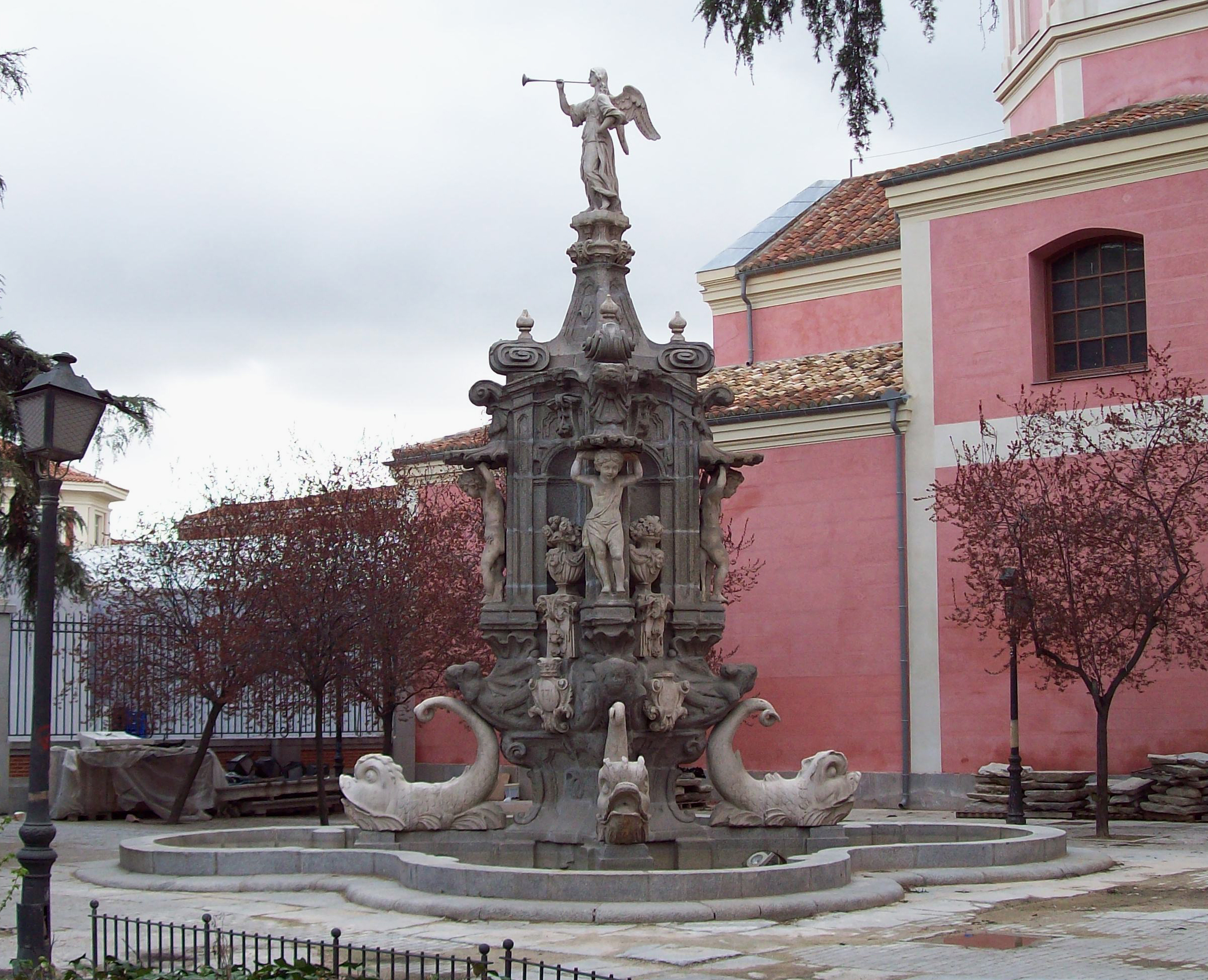
Fuente de la Fama

### Barroco clasicista italianizante

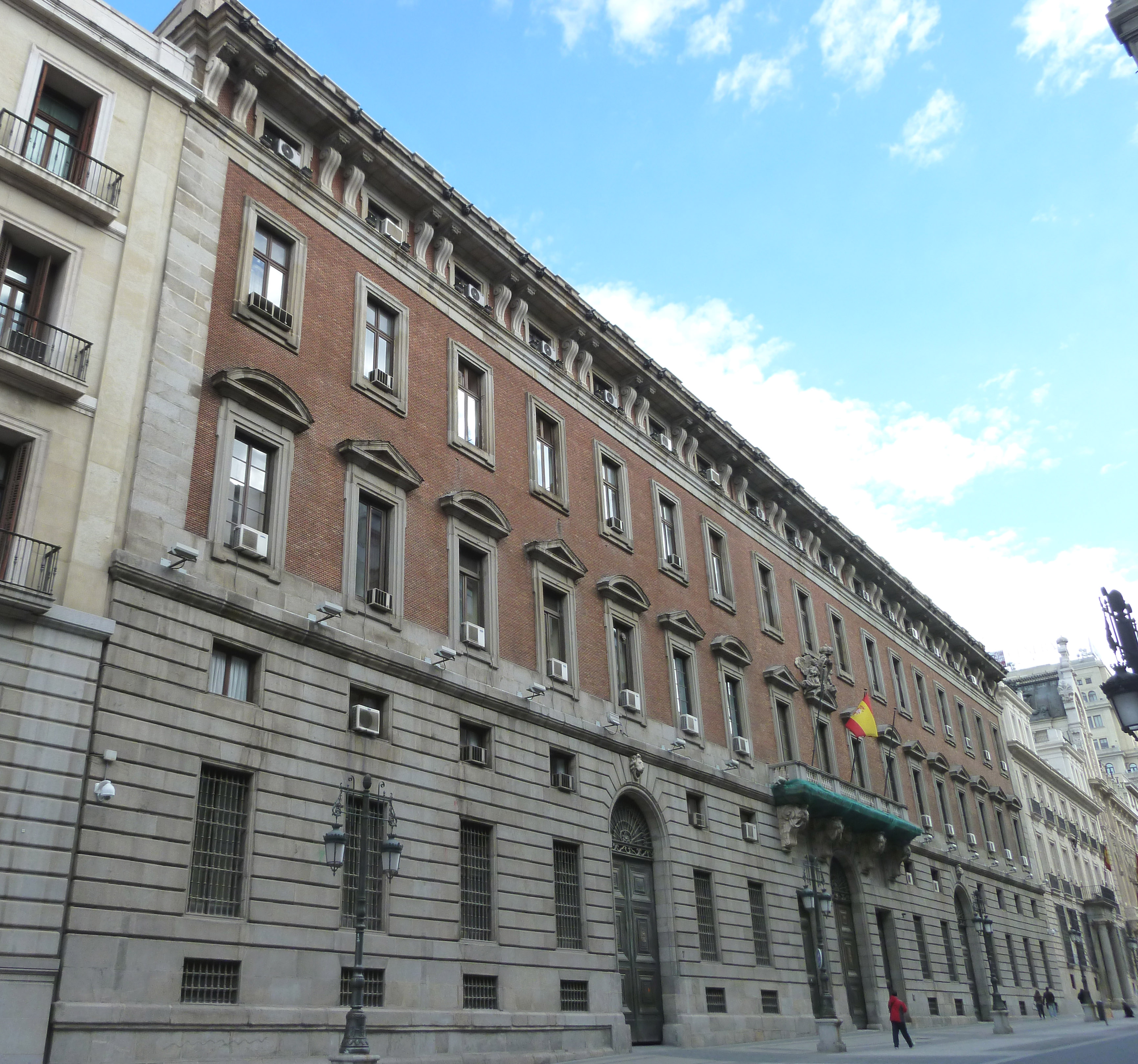
Real Casa de la Aduana

La entrada de Carlos III en Madrid supuso un hito en la arquitectura madrileña. El nuevo rey traía a sus propios arquitectos, entre ellos se encuentra a Francesco Sabatini. Sabatini se convirtió en el arquitecto de cámara de la Corona. Una de sus primeras obras es la Puerta de Alcalá, aunque pronto realizará otras obras como: Real Casa de la Aduana (1769) en la calle de Alcalá, la Real Casa de Correos (1768) en la Puerta del Sol, el convento de las Comendadoras de Santiago, el Real Basílica de San Francisco el Grande, el palacio de Godoy. Algunos arquitectos españoles se vieron obligados a competir con las nuevas corrientes traídas por el nuevo monarca. Se edifica San Francisco el Grande (1761) diseñado por Francisco Cabezas.
Uno de los arquitectos más afectados por la llegada de Carlos III al reino fue Ventura Rodríguez, gozando del favor real bajo Fernando VI, con Carlos III es destituido de las obras que él mismo había diseñado siendo uno de los más claros ejemplos la Real Casa de Correos. La presencia de Sabatini afectó a su carrera en los primeros años, siendo tras ello sus nuevos clientes el Ayuntamiento de Madrid, el Consejo, y la Cámara de Castilla. Ventura era quien mejor había sabido asimilar las enseñanzas de los arquitectos italianos residentes en España. Fue discípulo de Juvara y estuvo ligado a Juan Bautista Sachetti. Desde luego fue unos de los arquitectos con mayor conocimiento arquitectónico en la España del siglo XVIII.
El periodo neoclásico aparece en su máximo esplendor en la capital cuando el arquitecto español Juan de Villanueva regresa de su pensionado romano, Sus primeros trabajos los realiza en El Escorial y cuando alcanza su conocimiento arquitectónico se le encarga el Jardín Botánico. En un primer momento se le encargó el diseño a Sabatini, pero finalmente recayó en Villanueva. Entre sus primeras obras se encuentra el oratorio del Caballero de Gracia, el Observatorio Astronómico y el edificio del Museo del Prado. Debemos a él aspecto actual de la plaza Mayor de Madrid. Juan de Villanueva deja un legado de arquitectos tras de él que extenderán el neoclasicismo durante el siglo XIX.
Entre los arquitectos más representativos de esta época neoclásica de comienzos del siglo XIX tras Juan de Villanueva se encontraba: Manuel Martín Rodríguez, Juan Antonio Cuervo, Antonio López Aguado, Silvestre Pérez (continuador de Juan de Villanueva a su muerte), Ignacio Haan y Custodio Teodoro Moreno. De ellos Velázquez y Aguado, pertenecieron a la generación de 1765, posiblemente la última de formación neoclásica y la primera en conocer el rumbo producido por el movimiento romántico. A través de los censos profesionales se sabe que en 1809 había en Madrid un total de medio centenar de arquitectos y maestros de obras, titulados por la Academia de San Fernando, a los que habría que sumar sesenta y ocho «intrusos en esta clase», es decir, personas que ejercían la arquitectura en distinto grado sin haber pasado las pruebas de la Academia exigidas por la legislación vigente.

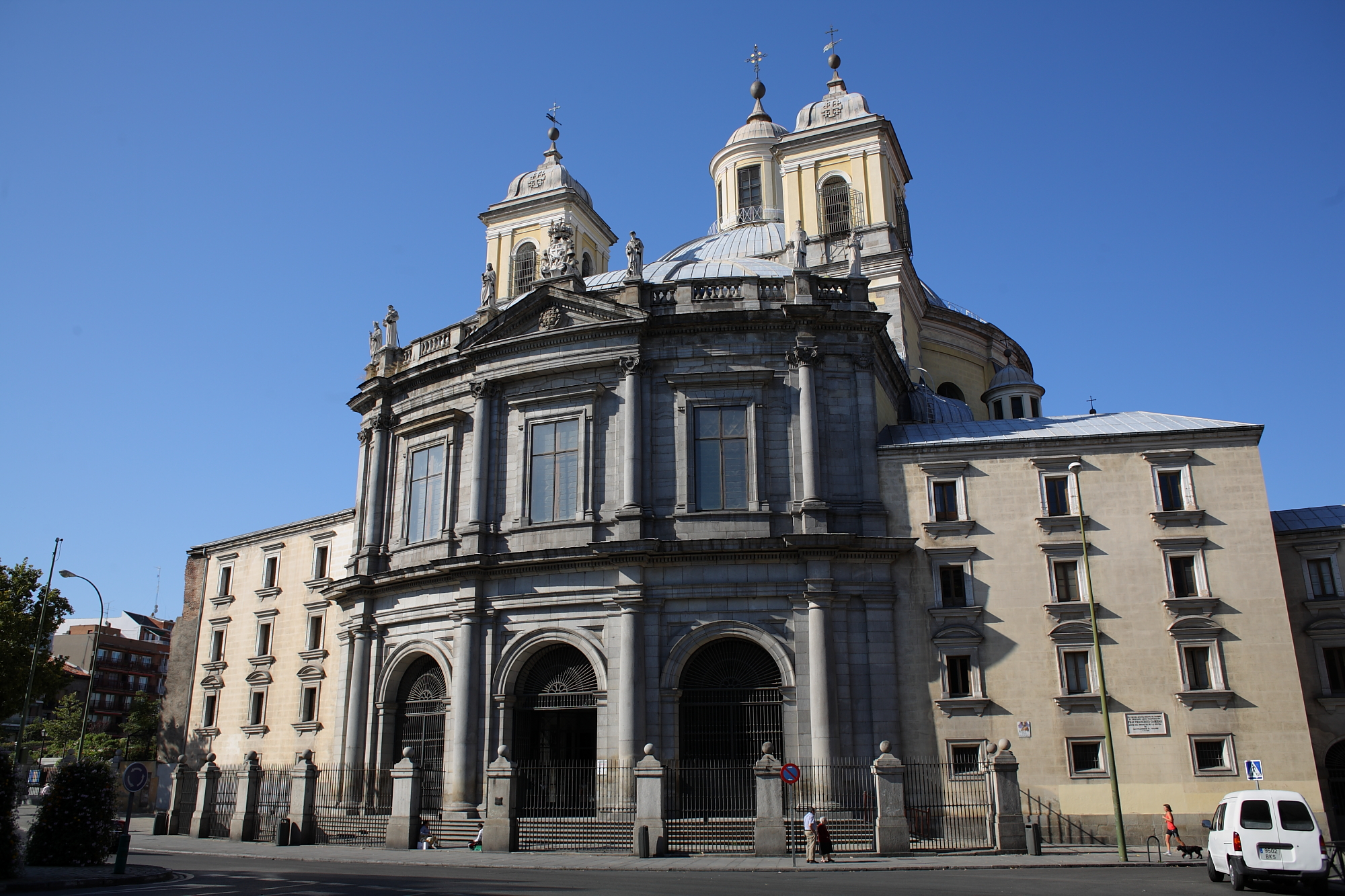
Basílica de San Francisco el Grande
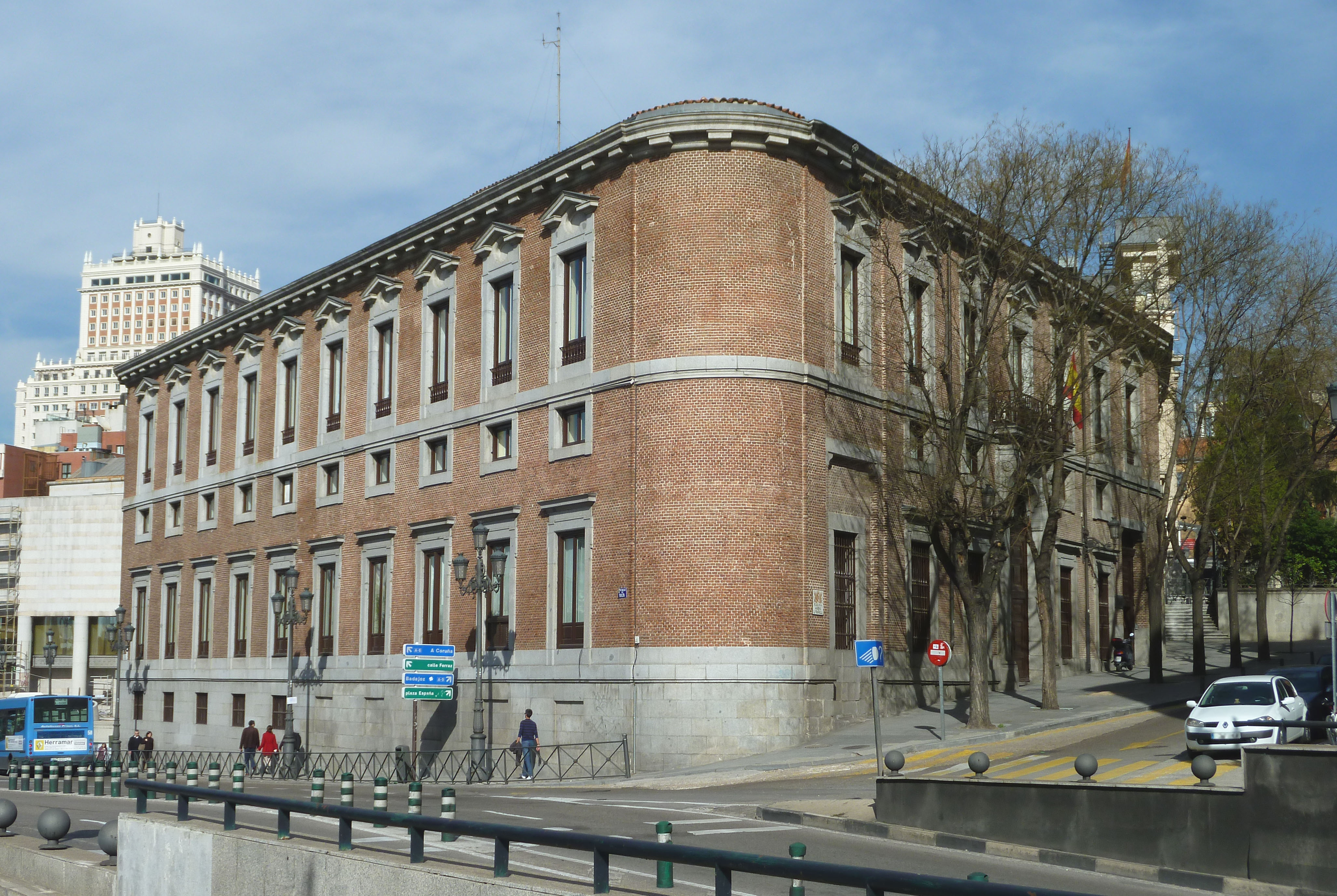
Palacio del Marqués de Grimaldi
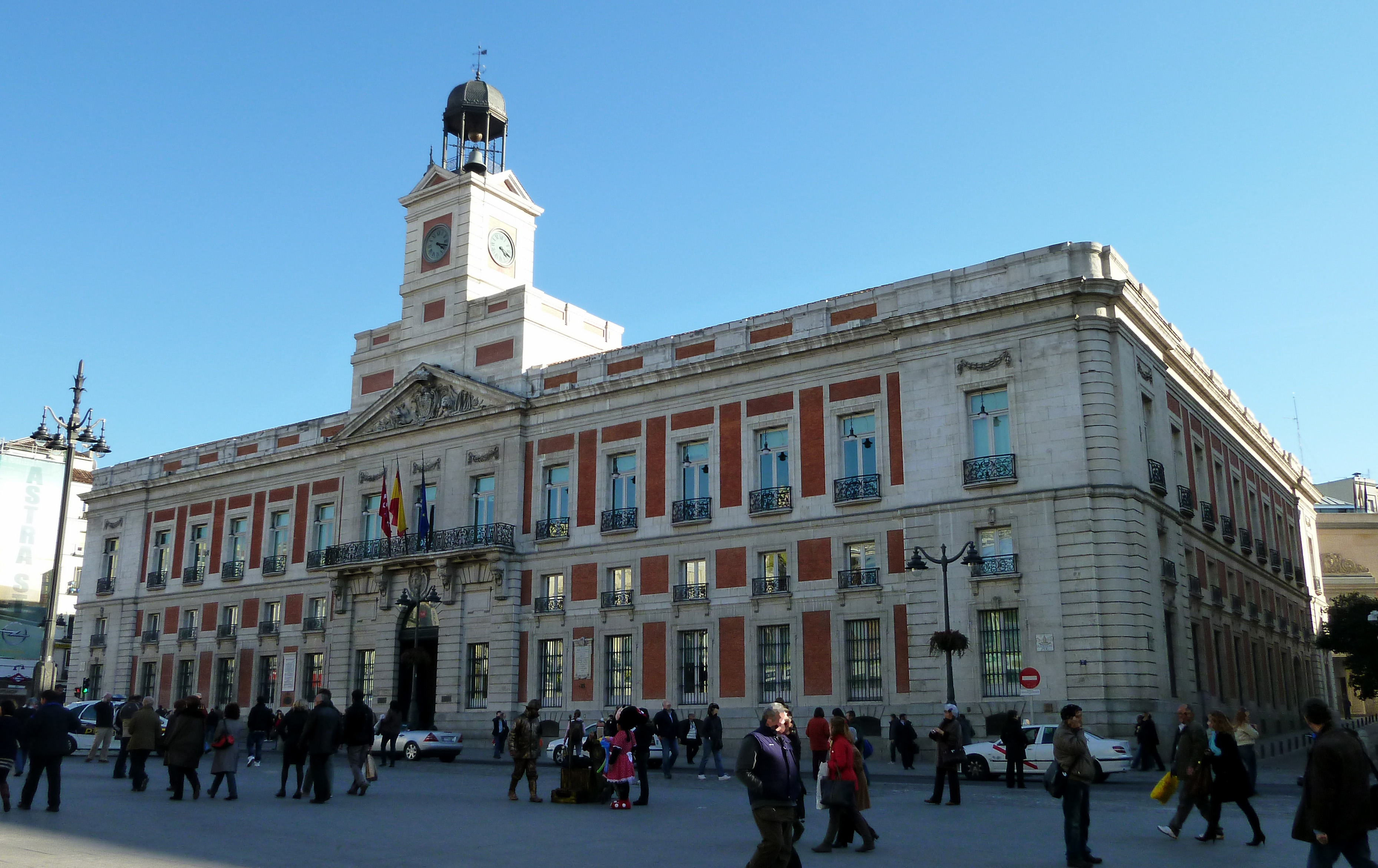
Real Casa de Correos (Puerta del Sol)
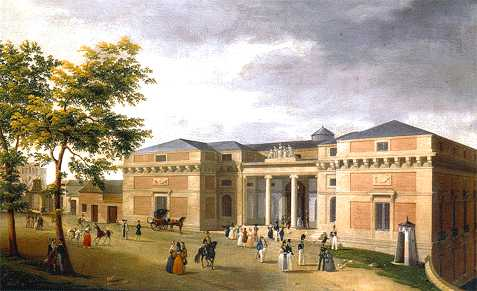
Edificio Villanueva (Museo del Prado)
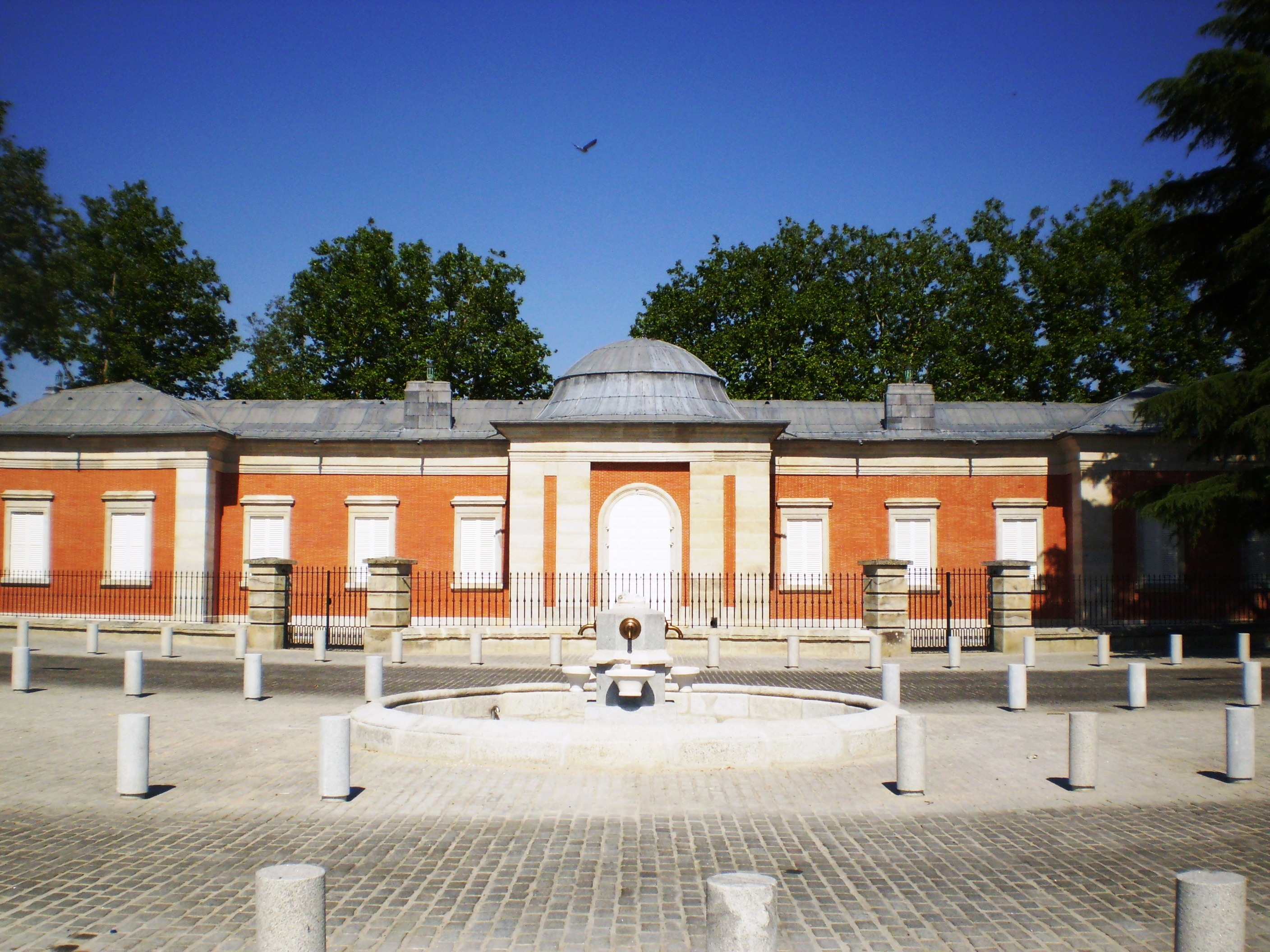
Casita del Príncipe (El Pardo)

## Arquitectura decimonónica
El siglo comienza con un nuevo estilo arquitectónico, sin embargo la falta de medios materiales hizo difícil llevar a la práctica la arquitectura que, como la neoclásica, es de por sí ya costosa. Esta nueva arquitectura fernandina sobrevive posteriormente al periodo de reinado del monarca y se difunde en la arquitectura madrileña durante la minoría de edad de Isabel II. Destaca de este periodo de la creación de la nueva Escuela Superior de Arquitectura de Madrid (cuya sede se ubica en las cercanías del colegio imperial de la calle de Toledo), reemplazando a la Academia de San Fernando como lugar de formación de los futuros arquitectos. El primer plan de estudios de la Escuela de arquitectos data del año 1845. En España existían por esa época otros centros para el estudio y enseñanza de la arquitectura ya finales del siglo XIX. La ciudad queda desierta de nuevos proyectos arquitectónicos a mediados del siglo XIX, algunos autores mencionan la sensación general que ofrece el Madrid decimonónico de «poblachón mal construido». A diferencia de otras capitales europeas que afrontaron cambios radicales a finales del siglo XIX, Madrid no sufrió cambio alguno apreciable. 

### Neoclasicismo

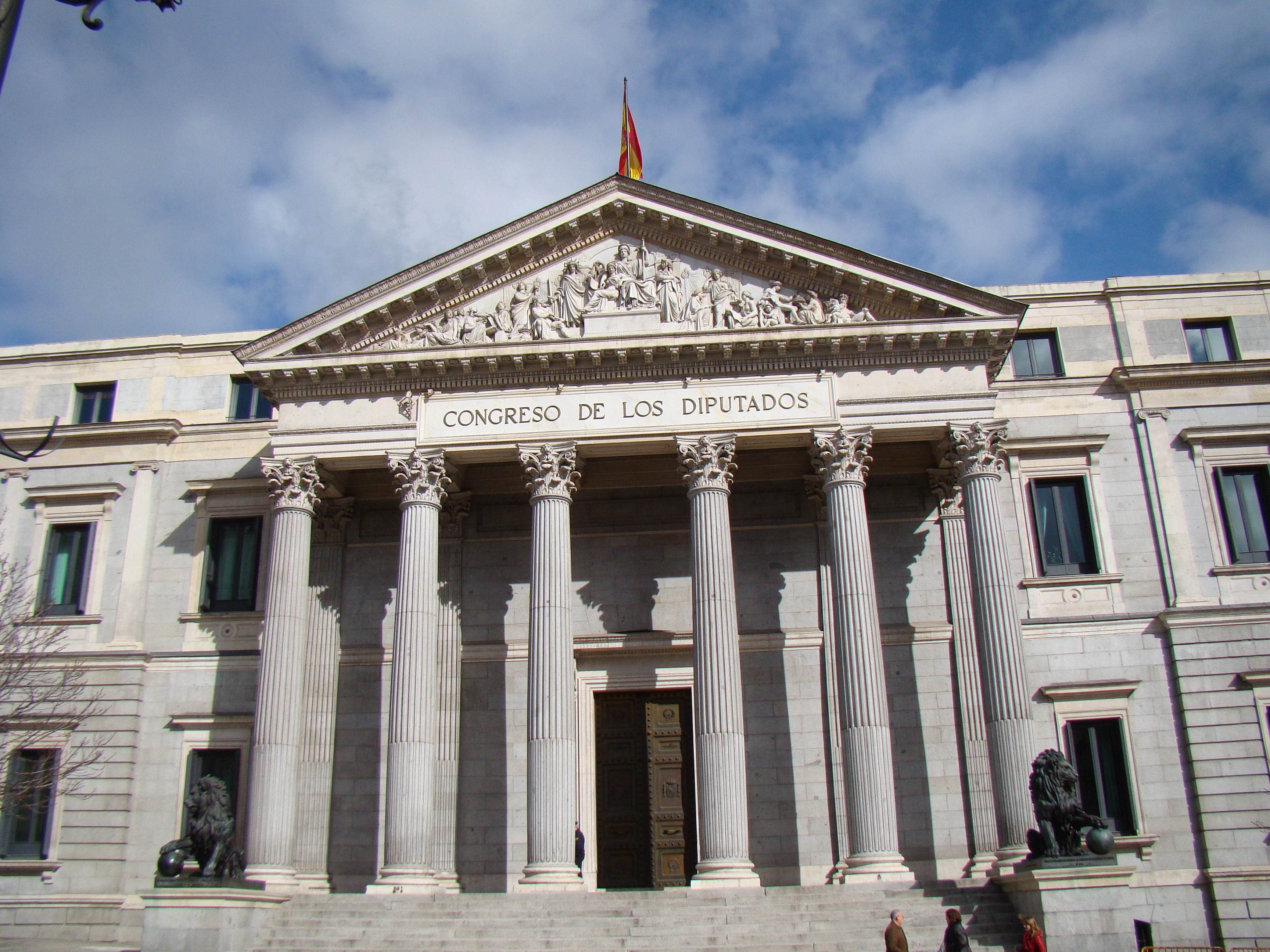
Palacio de las Cortes

La culminación de algunos de los proyectos arquitectónicos y urbanísticos que se iniciaron durante el reinado de Carlos III en Madrid, tuvieron que ser bruscamente interrumpidos en los días finales del reinado de Carlos IV debido a la invasión francesa de 1808. Durante este periodo bélico (1808-1813) las actividades edilicias en la capital se vieron completamente interrumpidas. Durante este periodo era la Academia de Bellas Artes de San Fernando la academia en la que se formaban los futuros arquitectos, lugar que hizo de caldo de cultivo de la corriente neoclásica. En aquella época se habían descubierto las ciudades de Pompeya y Herculano, y estos descubrimientos impactaron en las artes de la época, siendo una de las causas por las que surge el neoclasicismo. Poco a poco el ornamento barroco deja paso al estudio de la proporción.
Durante el gobierno de José Bonaparte no se ejecutaron grandes obras debido a la precaria situación económica de la nación. Esto afecta a la población de arquitectos que se ve forzada a un paro a comienzos del siglo. Algunos de los arquitectos de Madrid tuvieron una actitud distante con el muevo gobierno napoleónico, este es el caso del ya anciano Juan de Villanueva. La única obra de importancia que Villanueva lleva a cabo en estos años napoleónicos fue el Cementerio General del Norte (desaparecido en la actualidad), que sirvió de pauta para los cementerios madrileños que se levantarían posteriormente en la época de Fernando VII. A partir de 1810 José Bonaparte se involucra en una reforma urbanística del interior de la ciudad, durante este periodo se expropian bienes eclesiásticos, se derriban iglesias y conventos: conventos como los de Santa Catalina, Santa Ana, Padres Mostenses, de la Pasión y San Gil, al tiempo que se derribaron las iglesias de San Martín, San Ildefonso, San Miguel, San Juan y Santiago. En su lugar se construyen pequeñas plazas que conservan el nombre del templo religioso ya derribado: plaza de Santa Ana (creada en 1810 para desahogar el Teatro del Príncipe), la plaza de San Miguel (creada en 1811 para aliviar el mercado de la plaza Mayor situando en ella la venta exclusiva del pescado). Estos derribos supusieron la partida de patrimonio arquitectónico de Madrid. Algunos de estos derribos fueron ejecutados por Silvestre Pérez (autor de la Puerta de Toledo). Es este arquitecto el encargado de diseñar y ejecutar la unión del Palacio Real con el convento de San Francisco el Grande, a través de un elevado viaducto que salvaría la cuenca de la calle Segovia, proyecto que se realizará varias décadas después mediante la construcción del viaducto de Segovia.
Uno de los arquitectos más activos durante este periodo es Juan Antonio Cuervo, encargado de la única obra de envergadura durante el periodo de José I: la iglesia de San Nicolás. Goya le retrata con un plano de la planta de esta obra en su mano. A la llegada de Fernando VII se continúa con los proyectos arquitectónicos, abriéndose un segundo periodo de neoclasicismo arquitectónico: 1814-1833. Uno de los arquitectos destacados de este segundo periodo, alumno de Villanueva, es Isidro González Velázquez que regresa a la capital exiliado de Mallorca. Velázquez sería arquitecto mayor de las Reales Obras y López Aguado obtendría el nombramiento de maestro mayor de Madrid. A iniciativa de las Cortes en 1814 lo primero que se edifica es un monumento a los caídos en Madrid el 2 de mayo de 1808. La Academia de San Fernando fallaría el concurso y el Ayuntamiento premiaría con dos medallas de oro de distinto peso a los autores de los dos primeros premios. El ganador del concurso es Isidro González Velázquez. La obra tardó mucho en ejecutarse, no pudiendo ser inaugurada hasta 1840. Velázquez realiza como obra de gran envergadura la correspondiente a la plaza de Oriente, proyectando además las fachadas que dan su cara exterior a la misma.
En 1830 León Gil de Palacio desarrolla en el Real Gabinete de Estudios Topográficos un modelo topográfico de la ciudad que en la actualidad se conserva en el Museo Municipal de Madrid. Esta maqueta hace ver claramente los efectos de los derribos y plazas del nuevo Madrid. Siendo un material de gran valor para los investigadores del urbanismo madrileño. El neoclasicismo madrileño encuentra a mediados del siglo XIX su fin, la arquitectura intenta buscar un origen español y aparecen las arquitecturas historicistas que miran al pasado. Es un periodo de los «neos»: neobarroco, neomedieval, neomudéjar, neogótico. De todos ellos el que afecta a la arquitectura madrileña en mayor medida es el neomudéjar.

### Los historicismos

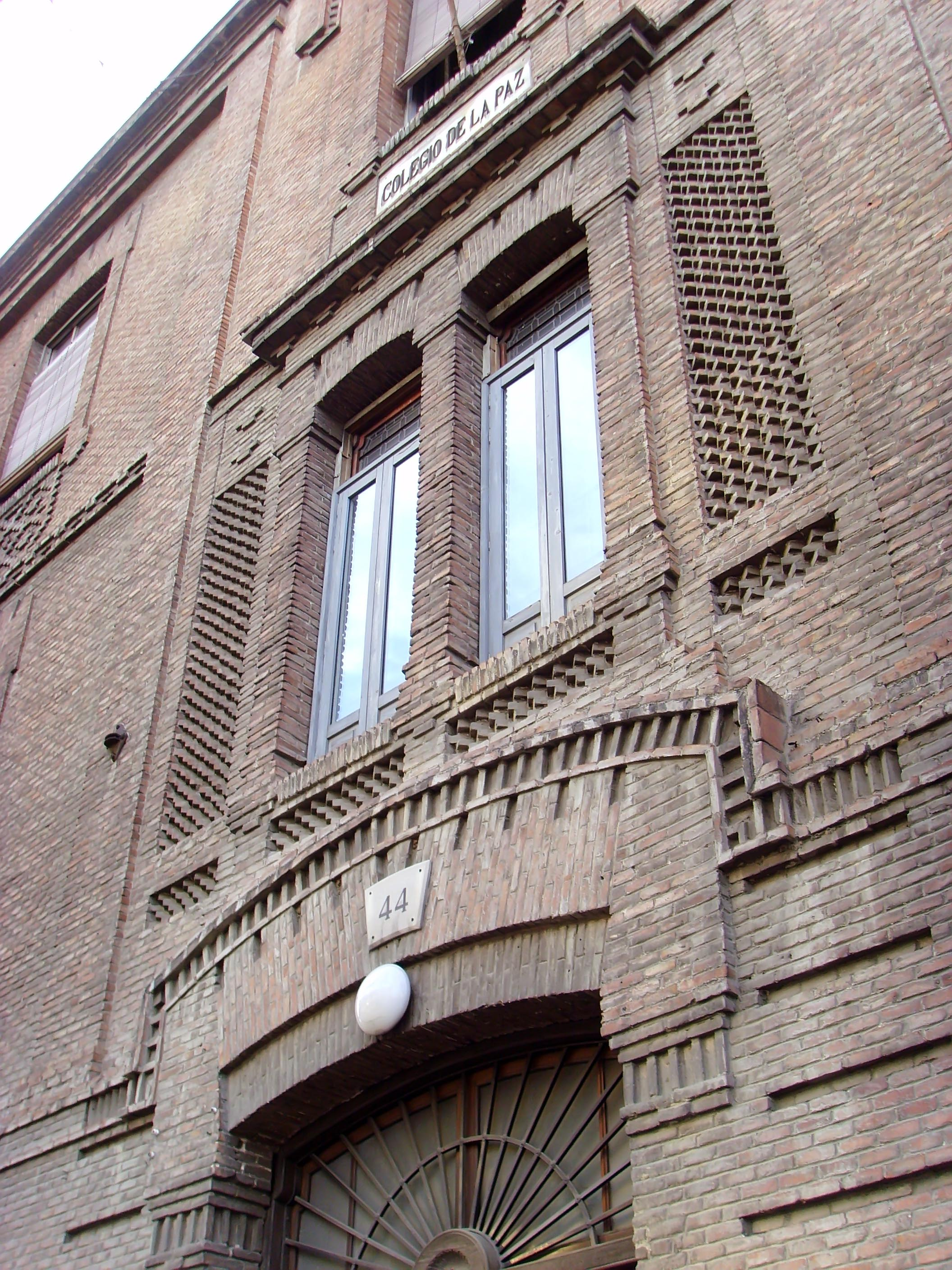
Neomudéjar: asilo de San José y Colegio de La Paz (1903)

La arquitectura de la época isabelina puso de moda un cierto gusto por lo árabe, imitando en lo posible los monumentos populares de ciudades del Al-Ándalus como Granada, Sevilla y Córdoba. En estos casos se imita el estilo mudéjar de la arquitectura en ladrillo. Este periodo se abre en la ciudad con la popularidad de la arquitectura neomudéjar de influencia toledana.
Aparece este estilo como fruto de la combinación de elementos procedentes de las nuevas corrientes arquitectónicas europeas y de la tradición arquitectónica española en su vertiente más artesanal En la Exposición Universal de Viena de 1873 se decide que los pabellones españoles tengan un estilo neomudéjar. El arquitecto Emilio Rodríguez Ayuso es el iniciador de la corriente mudéjar en edificios populares como la antigua plaza de Toros (1874) ubicada en la carretera de Aragón. Dando lugar a una moda constructiva que se empleará en las plazas de toros españolas, tomando como referencia al coso madrileño. Ayuso evoluciona el neomudejarismo hasta alcanzar un eclecticismo que llega a expresarse completamente en el edificio de las Escuelas Aguirre. Otros seguidores del estilo neomudéjar en la capital son Lorenzo Álvarez Capra que diseña la iglesia de la Paloma. El arquitecto Carlos Velasco Peinado quien, con Eugenio Jiménez Correa, proyectó la iglesia de San Fermín de los Navarros (1891).
Aparece este estilo mudéjar y su decoración neomorisca en lugares de recreo como el Frontón Beti-Jai (1894), así como en teatros madrileños como son el Alhambra, el María Guerrero. El estilo se propaga a templos religiosos como la iglesia de Santa Cristina, de Repullés y Vargas. Algunos edificios civiles como la desaparecida Fábrica Gal (1813-1915) y que es obra de Amos Salvador y Carreras. Entre los estilos arquitectónicos que se pueden observar en los ensanches, y que promovieron el crecimiento urbano de la ciudad en el transcurso del último cuarto del siglo XIX y el primero del siglo XX uno de los más característicos es el neomudéjar. En 1859 al entrar en la Academia José Amador de los Ríos hace un discurso titulado: «El estilo mudéjar en la arquitectura» que abre paso a la futura arquitectura neomudéjar arraigada en el estilo madrileño de los siguientes años. La popularidad del estilo se hizo patente en el Pabellón de España en la Exposición Universal de París (1878), obra de Agustín Ortiz de Villajos.

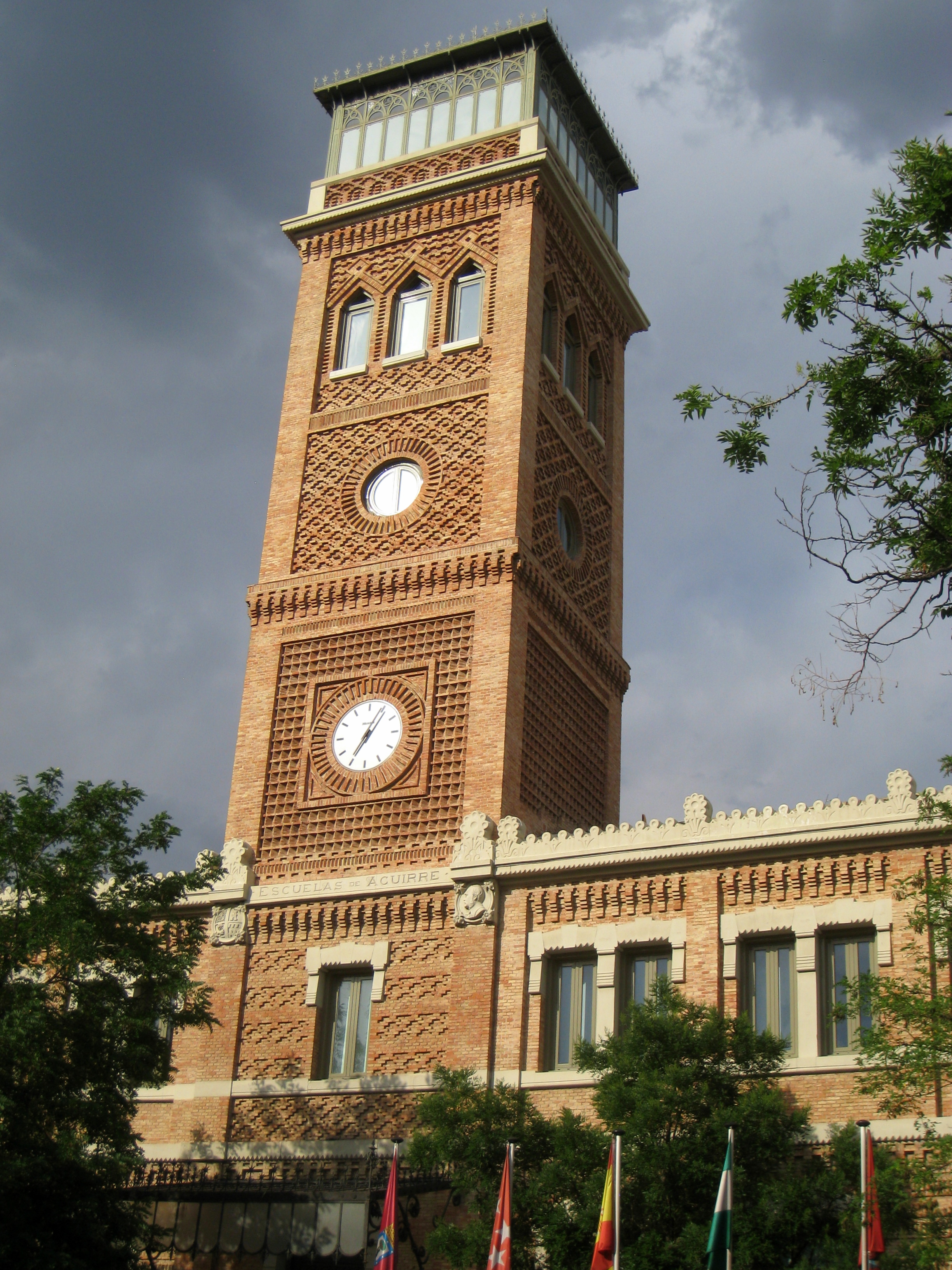
Escuelas Aguirre
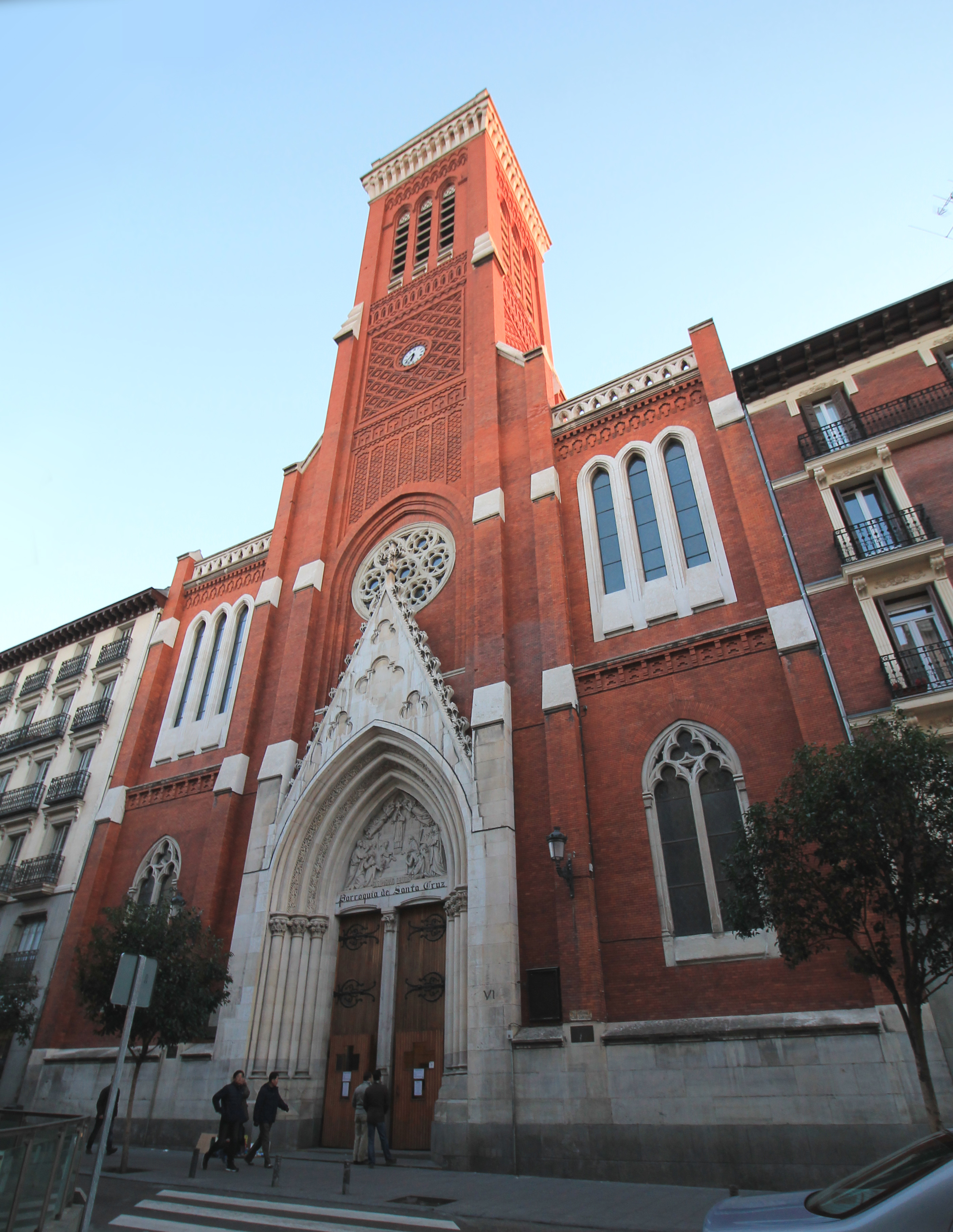
Iglesia de la Santa Cruz
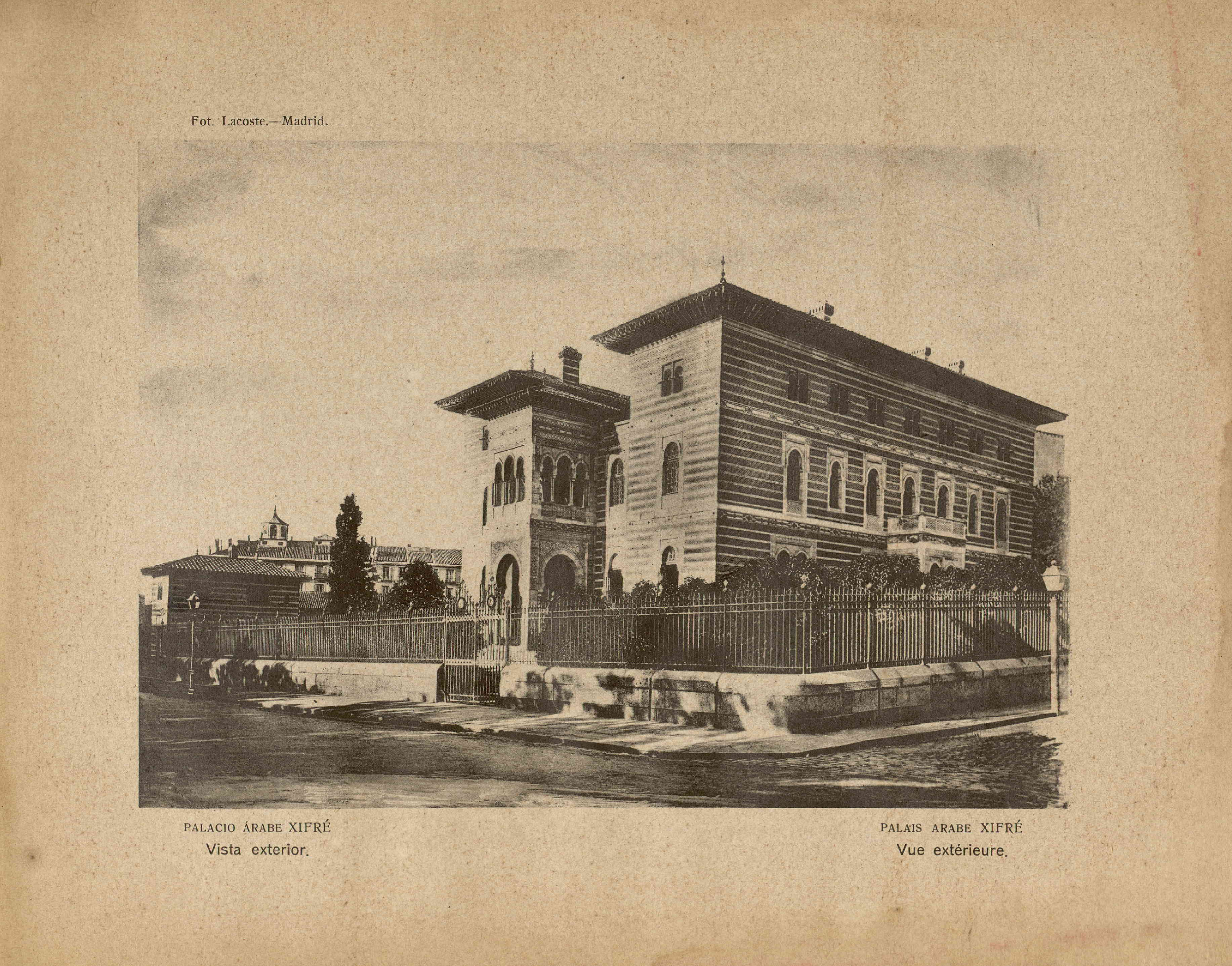
Palacio de Xifré
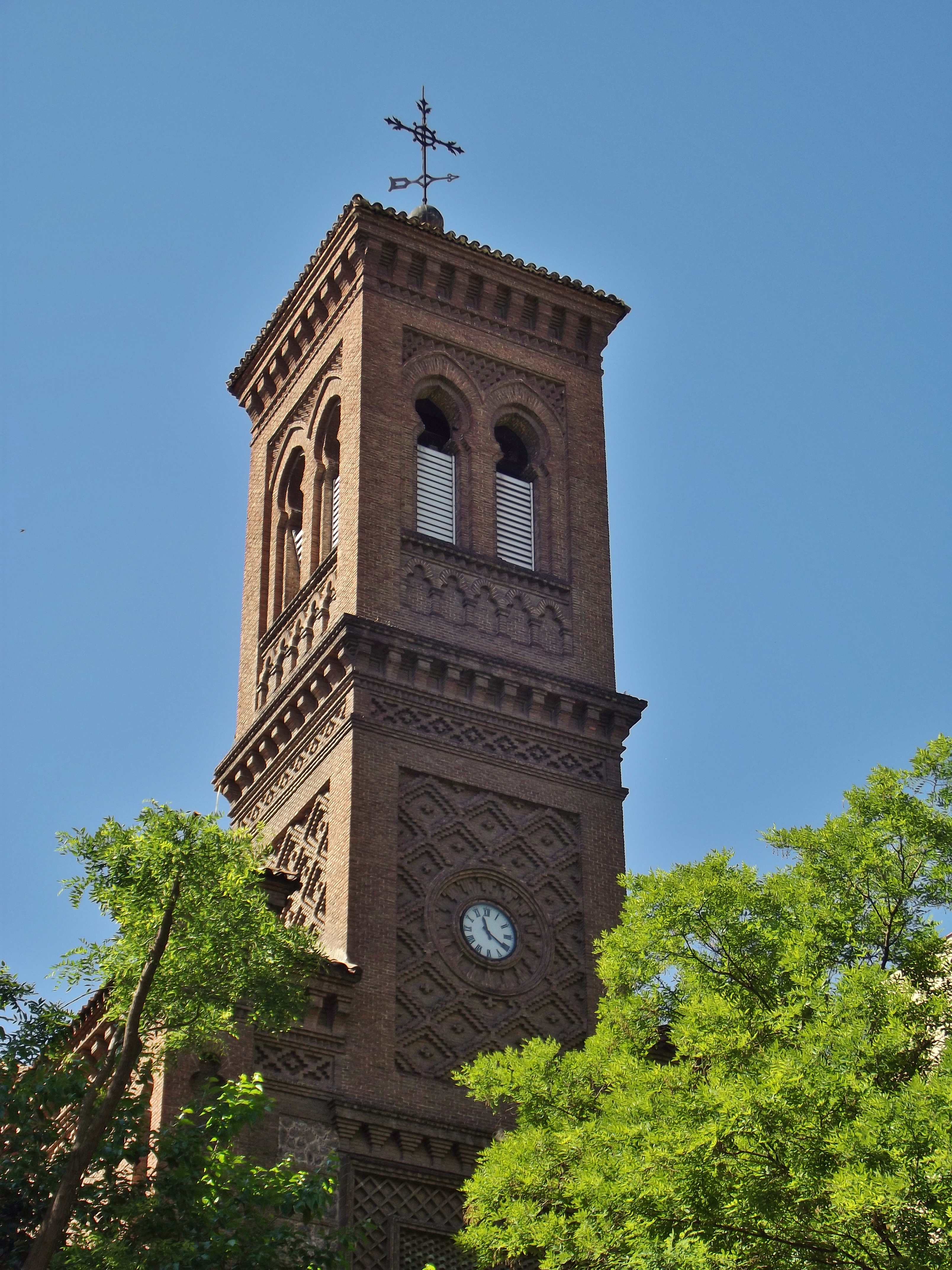
Iglesia de San Fermín de los Navarros
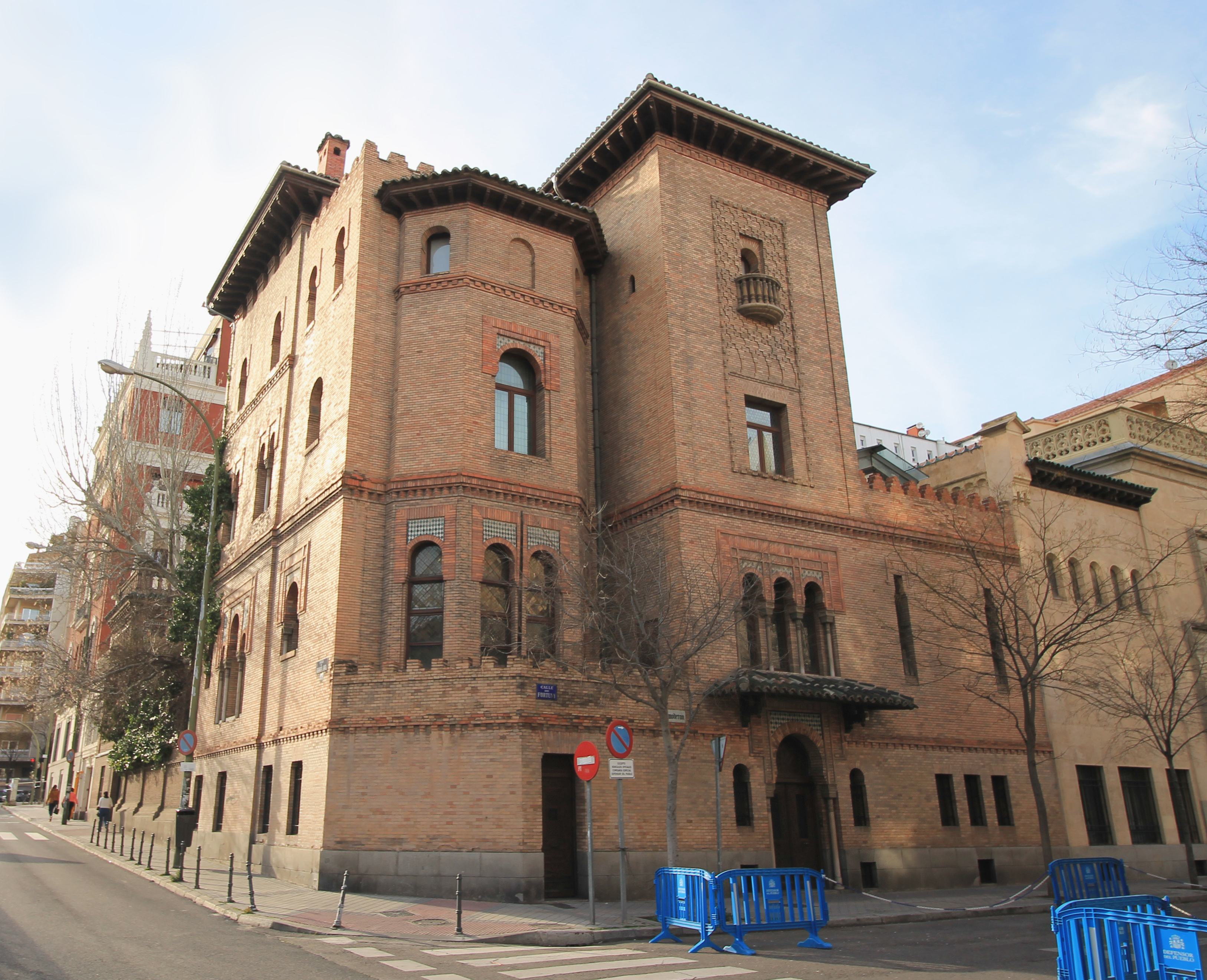
Instituto Valencia de Don Juan
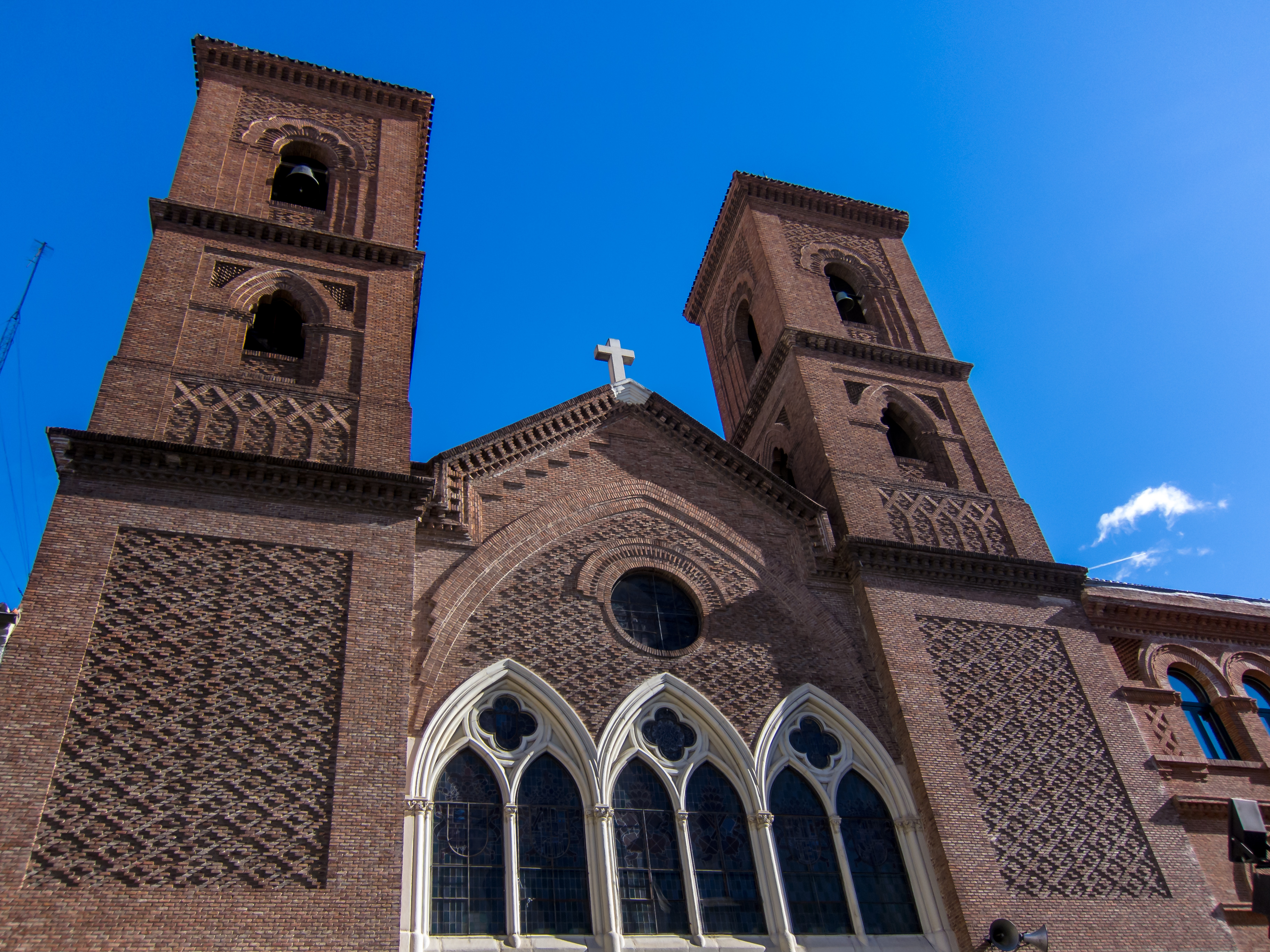
Iglesia de la Paloma
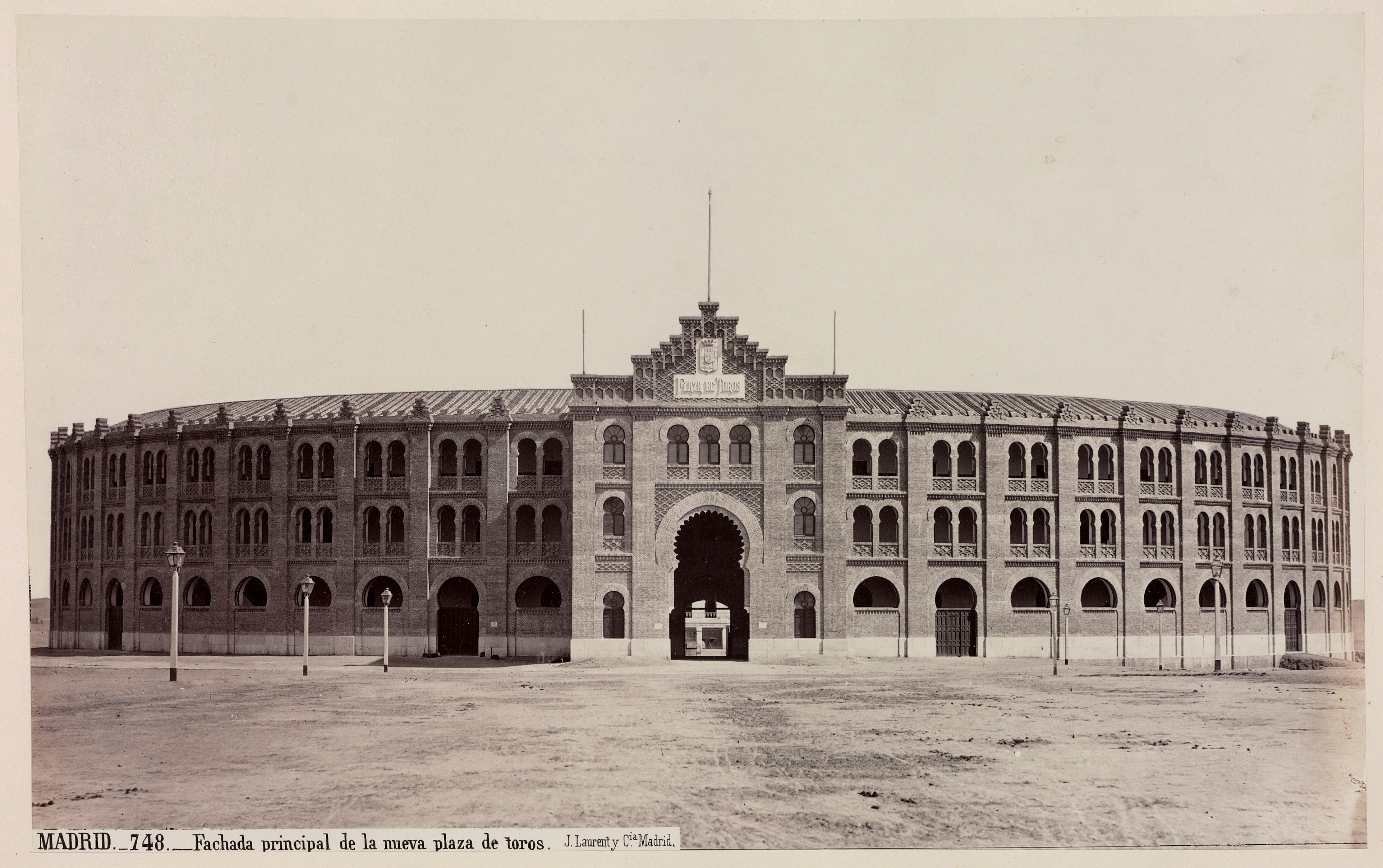
Plaza de toros de la Fuente del Berro

Aparecen nuevos diseños como la Escuela de Minas de Madrid edificada en 1888, y el edificio de Ministerio de Fomento (hoy de Agricultura) de Ricardo Velázquez Bosco (autor de la Fachada del Casón del Retiro). A finales de siglo se construyen casas vivienda de renta alta en el espacio que va desde el Retiro hasta el Paseo del Prado. Surgen dos grandes obras a finales del siglo XIX, la primera es el edificio del Banco de España, el otro es el de la Bolsa de Madrid. Para el diseño del edificio del Banco de España fue convocado un concurso público que ganó Eduardo de Adaro tras quedar desierto en ediciones posteriores. El mismo año que el edificio del Banco de España comenzaba a edificarse salía a concurso público el de la Bolsa. El ganador del concurso fue el arquitecto Repulles y Vargas. Su pórtico hexástilo de orden corintio es la última solución columnaria en la arquitectura de Madrid. Se edifican la Real Academia Española asignada a Miguel Aguado de la Sierra, la labor constructiva de este arquitecto no es muy grande por haberse dedicado a ser director de la Escuela de Arquitectura de Madrid. Fernando Arbós y Tremanti construye obras como la iglesia de San Manuel y San Benito, el cementerio del Este (1877) y diversos edificios para la Caja de Ahorros y Monte de Piedad de Madrid: la sede central de la Caja de Ahorros de Madrid, en la plaza de Celenque (derribada), la Sala de las Alhajas, en la vecina plaza de San Martín (hoy sala de exposiciones), la Casa de Empeños de la Ronda de Valencia (1870, la actual Casa Encendida) y un edificio gemelo a este en la calle de Eloy Gonzalo (derribado).
En 1860 se aprobaba el Plan de Ensanche del ingeniero Castro que proponía la urbanización y construcción de ocho barrios de trazo modernos y regular, a los que preveía dotar de jardines, plazas y servicios públicos, compuestos por manzanas de edificios de tres alturas con patios interiores ajardinados. El proyecto solo se puso en funcionamiento en parte debido a trabas administrativas, legales y económicas. No fue así con el ensanche de la Puerta del Sol que se realiza en pleno centro, así como la Ciudad Lineal de Arturo Soria.

### Arquitectura romántica

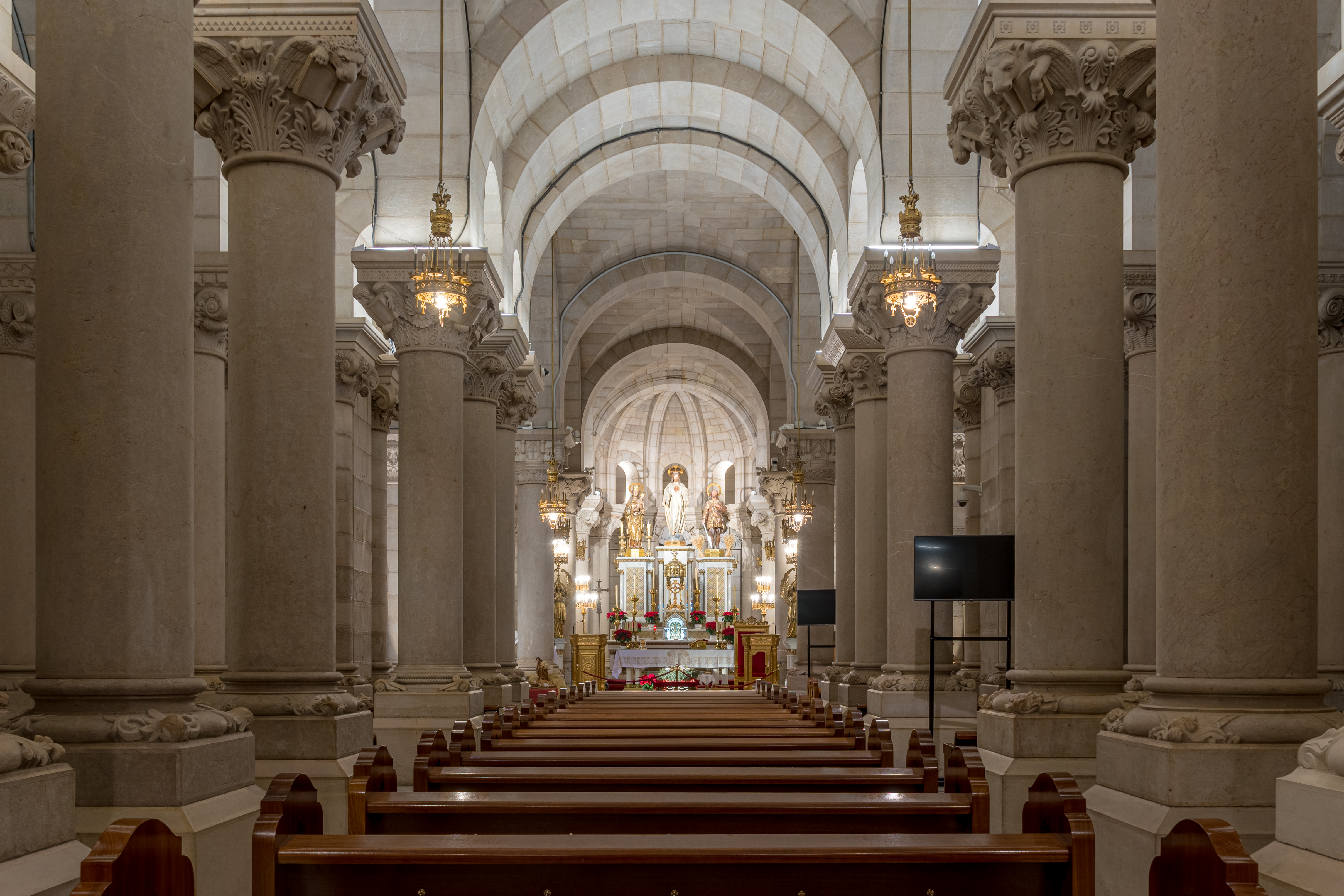
Cripta de la catedral de la Almudena

La crisis del neoclasicismo como estilo único coincidió con la del absolutismo político, no por ello fue instantánea su desaparición. Algunos de los arquitectos de la etapa del neoclasicismo fernandino continúan ejerciendo en los inicios del reinado de Isabel II, principalmente en las etapas de regencia de María Cristina. Uno de los ejemplos es el edificio del congreso de los Diputados, siendo una de las obras más relevantes a comienzos del siglo XIX. Se realiza una convocatoria pública nacional en 1842, siendo jurado la Academia de San Fernando concediendo el primer premio a Narciso Pascual y Colomer, y el segundo a Antonio Zabaleta. Ambos representantes de las corrientes neoclásicas.
La catedral de la Almudena nace primero como un templo madrileño que sustituye a la vieja iglesia de Santa María derribada por reformas urbanas. El primer arquitecto encargado es el marqués de Cubas. Sus primeros diseños se acercan al neogótico. Los intereses políticos y diocesanos hacen que este proyecto inicial del marqués de Cubas se transforme en una idea de mayor envergadura al ser creada la diócesis de Madrid. Una Real Orden de 1880 aprobó dicho proyecto del marqués y la primera piedra se colocó en 1883. La cripta madrileña de la nueva catedral se levantó con gran esfuerzo debido al coste económico de la obra y a la ambición del proyecto. El proyecto sufrirá varias interrupciones, cambio de arquitectos, de criterio, de presupuesto dedicado a la obra y de estilos arquitectónicos. 

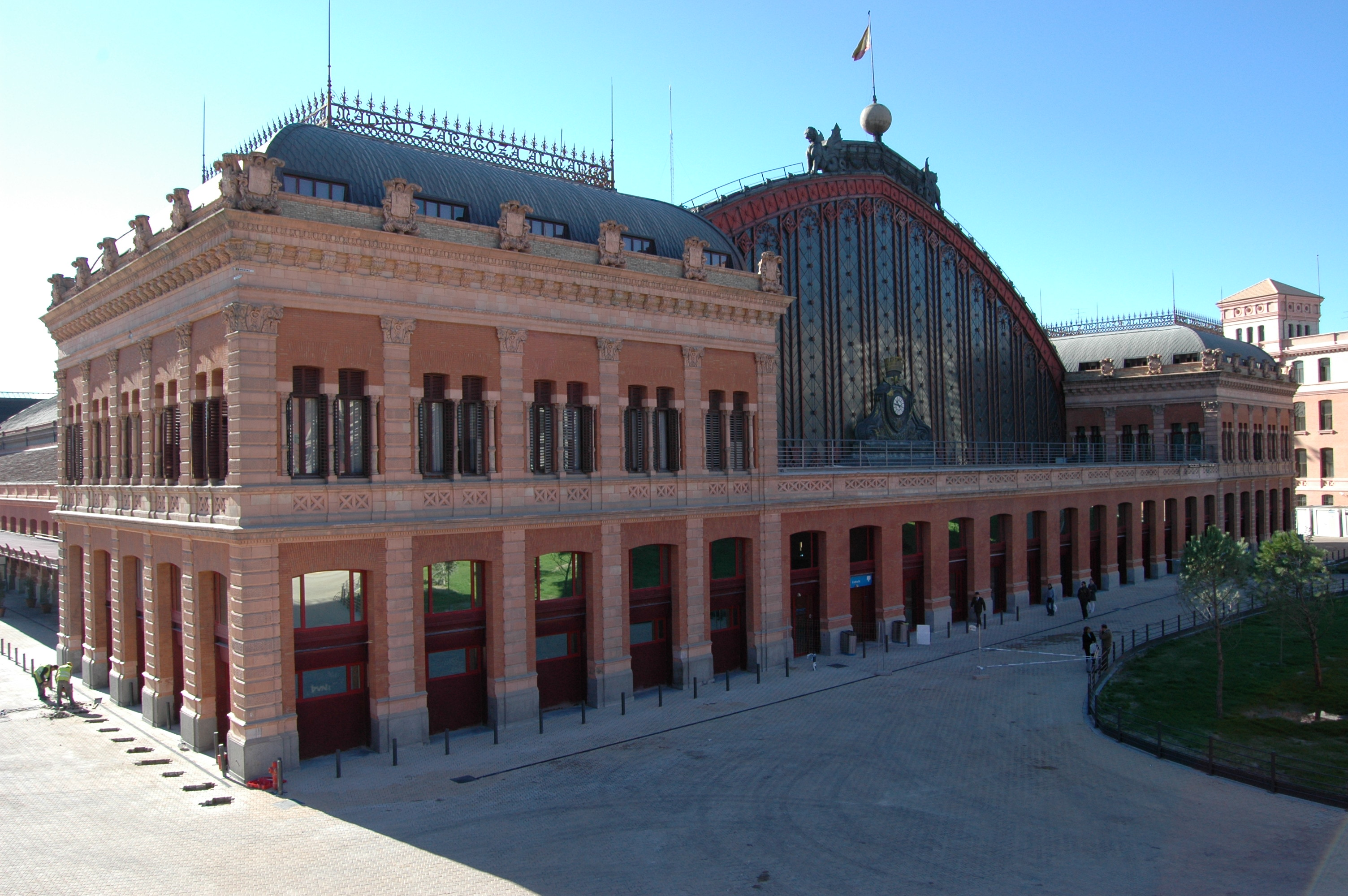
Imagen de la Estación de Atocha en Madrid, aspecto con el que quedó una vez finalizada su última gran reforma en 1892 y convertida a partir de entonces en cabecera y símbolo de MZA.

Entre los primeros arquitectos españoles diseñadores de estructuras de hierro se encuentra Eugenio Barrón que construye el primer puente de hierro sobre el Manzanares en 1861. Este puente hace de servicio para la ruta de ferrocarril Madrid-Alicante (MZA). Con la construcción del primer mercado cerrado en la plaza de San Ildefonso (en el mercado de San Ildefonso) abre la posibilidad de emplear este material en la edificación de este tipo de establecimientos. La arquitectura del hierro tiene otra réplica en Madrid, pronto se construye el mercado de la Cebada y de los Mostenses (en la actualidad sustituidos por otros de hormigón). El ayuntamiento de Madrid solicita a dos arquitectos franceses experimentados: Émile Trélat y Héctor Horeau, el diseño de dos mercados de abastos (Halles Centrales) para Madrid. La solicitud estaba fundamentada en la corriente de moda de los Halles levantados en hierro en París. El proyecto de Trélat no se llevó a cabo. Finalmente el proyecto de Horeau para el mercado de la Cebada surge como diseño original con cubierta en forma de carpa de circo, aunque el ayuntamiento concede el encargo al arquitecto español Mariano Calvo Pereira. La revolución de septiembre de 1868 impediría la realización inmediata de estas obras, retrasándose su construcción e inauguración (1875) hasta la etapa alfonsina. Aparecen en la ciudad nuevos palacios como el palacio del Marqués de Salamanca que se construye en las cercanías del barrio que él mismo funda: barrio de Salamanca. Una nueva clase social adinerada surge en el Madrid de la época y va poblando el eje de la Castellana con elegantes palacetes. 
La arquitectura del hierro abrió un debate en la Academia de San Fernando sobre el empleo del nuevo material. El desarrollo de los avances ferroviarios fue a mayor velocidad que las arquitecturas que sirvieron de marco y plataforma para su desarrollo. Este es el caso de la estación de Atocha diseñada como una mera cubierta que acoge a andenes y vías por igual, concebidas como grandes hangares de amplias crujías. Poco a poco se iba perfilando a medida que se finalizaba el siglo XIX la imagen de las estaciones. La estación de Delicias era cabeza de la línea Madrid-Ciudad Real-Badajoz (luego Madrid-Cáceres-Portugal), y el edificio se inauguró en 1880, siendo el autor del proyecto el ingeniero francés Émile Cacheliévre. La Estación del Norte fue posterior y finalmente la de Atocha. Los quioscos de música entran en un espacio de arquitectura menor, elementos de jardines como el Palacio de Cristal del Retiro.
Las corrientes de arquitectura historicista comienzan a surgir a finales del siglo XIX. Las publicaciones de Eugène Viollet-le-Duc se hacen muy populares entre los arquitectos españoles de este periodo, siendo una de la causas de que los estilos regresen a modelos anteriores. Las reformas en la Puerta del Sol y los ensanches promovidos por la Ley de Reforma Interior dan lugar a nuevos escenarios de construcción en el centro de Madrid.

### Modernismo
El modernismo se propaga a lo largo de diversas variantes por la arquitectura madrileña. Algunos arquitectos fueron migrando desde posiciones eclécticas a un modernismo moderado, o eclecticismo modernista. Otros realizaron obras premodernistas como es el caso de José Grases Riera que diseña en el Retiro de Madrid un monumento a Alfonso XII (1902) con ciertas analogías con el monumento a Guillermo I ubicado en Berlín. Grases Riera es un ejemplo claro de arquitecto a caballo entre los estilos ecléctico y modernista. A finales del siglo XIX diseña el edificio de La Equitativa (1891) y evoluciona hasta el Palacio de Longoria en 1902, del que destacan detalles art nouveau en su fachada y en la escalera de su interior.
En el año 1904 se celebró en Madrid el VI Congreso Internacional de Arquitectos tomando como sede el edificio del Ateneo. Durante este congreso se debatió el estilo denominado modernista. Uno de los edificios que se remonta a esta época de transición es el Casino de Madrid que resulta ser una mezcla de varios diseños entre los que se encuentran los de Guillaume Tronchet, Farge (padre e hijo), Martínez Ángel, Tomás Gómez Acebo, Otamendi y Palacios, y Jesús Carrasco, finalmente se entrega con la firma de Luis Esteve.
Algunos arquitectos se hacen eco del modernismo como es el caso de Eduardo Reynals Toledo, quien lo desarrolla en la casa de Pérez Villaamil. Otros jóvenes como Carlos de Luque López y García Calleja adoptaban el modernismo desde sus inicios. También hay ejemplos de modernismo en edificios industriales, como las dos centrales de la Compañía Madrileña de Teléfonos de Enrique Martí Perla, de fuerte influencia vienesa, o la sede de la Compañía Peninsular de Teléfonos, de Manuel Costilla Pico, que contaba con un mosaico de Lluís Brú i Salelles, uno de los grandes ceramistas del modernismo catalán.

## SigloXX

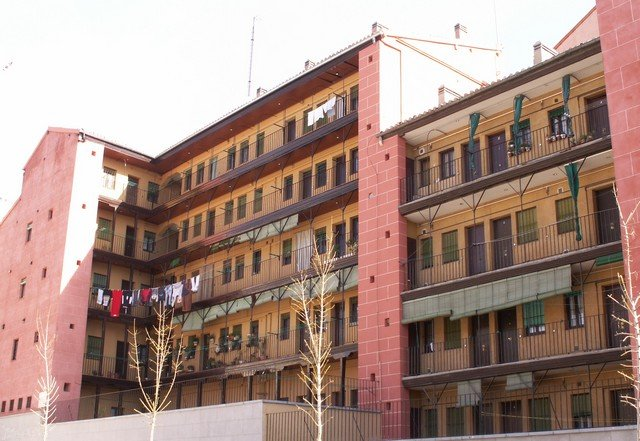
Corralas, expresión de la vivienda popular

A principios de siglo los censos arrojan la cifra de 539.835 habitantes, treinta años después esa cifra casi se ha doblado (arrojando la cifra de 952 832). Antes de la guerra civil la ciudad poseerá un millón de habitantes. Este crecimiento de población se traduce en una fuerte demanda de viviendas, surgen las primeras colonias (barrio de la Prensa en 1910), los nuevos barrios, los poblados. En esta época regresa de nuevo el gusto por la construcción con ladrillo, influenciada por las corrientes de expresionismo en ladrillo del norte de Europa. El comienzo del siglo pone de manifiesto la búsqueda de una identidad nacional dentro de la arquitectura. Aparece a comienzos de siglo una nueva tipología de edificios: el hotel de lujo. Se construye el Hotel Ritz en 1910 y el Hotel Palace dos años después. Dentro de estas nuevas tipologías se incluyen los centros comerciales, las oficinas, los grandes bancos, las centrales telefónicas y de comunicaciones. Madrid se convierte, a comienzos del siglo XX, desde una Corte a una moderna metrópoli. Todo ello se ve favorecido por la apertura de una gran calle denominada popularmente: la Gran Vía, como un puente entre el este y el oeste de la ciudad pretendiendo descongestionar el tráfico de la Puerta del Sol. Se habla en los círculos arquitectónicos del «Gran Madrid».  

### Eclecticismo
La construcción de la Gran Vía de 1316 metros de longitud se aprobó inicialmente en 1901 y aunque luego necesitó el refrendo de la Real Orden de 27 de agosto de 1904. La terminación oficial ocurre en 1932, mientras que su edificación dura hasta los años de la posguerra. Su planificación y construcción fue polémica en muchos aspectos: social, política, urbanística y arquitectónica. La Gran Vía se organiza en tres tramos y dos rótulas, a lo largo de ellas se fue cristalizando la secuencia histórica de estilos arquitectónicos desde la monarquía de Alfonso XIII, pasando por la dictadura de Primo de Rivera, la proclamación de la Segunda República, la defensa de Madrid en la Guerra Civil y la etapa del franquismo. Es por esta razón por la que los estilos arquitectónicos a lo largo de la calle son ciertamente diversos.

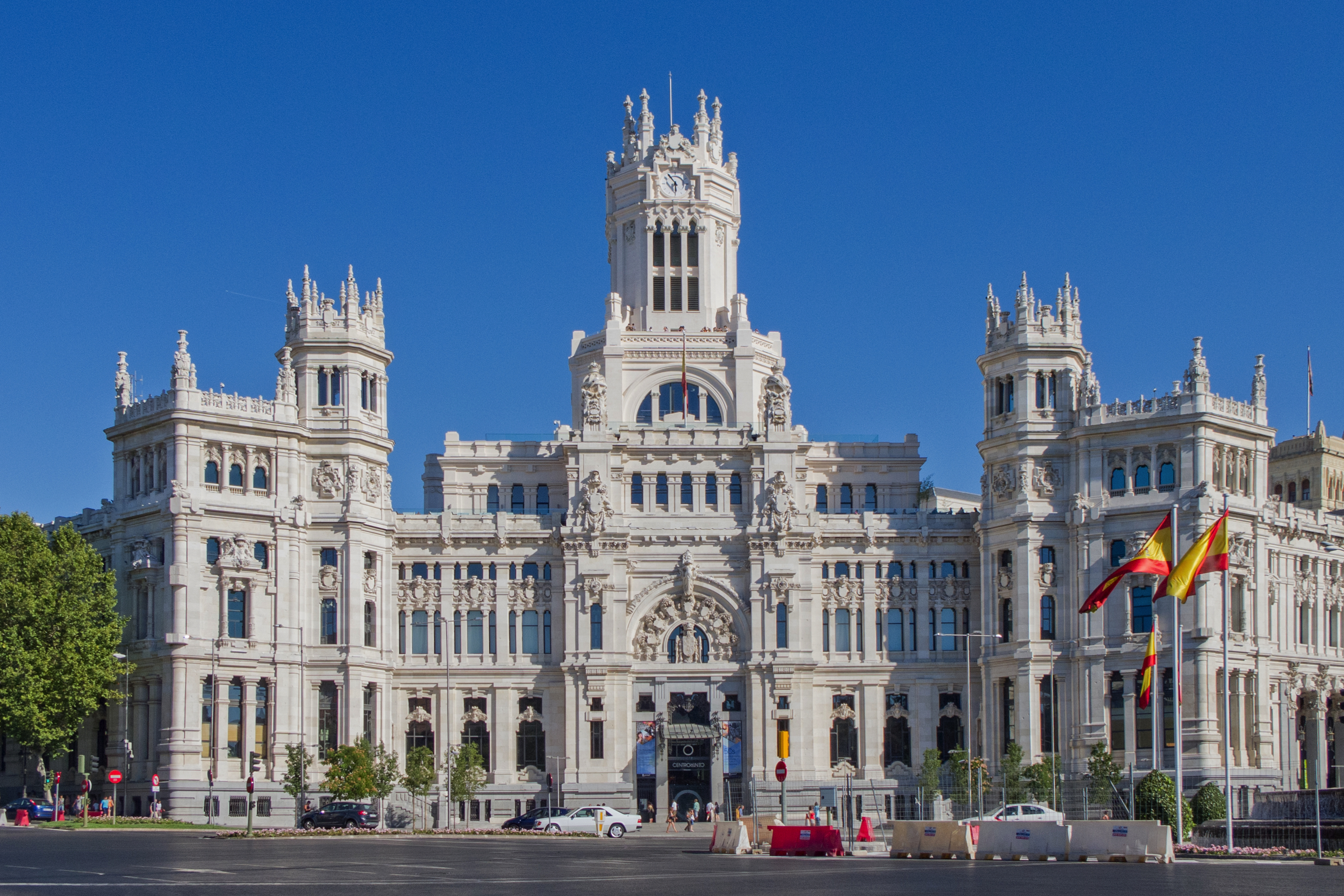
Vista del Palacio de Comunicaciones, actual sede del Ayuntamiento de Madrid.

Dando inicio, ya en el primer tramo de avenida de 400 metros de longitud del Conde de Peñalver el edificio de La Unión y el Fénix (actual edificio Metrópolis), algunos de los edificios poseen personalidad propia como es el caso del Hotel Roma, La Gran Peña, el Casino Militar (Centro del Ejército y la Armada), el oratorio del Caballero de Gracia, etc. El estilo encontrado en este primer tramo coincide con la arquitectura ecléctica típica de comienzos de siglo. 
El segundo tramo de longitud de 360 metros, o avenida de Pi y Margall (denominado por aquel entonces como el boulevard madrileño) contiene el edificio de la Telefónica que supone ser el primer rascacielos de la ciudad obra de Ignacio Cárdenas en 1929. En este tramo se comienzan a instalar los primeros cines y teatros que harán popular la Gran Vía: el Palacio de la Música, el Cine Callao. Otros edificios se instalan como grandes almacenes, como es el caso de los Almacenes París-Madrid, la Casa del Libro, la Casa Matesanz. El tercer tramo de 556 metros, o denominado también avenida de Eduardo Dato, fue el último en ser construido, interrumpido por la evolución de la guerra civil. Este tramo se edifica en la posguerra y se destaca por la verticalidad de sus edificios. El comienzo de este tramo posee como «entrada simbólica» el edificio Capitol y finaliza en la plaza de España, finalizando con el Edificio España (en 1953) concebido como el edificio más alto de Europa en su momento.
El arquitecto gallego Antonio Palacios en colaboración con Joaquín Otamendi desarrolla en 1919 el Palacio de Comunicaciones. Este edificio supuso un hito en la arquitectura madrileña de comienzos de siglo. La evolución de este arquitecto es anómala en el escenario madrileño, por mezclar diversos estilos con una visión muy particular. Palacios es al mismo tiempo clasicista y tradicionalista, recurre a lenguajes historicistas, pero con una fuerte influencia de la arquitectura americana y la secesionista. A pesar de todo desarrolló un estilo propio e inconfundible, basado en sus grandes conocimientos constructivos, y marcó la arquitectura del primer cuarto del siglo XX. Parte de sus obras emblemáticas en Madrid se edifican en el eje Puerta del Sol hasta plaza de Cibeles a lo largo de la calle de Alcalá. Durante los primeros instantes de la dictadura de Primo de Rivera se creó el Cuerpo de Arquitectos Municipales de España (CAME) y esto tuvo repercusiones en la arquitectura madrileña debido al Estatuto Municipal.

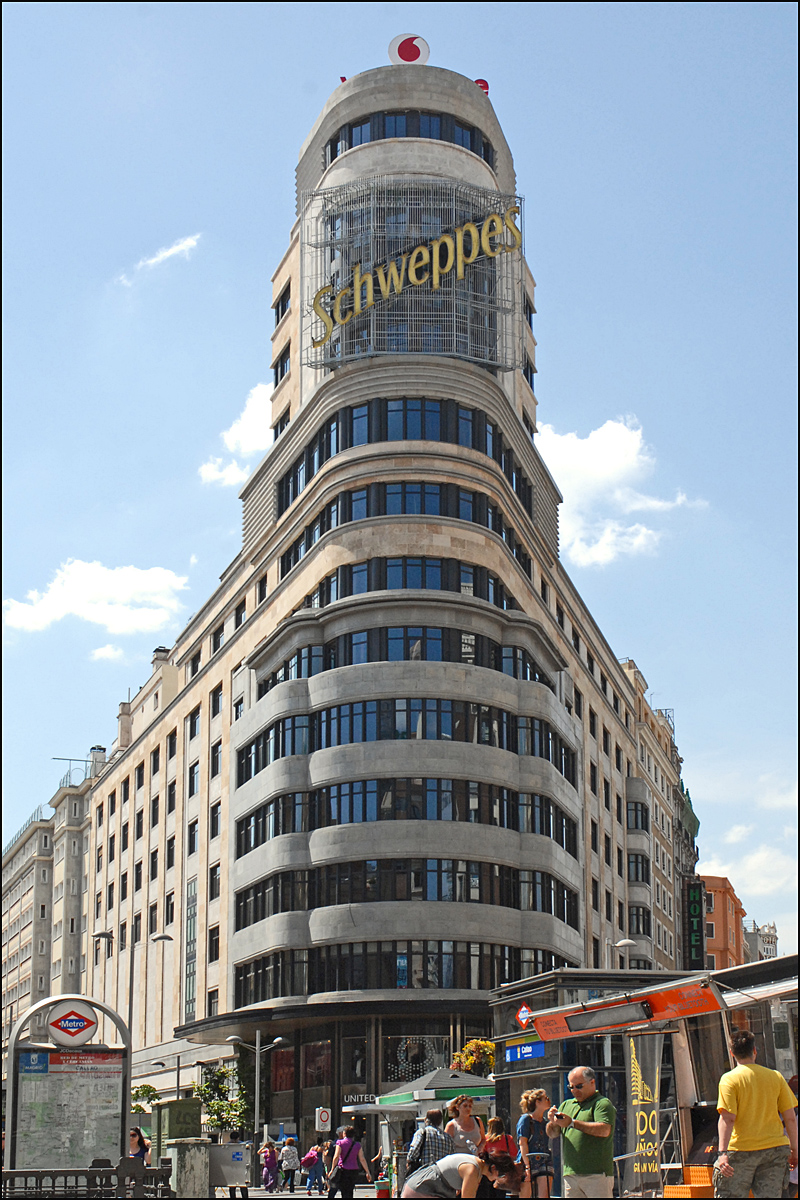
Edificio Carrión (Gran Vía)

Además, Palacios fue el arquitecto de la Compañía Metropolitano Alfonso XIII, y fue el responsable de diseñar todo el aspecto de la empresa: desde las estaciones, sus vestíbulos y decoraciones, hasta las bocas y el propio logotipo tan familiar para los madrileños. En superficie diseñó los templetes de acceso con ascensores en Sol y Gran Vía, y fue autor junto al equipo de ingenieros de las Cocheras de Cuatro Caminos (1918), la Central Eléctrica de Pacífico (1923) y las Subestaciones Eléctricas de Castelló y Olid (1924-26).

### Racionalismo madrileño

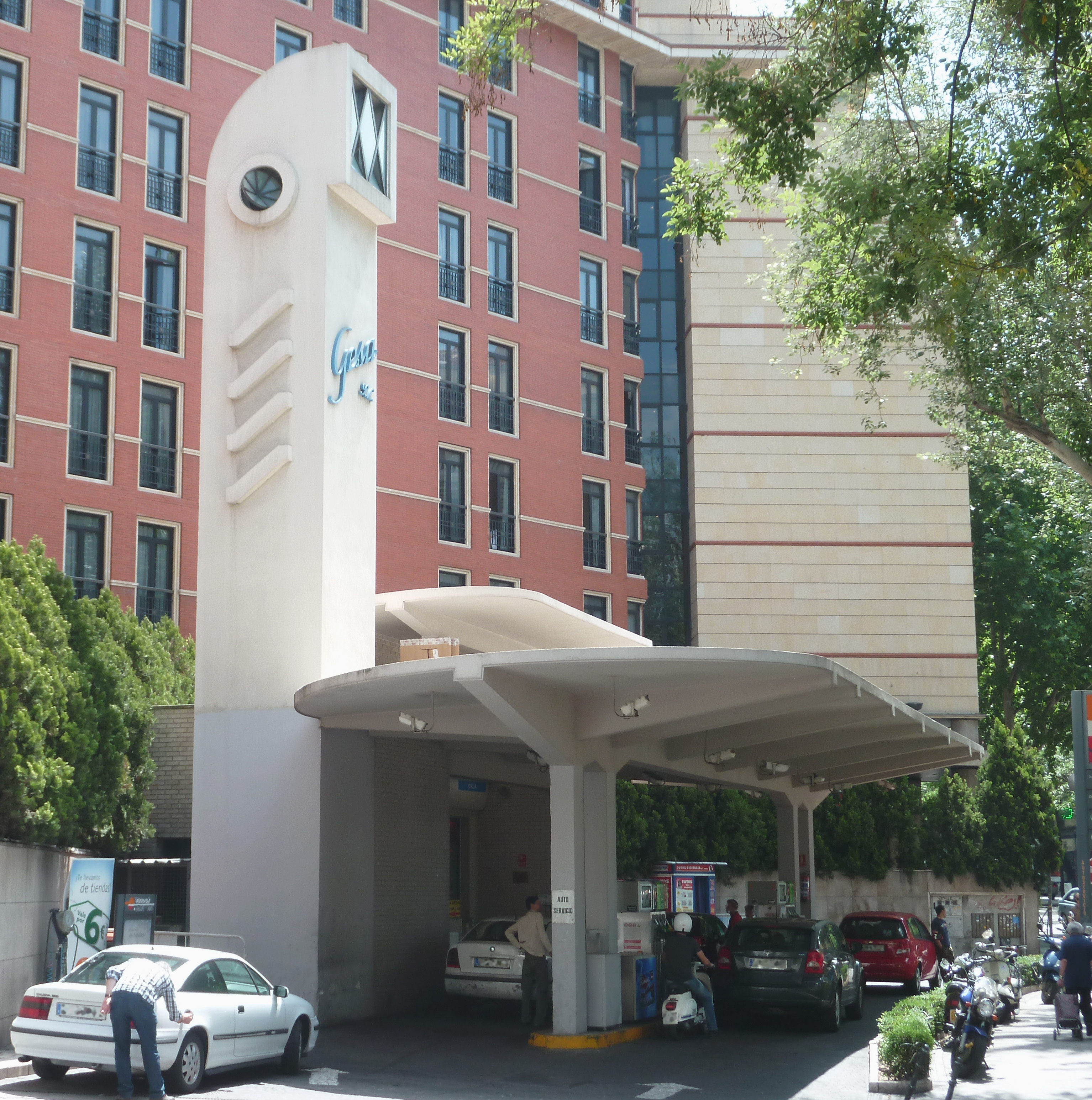
La gasolinera de Portopí uno de los primeros casos de arquitectura racionalista en Madrid, rehabilitada, en mayo de 2011.

En los edificios erigidos en España durante finales de los años veinte se comenzaba a mostrar un nuevo estilo. Aparecía el racionalismo como nuevo lenguaje arquitectónico, siendo algunos de sus máximos exponentes el arquitecto francés Le Corbusier y Lloyd Wright. Algunas corrientes artísticas como el cubismo, el art decó, el expresionismo mendelsohniano, Sezession, el futurismo de la Bauhaus y otros, influenciaron la aparición de esta nueva corriente arquitectónica en la capital. Los últimos años de la dictadura de Primo de Rivera se define un periodo denominado nuevo eclecticismo que abre un periodo de vanguardismo arquitectónico. Uno de los arquitectos que más destaca y propaga las ideas racionalistas es García Mercadal. Durante el advenimiento de la Segunda República aparece en ciertos lugares de la urbe el denominado racionalismo madrileño, muy relacionado con el estilo Salmón (denominado así a raíz de la Ley Salmón). Se caracteriza por la ausencia de ornamentación, predominio de volúmenes prismáticos con predominio de horizontalidad, la presencia de elementos aerodinámicos, de referencias navales como barandillas y ojos de buey (influencia del maquinismo de comienzos del siglo XX), aparición de amplios vanos mediante el diseño de ventanas horizontales. Se vuelve a emplear el ladrillo como elemento constructivo. El estilo suele mostrarse en las edificaciones posteriores a 1929. Este estilo arquitectónico ha sido identificado con el advenimiento de la Segunda República por algunos autores, La influencia de Erich Mendelsohn en muchos de los arquitectos de la época se refleja en los edificios madrileños.
Los arquitectos de la denominada generación del 25 rechazan de plano las previas arquitecturas historicistas de diferente origen, esta generación supuso el fin del academicismo y del historicismo. De todos ellos el que más recoge las ideas del ultraísmo es el aragonés García Mercadal. El resto de ellos adapta las normas de la vanguardia al estilo madrileño, a pesar de que el racionalismo nace como un movimiento antiestilístico. Finalmente este estilo racionalista fue tan ecléctico como el periodo anterior. Conviven con los escritores y poetas de la generación del 27. La corriente racionalista afectaba a la vivienda, a los edificios del sector terciario y a los de nuevo cuño como pueden ser los cines (un ejemplo es el Cine Barceló), las gasolineras (la Gasolinera Gesa), los mercados de abasto. Es la época en la que comienza a edificarse algunas de las facultades de la Ciudad Universitaria, la Facultad de Filosofía y Letras de Agustín Aguirre (1931-33). En pleno Madrid y cerca del barrio de Pozas el arquitecto Secundino Zuazo elabora la que será una de las edificaciones canónicas del racionalismo madrileño la Casa de las Flores (1930-1932), la Colonia de El Viso de Rafael Bergamín (1933-36) o la Colonia Parque-Residencia de Luis Blanco-Soler (1929).
Entre un historicismo ecléctico muy matizado en los acabados y el racionalismo puro, se encuentran dos arquitectos característicos de la fisonomía de Madrid, Antonio Flórez Urdapilleta y Bernardo Giner de los Ríos. Son conocidos en particular por sus construcciones escolares y por haber realizado un modelo racional de construcción escolar que desgraciadamente no se continuó.

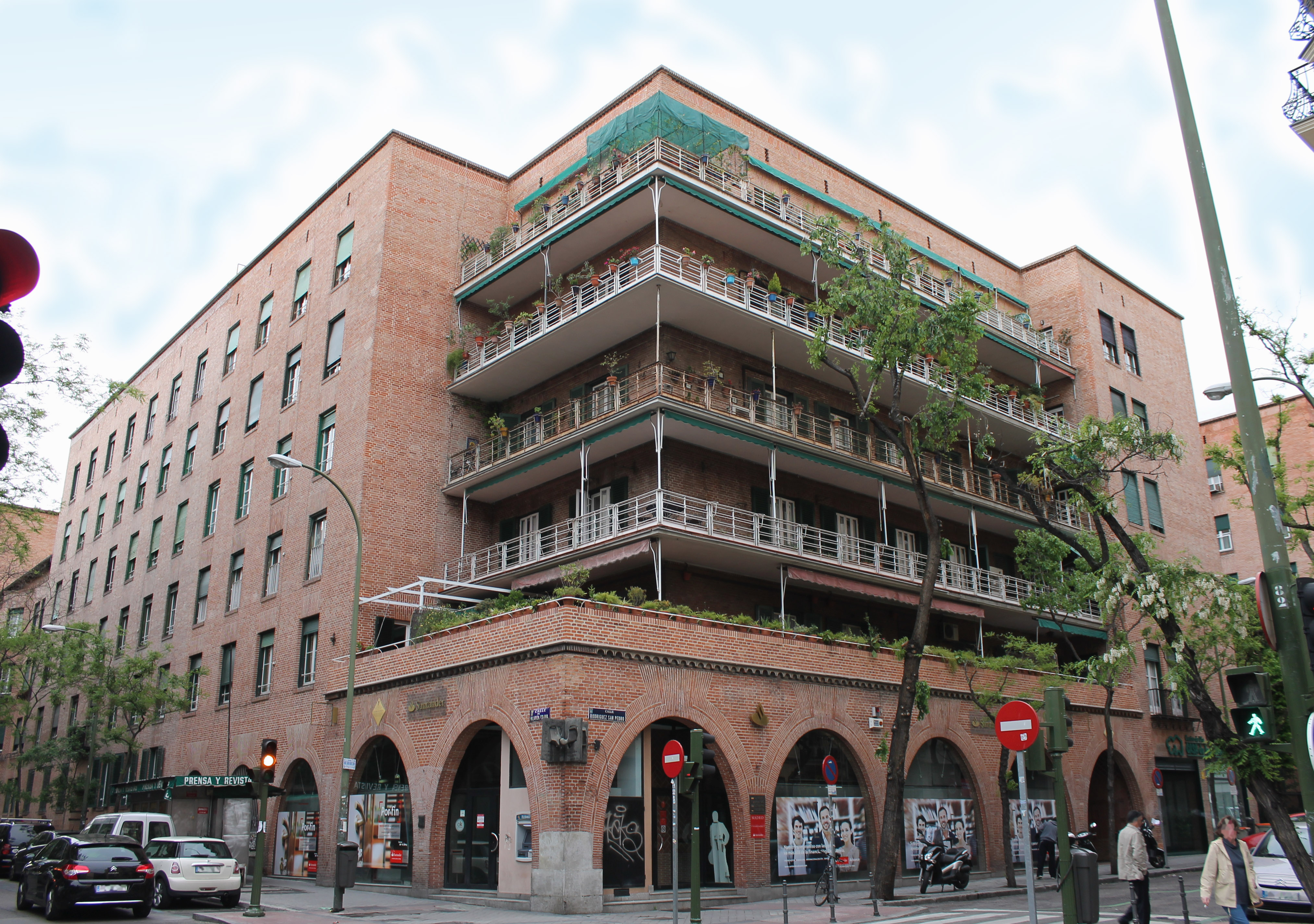
Casa de las Flores
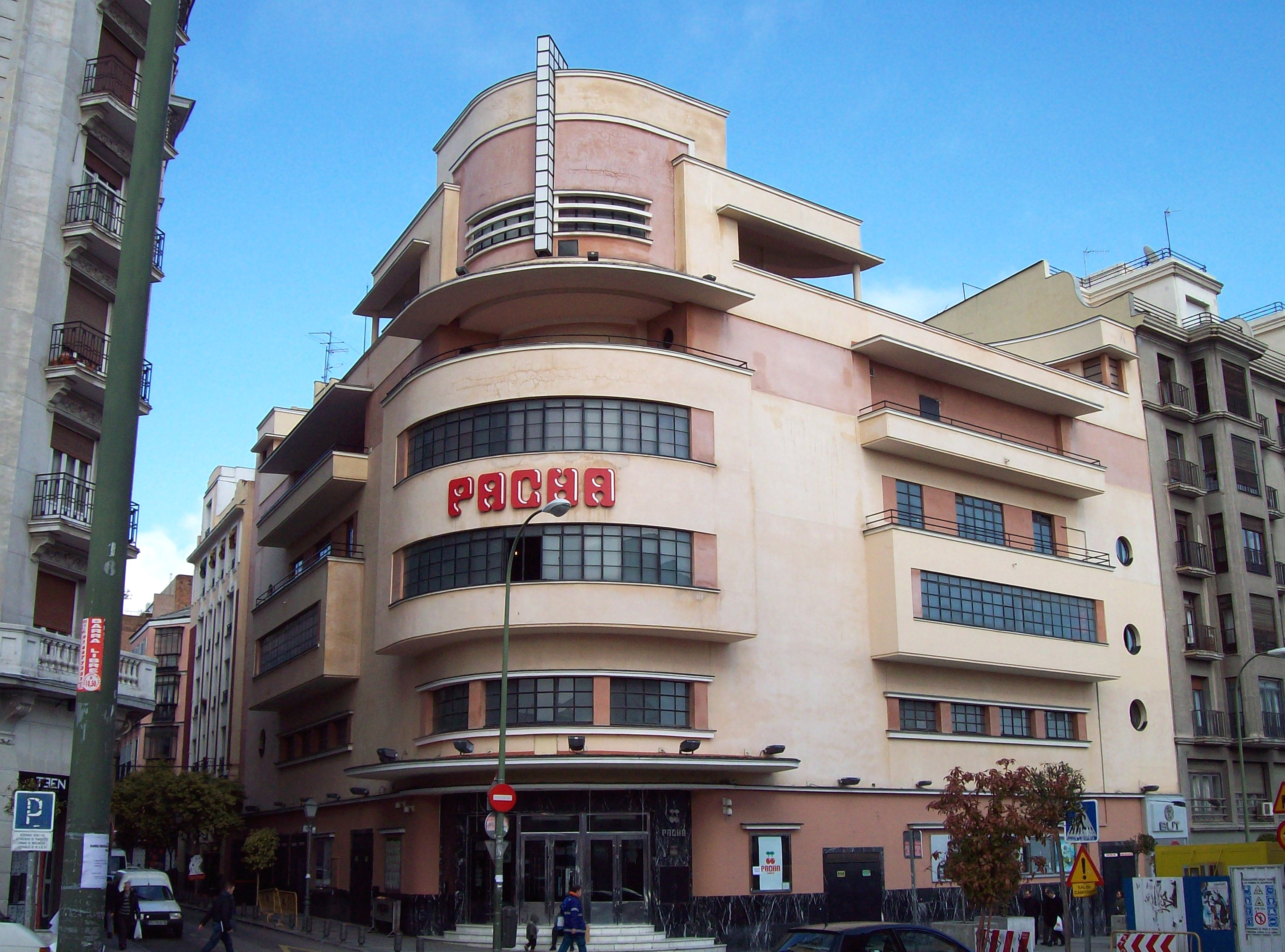
Cine Barceló
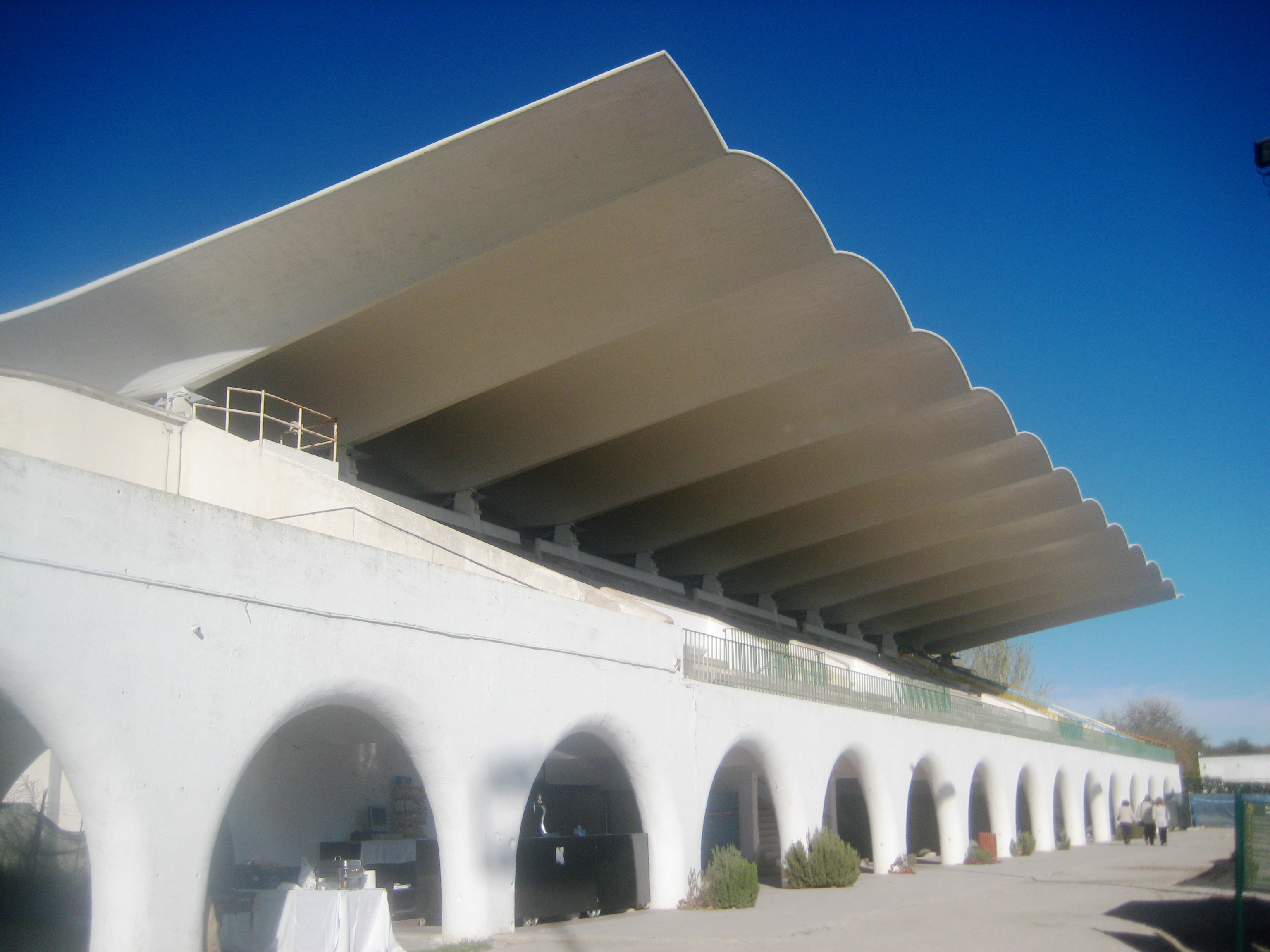
Hipódromo de la Zarzuela
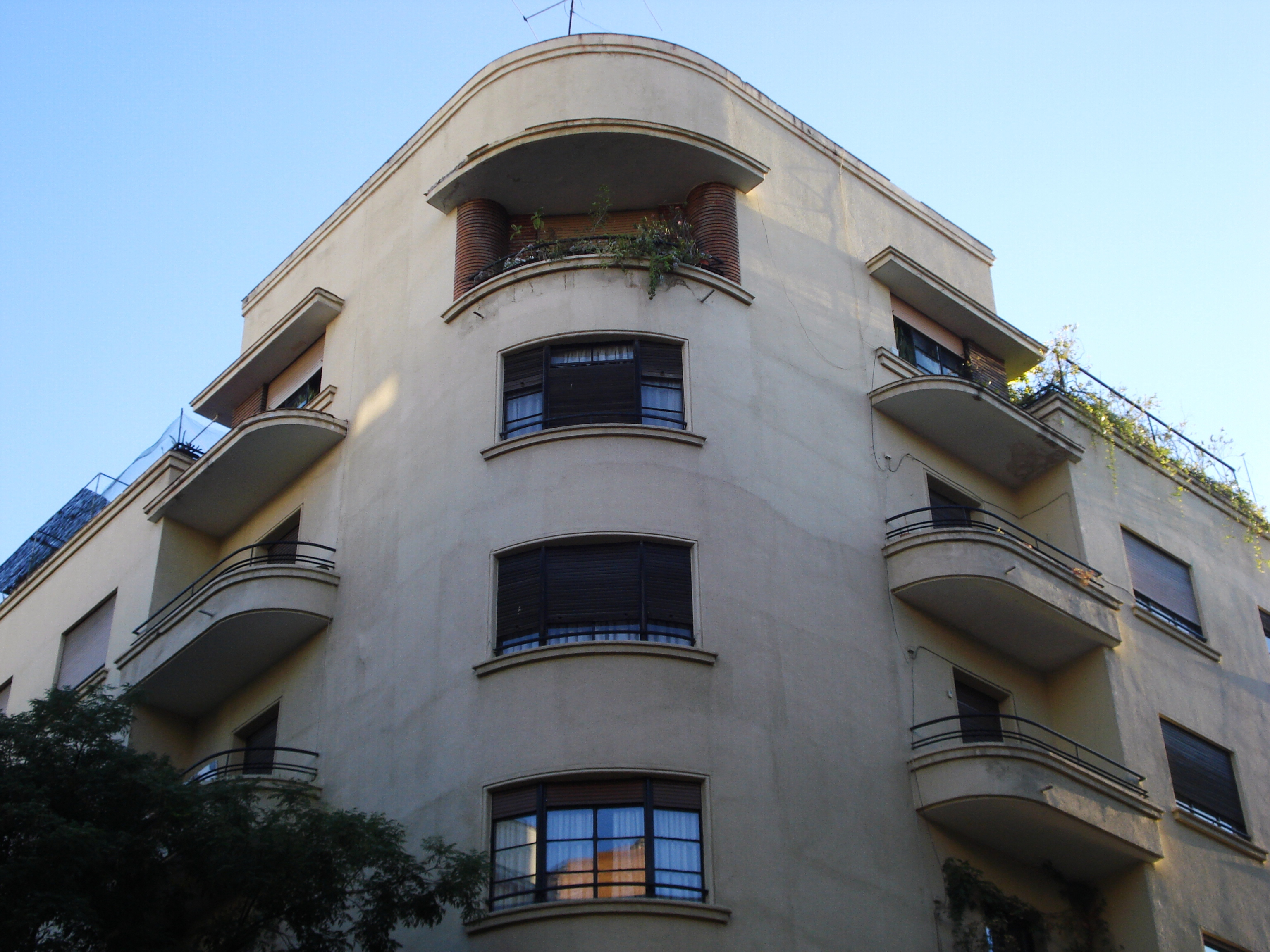
Fernández de los Ríos 53
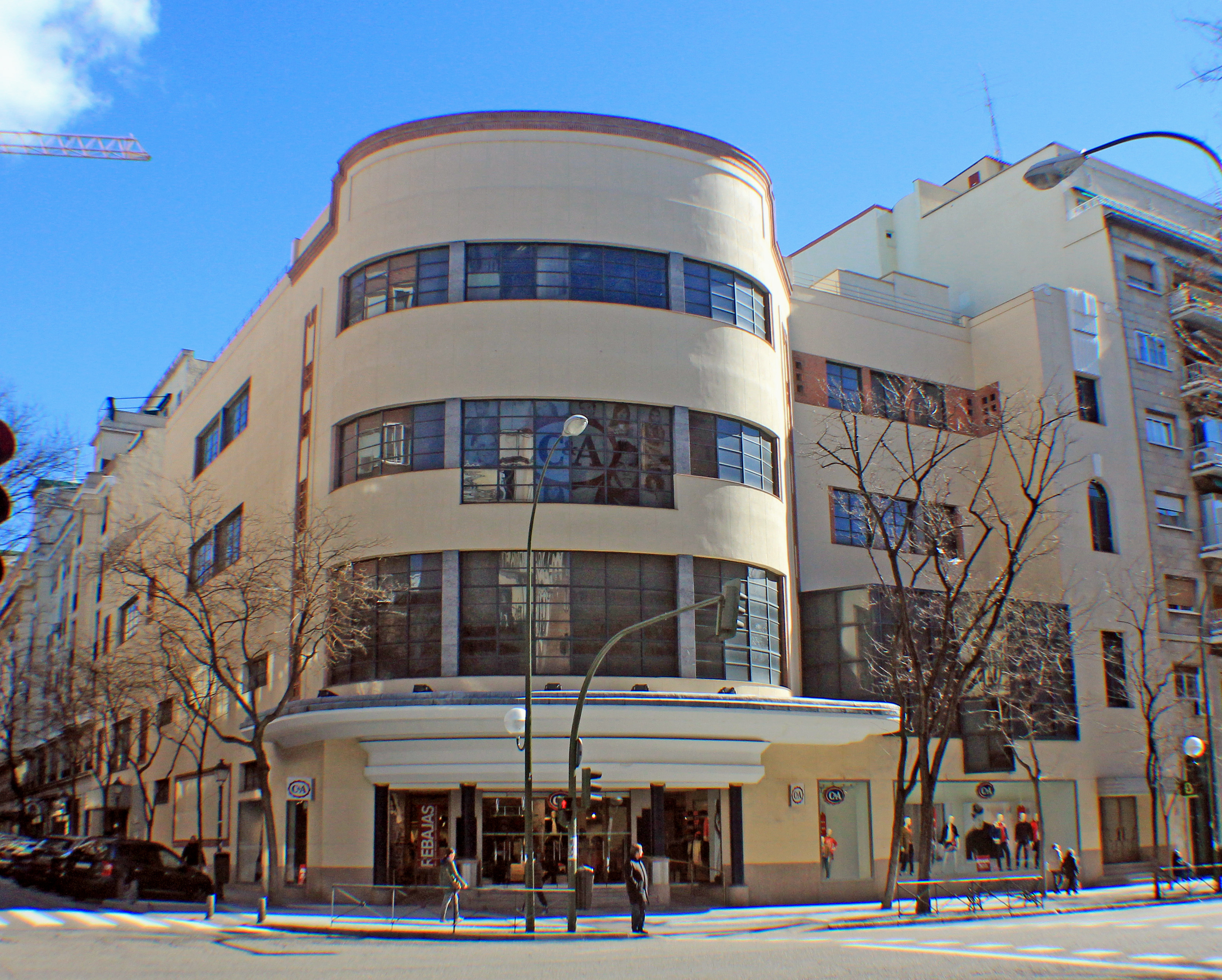
Cine Salamanca
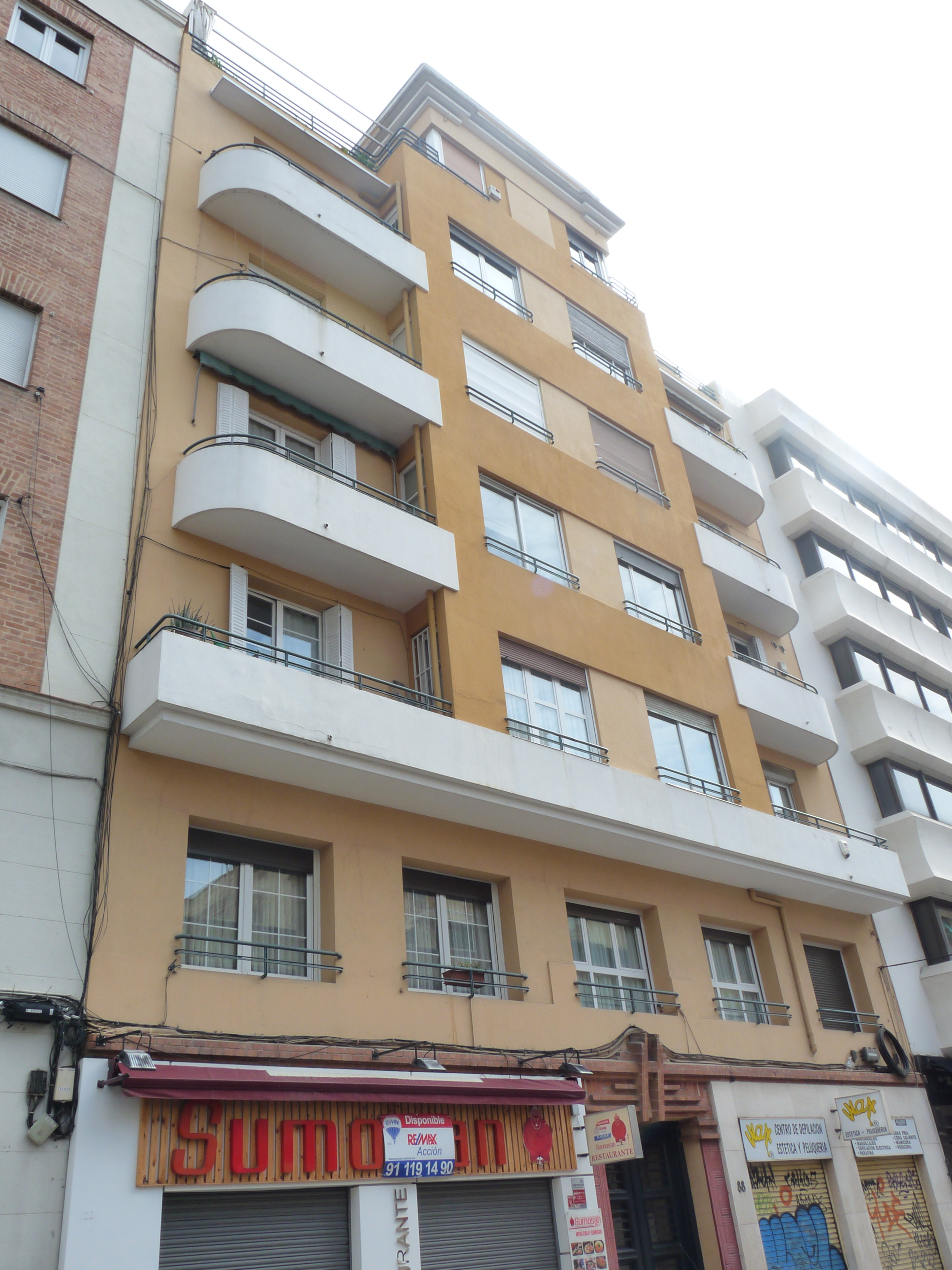
Modesto Lafuente 88
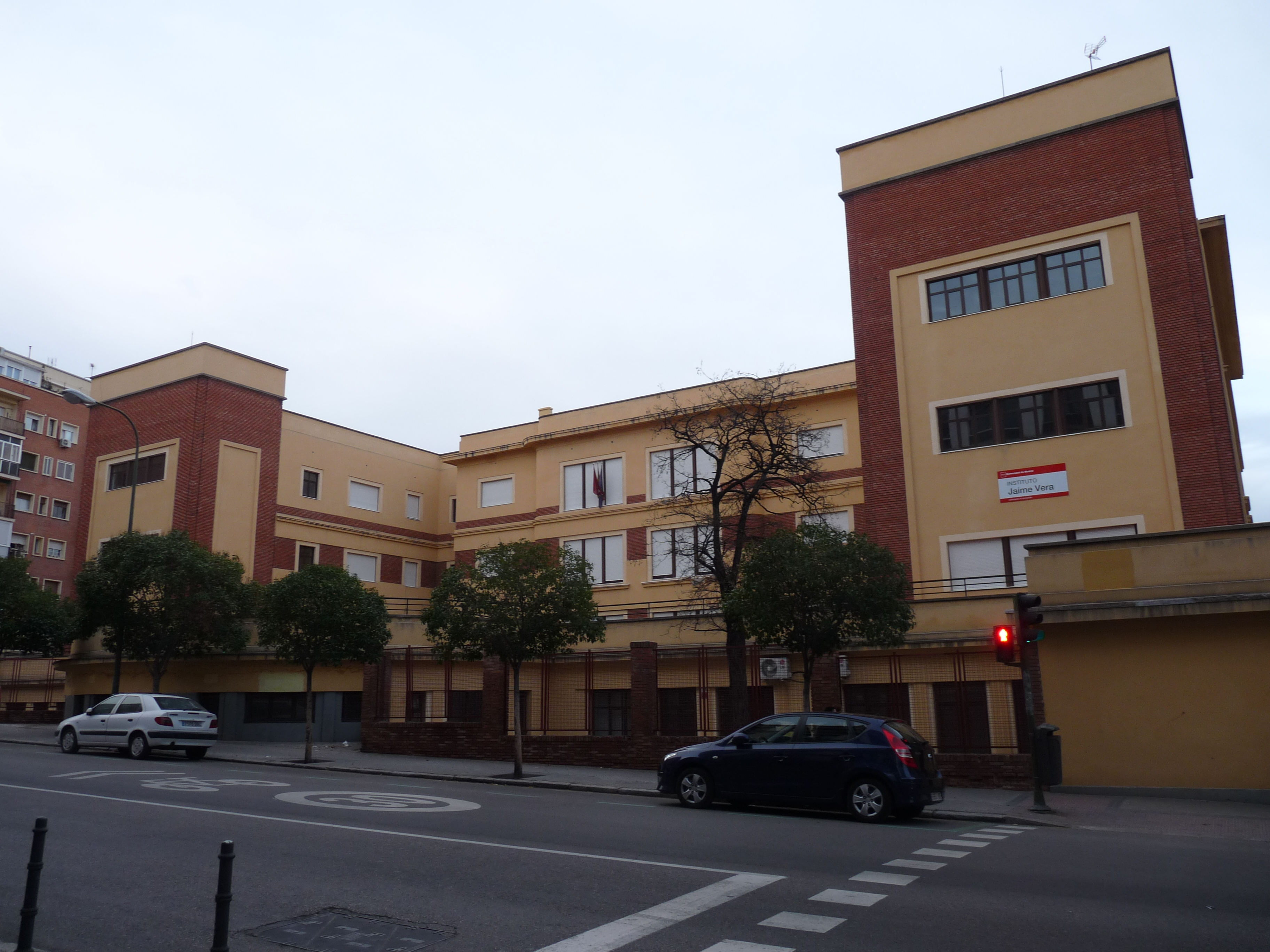
Colegio Nacional Emilio Castelar

### La construcción social
En 1924, Luis Lacasa presenta por primera vez cuestiones constructivas al problema de racionalización de viviendas en España y propone dar forma a la construcción con un sentido realmente coherente desde criterios de normalización. Una corriente de promoción de núcleos y polígonos de viviendas asequibles dirigidas a las familias obreras y clases más pobres se empieza a materializar ya al final del periodo de la Restauración con la primera Ley de Casas Baratas de 1908, y se consolidan con las políticas sociales de la Segunda República y sobre todo con la crisis de la posguerra y las grandes migraciones del campo a la ciudad de los años 50. La cantidad de población que vivía en chabolas en Madrid a mitad de los años 50 llegaría al 10% de la población de la ciudad por lo que se ensayaron numerosos modelos de barrios residenciales para abastecer de vivienda a la creciente población urbana. Las distintas fórmulas de gestión como las casas baratas, los poblados dirigidos y de absorción, los poblados mínimos, los poblados agrícolas, las unidades vecinales, las unidades residenciales, así como concursos de viviendas experimentales en Madrid, estuvieron encaminadas a crear campos de experimentación real en la segunda mitad del siglo XX. Serán arquitectos jóvenes como Sáenz de Oiza, L. Cubillo, Romany, M. Fisac, F. J. Carvajal, entre otros, los que reflejarán en sus propuestas un nuevo aperturismo cultural y una nueva actitud de experimentación crítica favorecida por un marco normativo estatal de progreso.
La preocupación por la vivienda y alto paro de la construcción desde 1930 hizo que los distintos gobiernos de la Segunda República hicieran diversos esfuerzos por reactivar el sector. Desde esta idea, Indalecio Prieto, ministro de Obras Públicas, concibió los tres grandes proyectos de la República: la transformación de Madrid (el desarrollo de un Plan Comarcal en el que la prolongación de Castellana se convertía, conforme a la propuesta de Zuazo de 1929, en eje articulador); ordenar, en Alicante, el espacio residencial y de ocio que se conocería como Playa de San Juan y coordinar la actividad de las distintas confederaciones hidrográficas en lo que se denominó Plan Nacional de Obras Hidráulicas. Los gobiernos de derechas durante este periodo hicieron leyes con exenciones de impuestos en la construcción, un ejemplo fue la Ley Salmón (en referencia a Federico Salmón, Ministro de Trabajo en aquellos momentos) que dio lugar al denominado estilo Salmón. Debido al periodo en el que se ejecuta, muchas de las casas de esta época poseen una variante del racionalismo. 
El continuo crecimiento de la ciudad hace que empiece a considerarse la formación de poblados obreros en las afueras de Madrid, su edificación recae en las competencias del Ayuntamiento. Dentro de esta evolución nace en la ciudad el concepto de zonificación urbana y se recalifica el suelo rural como urbanizable. Debido a este incremento en la demanda de construcción, nacen compañías como la Compañía Madrileña de Urbanización (propiedad de los hermanos Otamendi), cooperativa de viviendas de la «V.E.M.», todas ellas encargadas de levantar y edificar nuevas colonias. La ciudad se proyecta hacia el norte, en la unión con Fuencarral, Chamartín y la Ciudad Lineal, y por el sur con Vallecas y Carabanchel, mientras que se aparta del arroyo del Abroñigal.

### Arquitectura de posguerra
Durante el periodo de Guerra Civil (1936-1939) la ciudad de Madrid tuvo un frente de combate que causó una fuerte devastación de algunas zonas a causa del intenso bombardeo artillero desde la Casa de Campo durante un par de años. La guerra supuso un punto drástico dentro del estilo constructivo de la capital. Surgen instituciones con finalidades constructivas como el Servicio Nacional de Regiones Devastadas (creado a finales de 1938) y otras como la Dirección General de Arquitectura (cuya dirección recae sobre Pedro Muguruza, arquitecto personal de Franco) que tiene como objeto unificar la arquitectura oficial de posguerra. Ambas instituciones, dependientes del Ministerio de Gobernación, son las responsables de restaurar Madrid tras la Guerra Civil. De la misma forma se modifican, sometiendo a la ideología y a los fines del nuevo estado, los antiguos organismos como el Instituto Nacional para la Reforma Agraria (convertido en el Instituto de Colonización) y el Patronato de Casas Baratas (convertido en el Instituto Nacional de la Vivienda).
La arquitectura de esta primera década de los cuarenta se encuentra controlada por las Asambleas Nacionales de Arquitectos que son organizados por los Servicios Técnicos de FET-JONS. Se encargan ordenaciones urbanísticas a gran escala que corren a cargo del urbanista Pedro Bidagor encargado del plan de reordenación imperial para Madrid, denominado redacción del nuevo Plan General de Ordenación Urbana de Madrid (continuador del proyecto Zuazo-Jansen del año 1929).

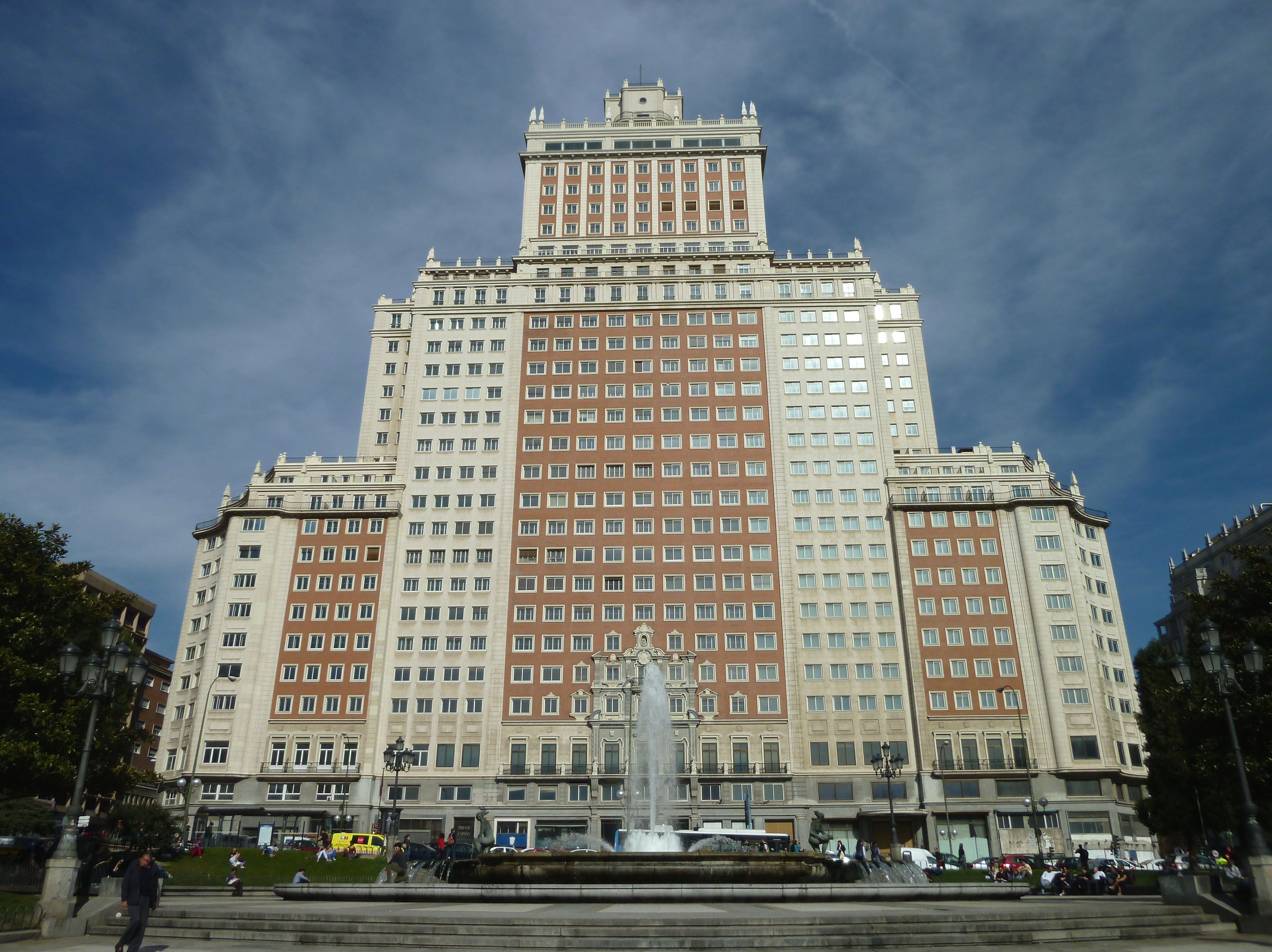
Fachada del edificio España (1953)

Los primeros años de posguerra son de desarrollo de la ideología franquista mediante el establecimiento de una identidad en las artes. En junio de 1939 se celebraba en Madrid la I asamblea de arquitectos. A ella acudían, bajo la presidencia del nuevo alcalde de la ciudad, Alberto Alcocer y Ribacoba los arquitectos afectos al nuevo régimen. Parte de esta arquitectura de posguerra iba a representar la ideología franquista. De dicha asamblea se redactaron leyes que regularían la actuación arquitectónica en la ciudad. Algunos de los arquitectos leales al nuevo régimen como Víctor d’Ors ya habían comenzado a elaborar doctrinas con el objeto de homogeneizar los estilos en torno a un ideario común para así «construir una nación». Falange intentaba liderar el proceso de reconstrucción nacional y plasmaba en la nueva arquitectura y urbanismo los ideales expresados en su programa político. Aparecen las primeras construcciones de gran verticalidad en el entorno de la plaza de España: el Edificio España y la Torre de Madrid.
En 1953 se produce una gran avalancha de población procedente del ámbito rural hacia Madrid. Muchos de ellos desean una mejora en las condiciones de vida, causada en parte por el «efecto llamada» de las mejoras urbanas. Los nuevos habitantes de la ciudad comienzan a asentarse en la periferia de Madrid. Crecen exponencialmente los núcleos chabolistas de los alrededores de Madrid y las barriadas marginales. Se intenta por todos los medios frenar el crecimiento periférico, debido en parte a que estos poblados limitaban la propia expansión de la ciudad. El crecimiento de las barriadas marginales se mitiga en lo que se denomina poblados de absorción (dedicados a absorber población de áreas diseminadas y de baja calidad constructiva). En 1959 se comenzaban a construir los poblados dirigidos (poblados con capacidad autoconstructiva, es decir autogestionada) de Fuencarral y Caño Roto. Uno de los primeros poblados dirigidos fue el Pozo del Tío Raimundo, así como Palomeras que agrupaban numerosos inmigrantes andaluces en la periferia de la ciudad. Tras estas iniciativas se lanzaron los poblados de Canillas y Orcasitas. Estas iniciativas se enmarcaban dentro de las actividades del Instituto Nacional de la Vivienda. Los poblados dirigidos correspondían a núcleos poblacionales con bloques de viviendas de similares características en torno a una calle principal que hace de eje principal. Los bloques de viviendas se desarrollan en forma reticulada. Los primeros eran bloques de cuatro viviendas. Se diseñaban con la idea de acomodar a las familias provenientes del campo, y facilitar su adaptación al entorno urbano. Es por esta razón por la que se incorpora una especie de patio-jardín. A cargo de estos proyectos se encuentran varios arquitectos entre los que destacan José María García de Paredes y Francisco Javier Sáenz de Oiza, junto a Manuel Sierra Nava, Jaime Alvear Criado, José Luis Íñiguez de Onzoño, Antonio Vázquez de Castro y José Luis Romany. Los arquitectos de la época practicaron con distintos modos de vivienda, llegando a experimentar con diversos estilos. Se formó un Concurso de Viviendas Experimentales en 1956. Este tipo de arquitectura innovadora contrastaba con la corriente formal e historicista del gobierno franquista. El estilo de estas viviendas modestas es considerado una nueva versión de las viviendas diseñadas por los racionalistas europeos de los años 1920. Parece que los arquitectos de los poblados dirigidos adoptan los criterios del Movimiento Moderno: racionalismo y minimalismo.
Los arquitectos de esta primera década de posguerra buscan de nuevo una identidad nacional, al igual que se realizó a finales del siglo XIX. En contraposición con los estilos racionalistas de la Segunda República (denominados arquitectura «roja»), se vuelve de nuevo al estilo historicista y se elige concretamente la arquitectura representativa de los Austrias, tomando como modelo el estilo herreriano plasmado en El Escorial (creando el estilo neo-herreriano), así como de la arquitectura de Juan de Villanueva. Este nuevo estilo fue denominado estilo imperial. De esta forma Luis Gutiérrez Soto (a pesar de su pasado dentro de la corriente racionalista) diseña el cuartel del Ministerio del Aire con claras influencias escurialenses y se convierte por ello en el arquitecto modelo del régimen durante estos primeros años. El edificio del Ministerio del Aire en Moncloa se convirtió inmediatamente en ejemplo a seguir, en arquetipo de la ortodoxia arquitectónica de la época. Algunos arquitectos que habían apoyado en la etapa de la Segunda República el racionalismo ahora continuaban el «estilo imperial», entre ellos se encuentra el mismo Gutiérrez Soto, Aizpurúa, Agustín Aguirre, Aguinaga, Azpiroz, entre otros.
Se reconstruye la Ciudad Universitaria (destrozada por la batalla que allí ocurrió), se reconstruye igualmente el barrio de Arguelles. Se realizan trabajos en proyectos experimentales que, como el de Luis Moya (otro de los arquitectos representativos de la Dirección de Arquitectura), se inicia en las viviendas abovedadas en el barrio de Usera. La autarquía económica, el control social y la escasez de medios técnicos y humanos son el tono característico de la política de vivienda social en el régimen hasta 1959. Madrid en 1939 es una ciudad desordenada, parcialmente destruida por la guerra, y receptora de una masiva inmigración rural procedente de la periferia. La ciudad va creciendo sin medida durante este periodo.  

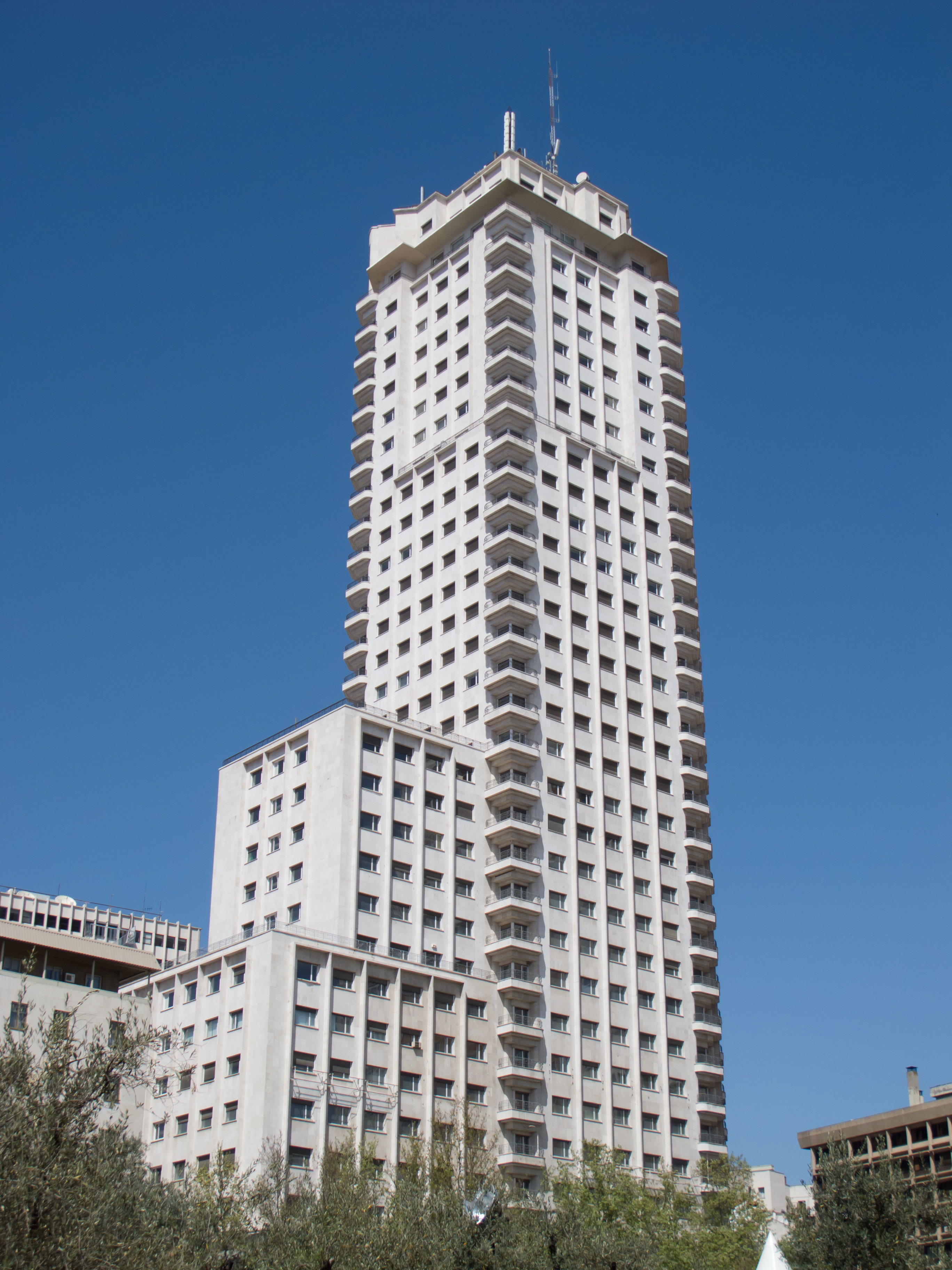
Torre de Madrid

En 1957 se crea una nueva instancia del Ministerio de la Vivienda (el anterior data de 1939). Desde entonces planifica la realización de numerosas colonias, como son la Barriada de San Fermín (obra de los arquitectos José Fonseca y José Gómez de Mesa) en la antigua colonia de Casas Baratas Alfonso XIII, la Colonia la Marina, etc. Se marcan los niveles constructivos dentro del racionalismo, el funcionalismo y la austeridad constructiva; la necesidad de un «plan de urgencia» de construcción de 70 000 viviendas anuales. La propia la incapacidad económica, financiera e industrial del país hizo que la arquitectura de viviendas en este periodo fuese pobre de materiales. 
En 1941 abre el hipódromo de la Zarzuela que ofrece servicios de carreras de caballos hasta 1996. Siendo el diseño del arquitecto Carlos Arniches Moltó destaca la singularidad de las tribunas del Hipódromo que fueron obra del ingeniero Eduardo Torroja Miret (fueron declaradas en el año 1980 Monumento Histórico Artístico). Anteriormente había construido en 1935 el Frontón Recoletos que tuvo que ser destruido por los daños sufridos tras los intensos bombardeos de Madrid durante la Guerra Civil.

### Arquitectura moderna
El despertar de la arquitectura moderna en España se ha fijado al final de los años cincuenta. Instante en el que desaparece el eclecticismo académico y el estilo conservador de la primera época del régimen. La modernidad se ve en Madrid con la construcción de la Casa de Sindicatos (actual Ministerio de Sanidad y Consumo), sede de la que fue Delegación Nacional de Sindicatos en el paseo del Prado de los arquitectos Francisco de Asís Cabrero y Rafael de Aburto. Este edificio supuso el final de la arquitectura de posguerra. Apareciendo una nueva generación de arquitectos (es decir aquellos que finalizaron la carrera en los años cuarenta) y una aportación de los viejos arquitectos entre los que cabe destacar Luis Gutiérrez Soto que en 1949 diseña el edificio del Alto Estado Mayor en la prolongación de la Castellana. En este edificio se produce la transición de la arquitectura oficial historicista a la modernidad.
No obstante entre los nuevos arquitectos aparece un apego hacia lo que proviene de fuera creando lo que se denomina estilo internacional, entre estos movimientos surge el estilo orgánico que pronto posee algunos aliados entre los nuevos arquitectos de los sesenta. Muchos de ellos se entrenan en las propuestas de viviendas de los poblados dirigidos como es el caso del Caño Roto (1962). En febrero de 1957 se fundó en Madrid El Paso, en la casa del arquitecto José Luis Fernández del Amo.

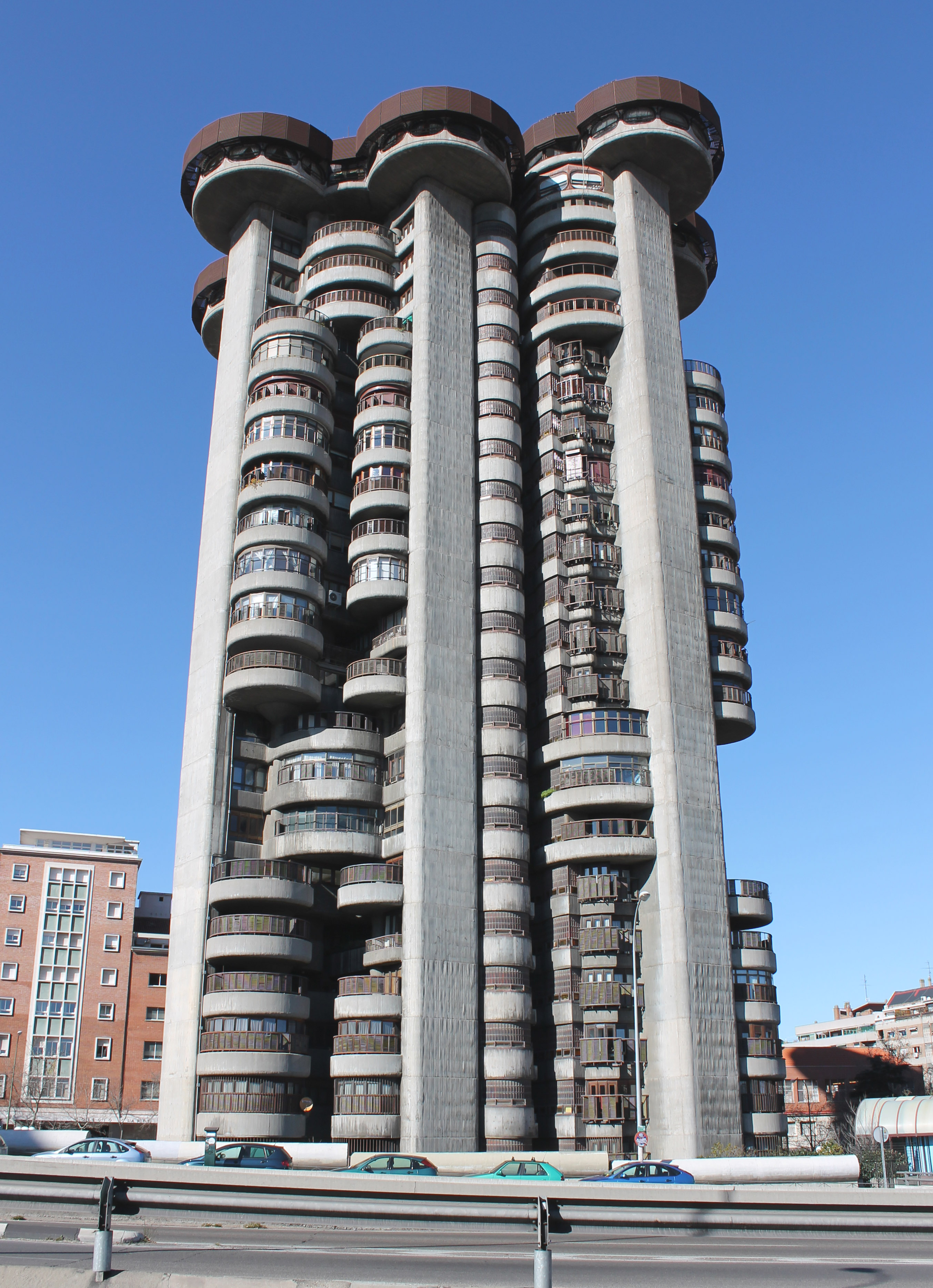
Torres Blancas

A lo largo de los años será necesario destacar la iglesia de Alcobendas, de Miguel Fisac (1959), el edificio Seat en la prolongación de la Castellana, Madrid (1964), de Manuel Barbero Rebolledo y Rafael de la Joya Castro, el edificio Centro en la calle de Orense (1965), de Pedro Casariego y Genaro Alas (diseñador del edificio Windsor destruido en incendio en 2005 y sustituido por la Torre Titania), el edificio de viviendas en Vigo (1963), de José Barboa, el edificio del diario Pueblo en Madrid (1964), de Rafael de Aburto, o el Banco de Madrid, en la Carrera de San Jerónimo (1964), de Antoni Bonet.
En los años sesenta es el concepto orgánico el que imprime los diseños de la arquitectura madrileña. Uno de sus promotores es Antonio Fernández Alba mediante su Colegio de Santa María (1960), otro de los seguidores es José Antonio Corrales que realiza la casa Huarte en Puerta de Hierro (1958), el arquitecto José Antonio Coderch con su edificio Girasol (1967). 
Ya a finales de los sesenta se produce un organicismo exacerbado en algunos de los diseños arquitectónicos. Uno de sus máximos representantes es Francisco Sáenz de Oiza que construye el edificio de Torres Blancas (1962-1967). La construcción de este edificio supone el final de una era de búsqueda de modernidad. Javier Carvajal supone ser una vertiente más moderada del plasticismo y muestras de ello se encuentran en las viviendas en la calle del Marqués de Riscal, así como de la polémica Torre de Valencia (1976).
Aparecen muestras de arquitectura brutalista (El término tiene su origen en el término francés béton brut u «hormigón crudo», un término usado por Le Corbusier para describir su elección de los materiales), siendo ejemplos de ello el Polideportivo Antonio Magariños (1965-1970), de Antonio Vázquez de Castro y José Luis Íñiguez de Onzoño. La arquitectura de finales de los sesenta comienza a mostrar nuevos rumbos forzados quizás por el éxito de los arquitectos que aprovechan a construir en la Castellana, entendido como un banco de pruebas de ideas arquitectónicas. Son los edificios Bankunión (1972), de Corrales y Molezún, y Banco de Bilbao (1971-80), de Saénz de Oíza. De la misma forma el complejo de oficinas en AZCA.
En el terreno de la vivienda masiva se pueden ver numerosos ejemplos en la periferia de Madrid. Concretamente en los barrios de Orcasitas, Orcasur y Palomeras (1978-1983) y Yeserías (1975-1980). Surgen como una nueva edición de los antiguos barrios dirigidos. En la construcción de estas viviendas masivas y baratas trabajan arquitectos como Javier Vellés, Valdés y Mapelli, el equipo de Pablo Carvajal, Corrales, Sáenz de Oiza, los hermanos Casas (Manuel e Ignacio de las Casas), el equipo de Javier Frechilla, Jerónimo Junquera y Pérez Pita, Carlos Ferrán.

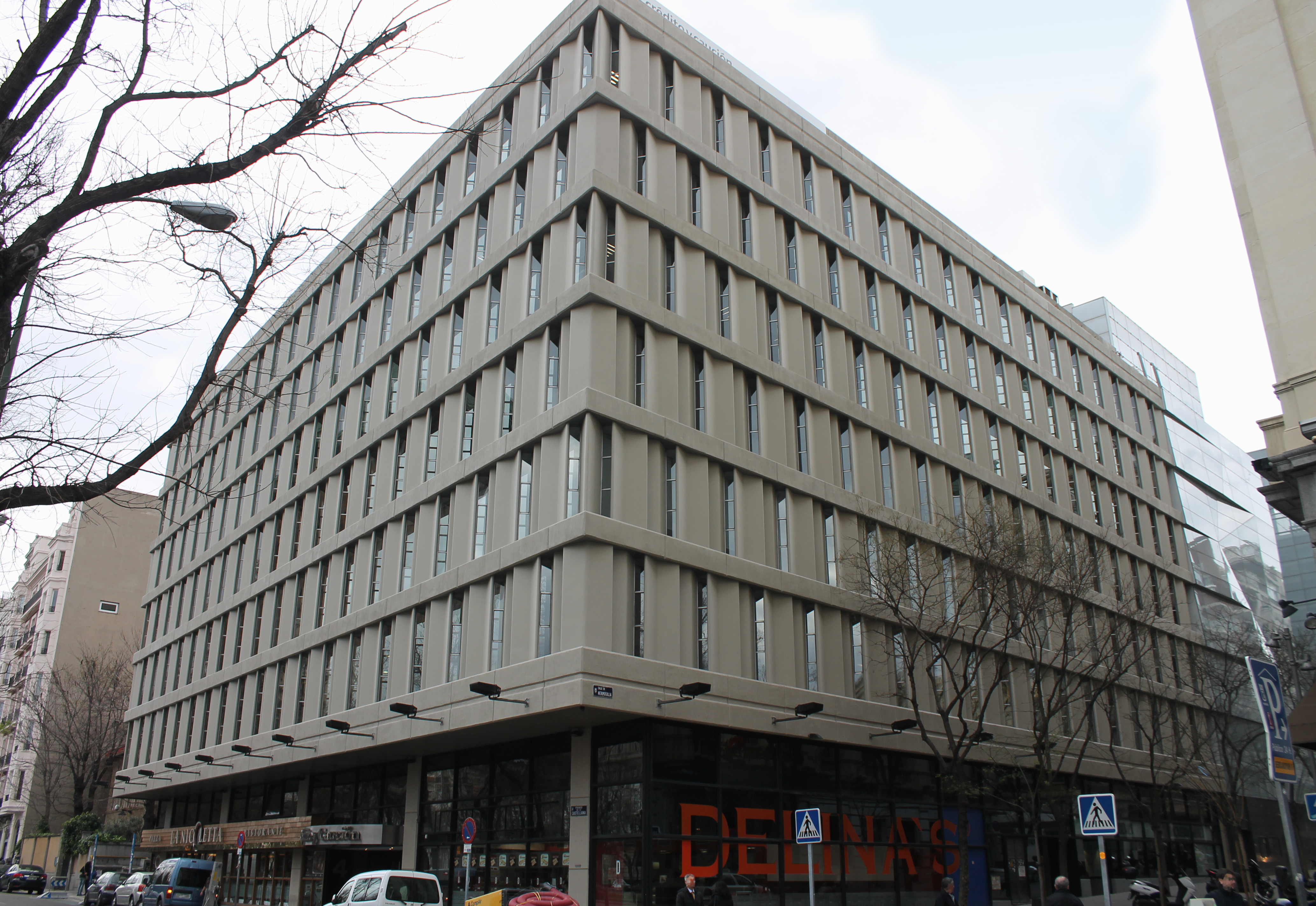
Edificio IBM
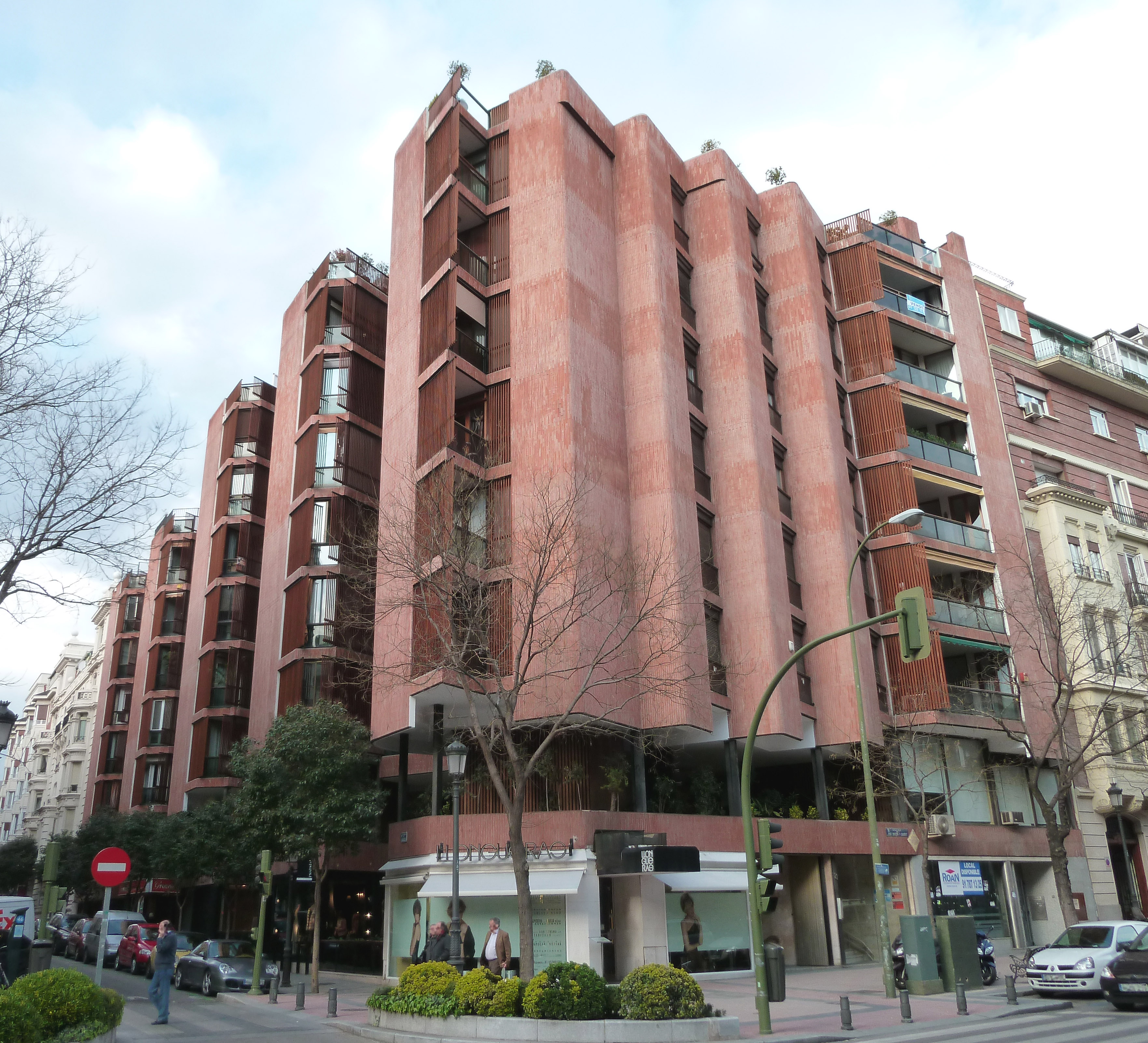
Edificio Girasol
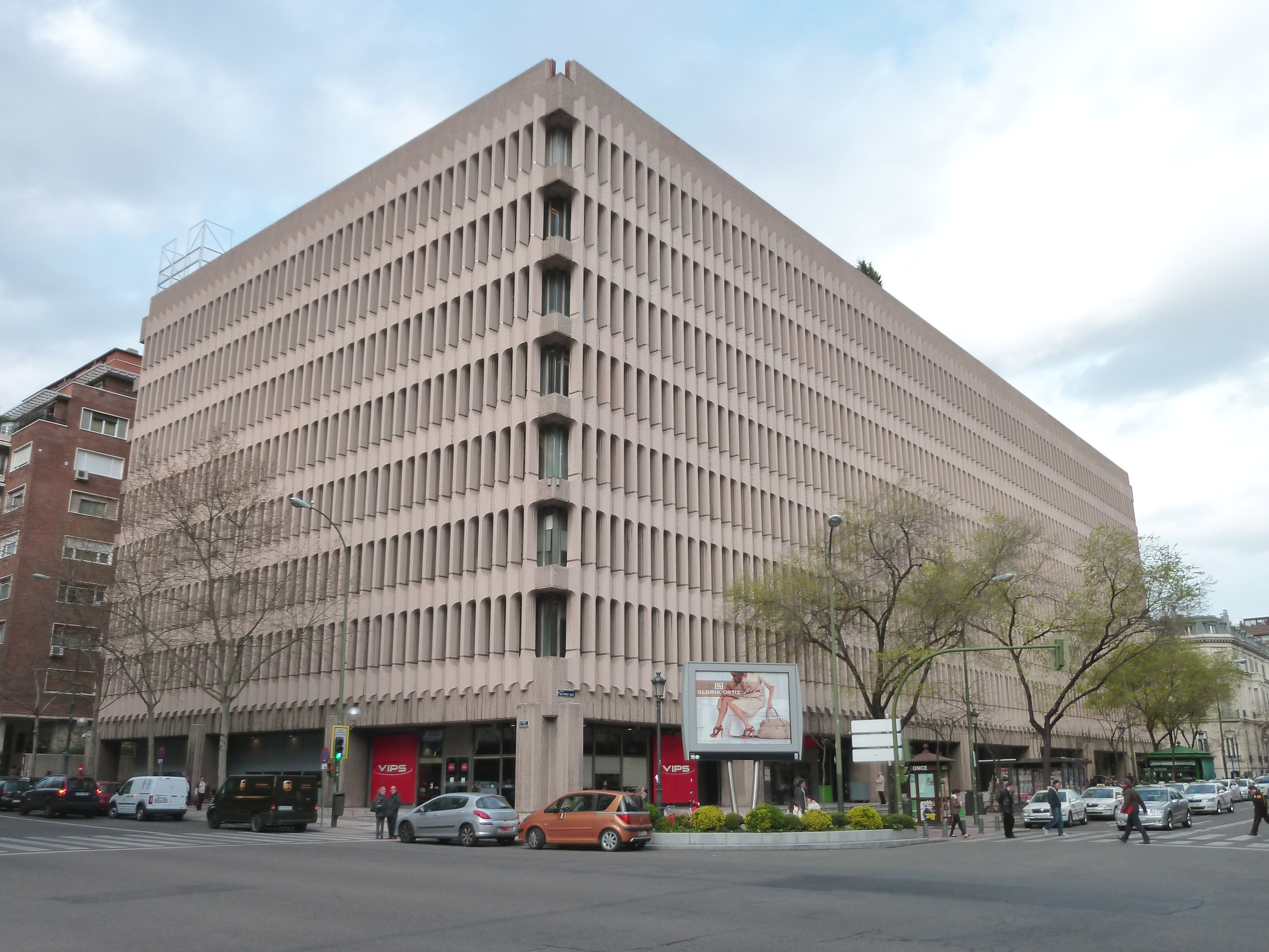
Edificio Beatriz
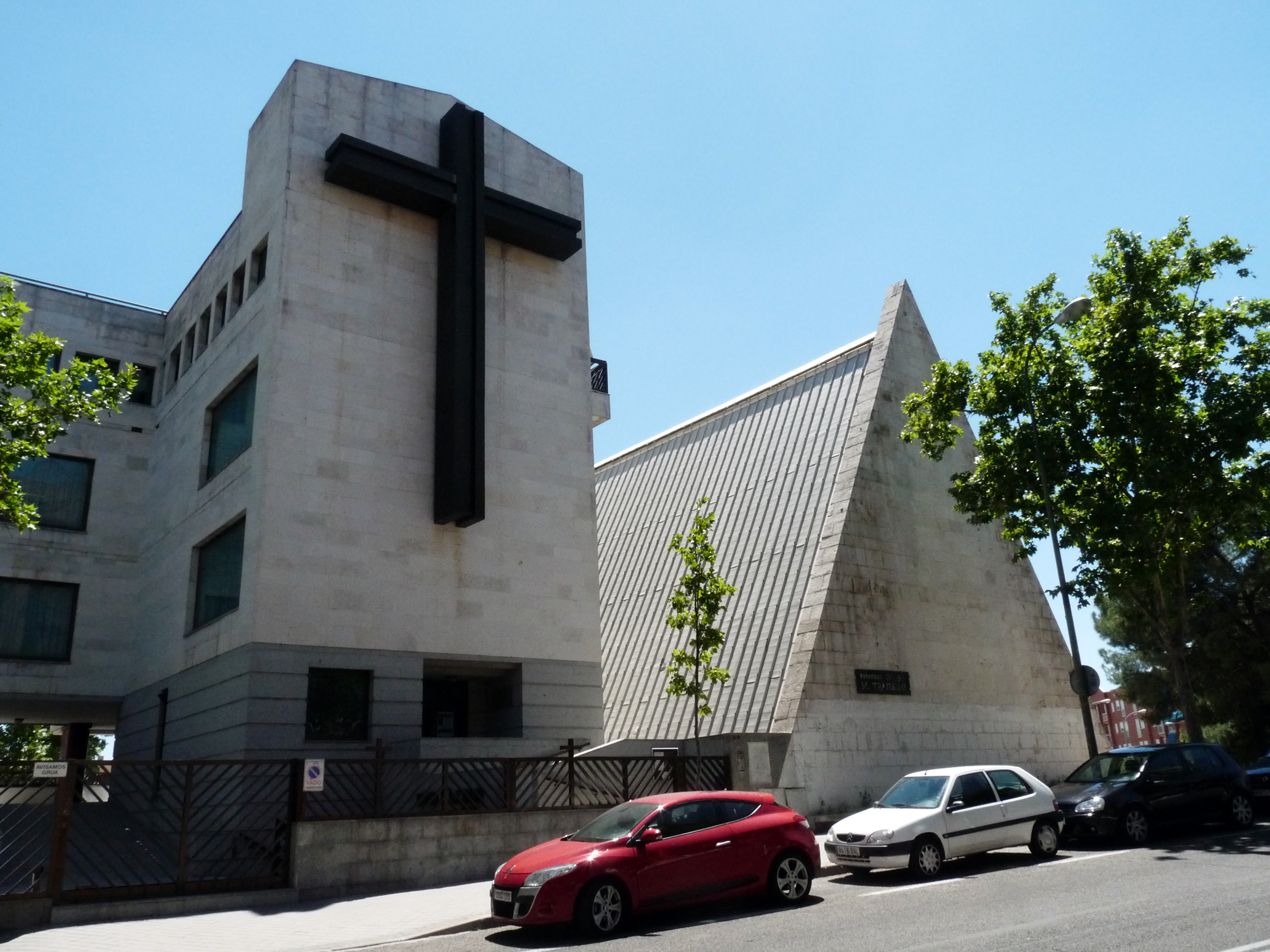
Iglesia de Nª Sra. del Tránsito
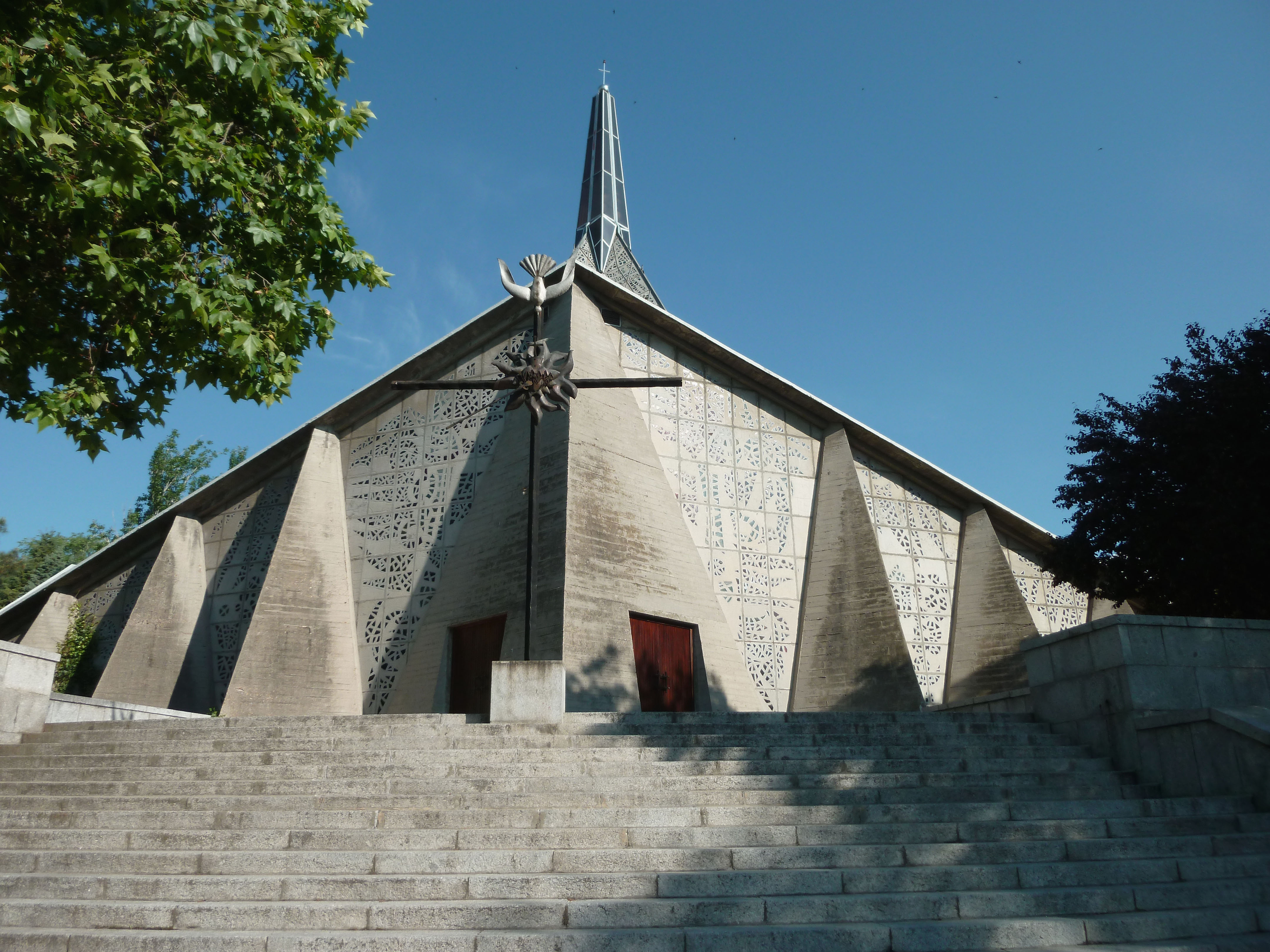
Iglesia de Nª Sra. de Guadalupe
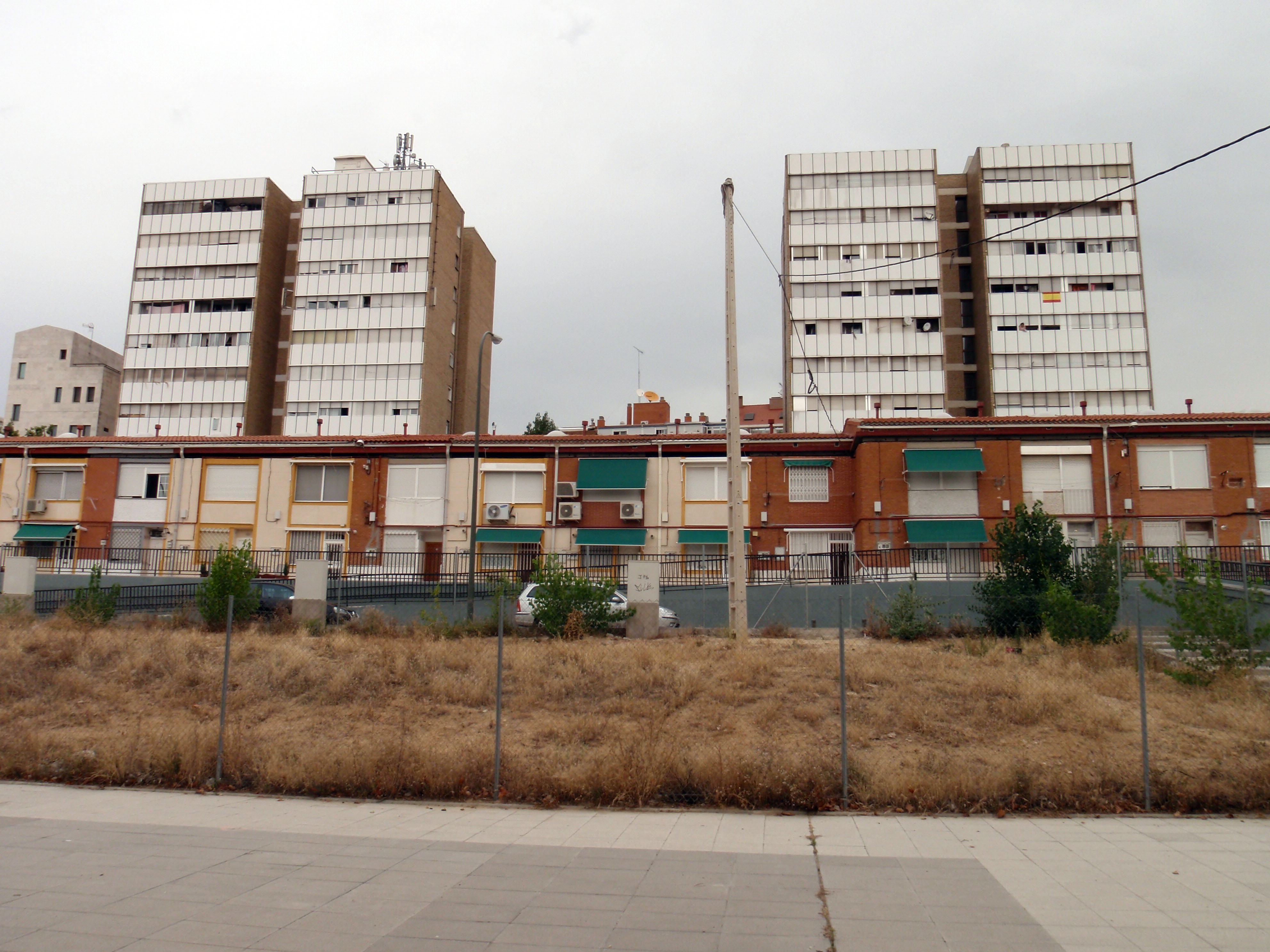
Viviendas en Canillas

### Arquitectura de final desigloXX

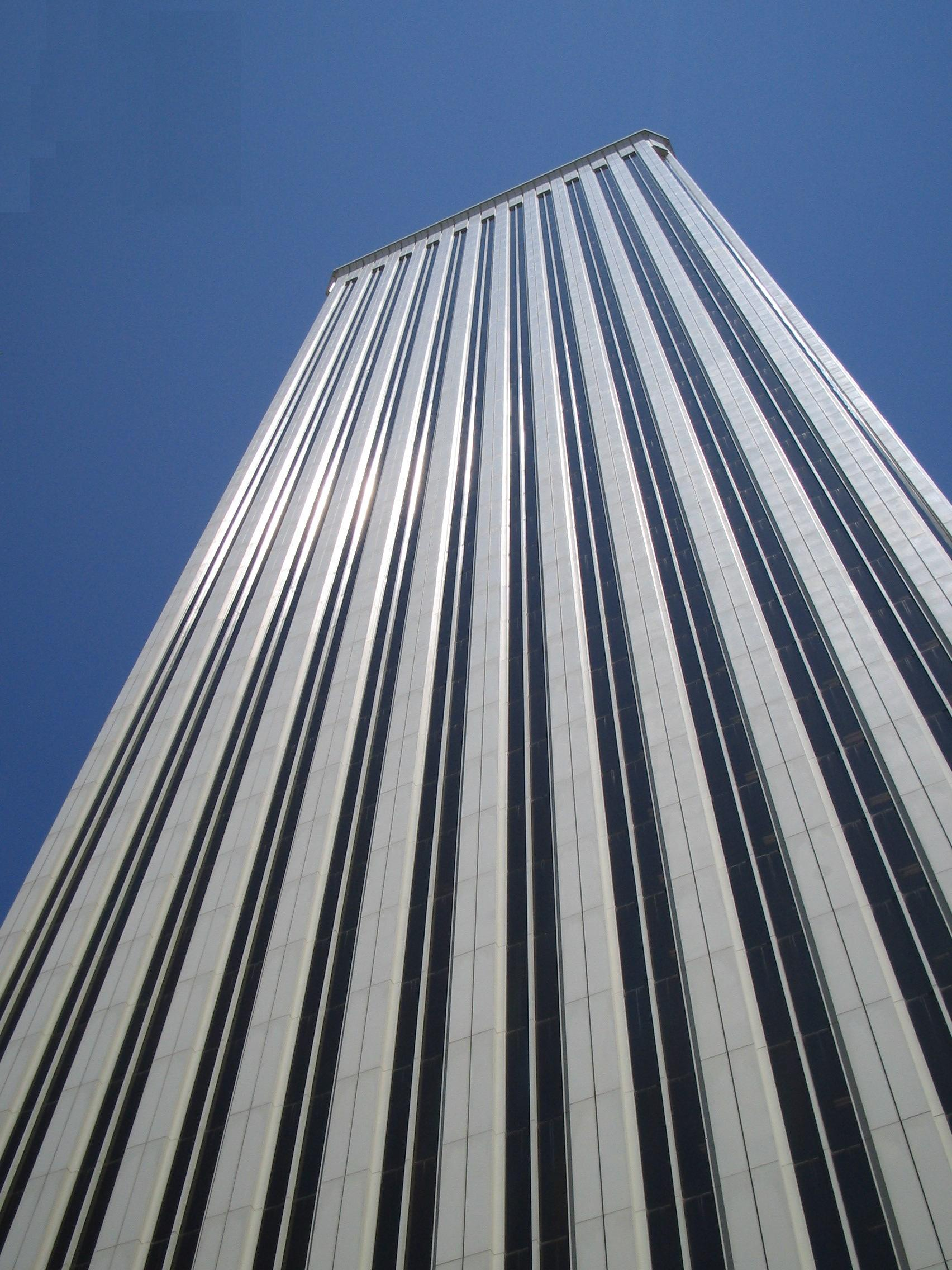
Torre Picaso (proyectada en 1974)

El crecimiento urbano hace que se construyan rascacielos sin analizar las consecuencias, uno de los casos más polémicos mientras Carlos Arias Navarro estaba en la alcaldía en los años setenta fue la edificación de la Torre de Valencia. Esta torre afectaba visualmente a la estética de la Puerta de Alcalá vista desde la plaza de la Independencia. 

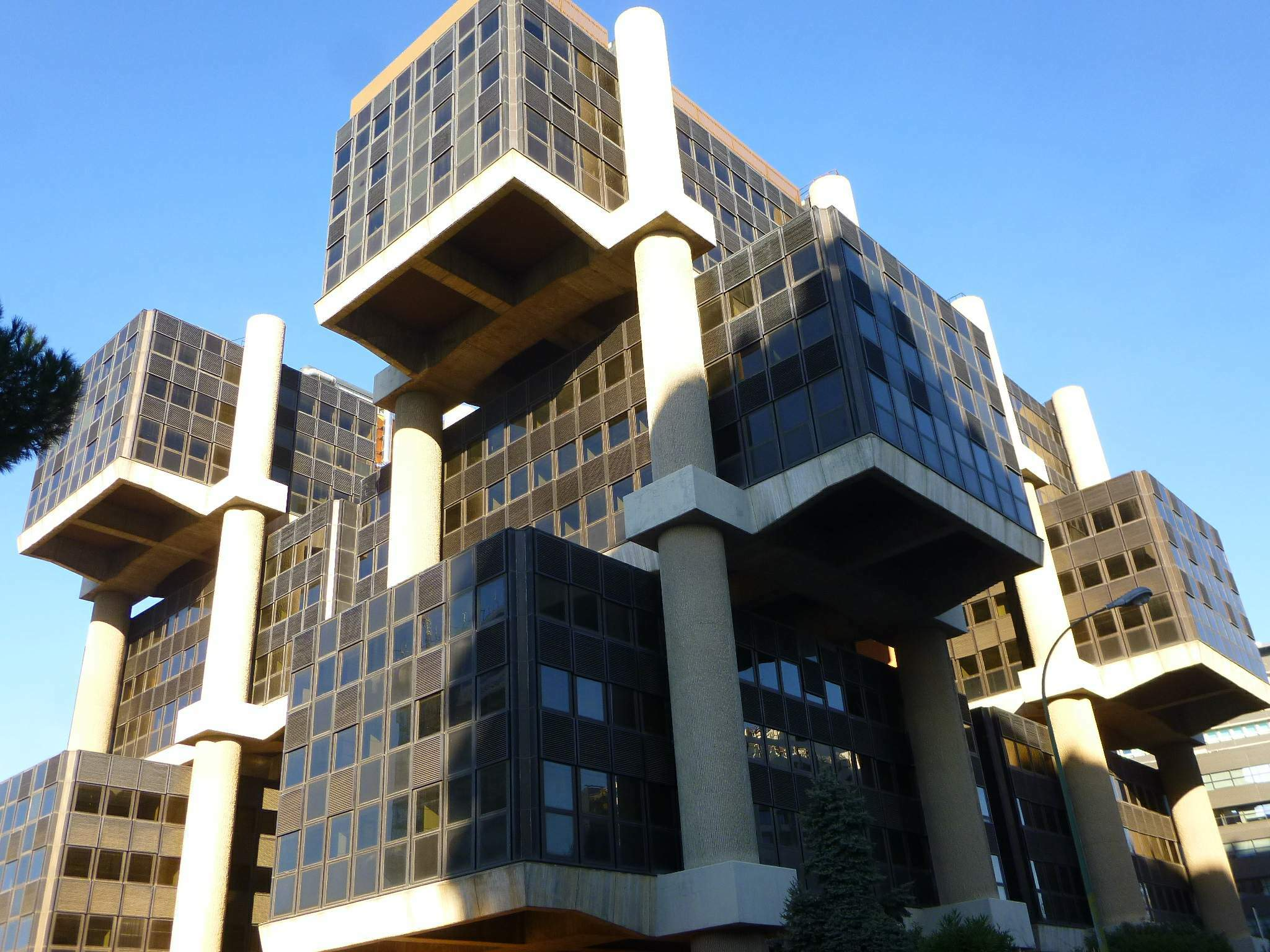
Edificio los Cubos

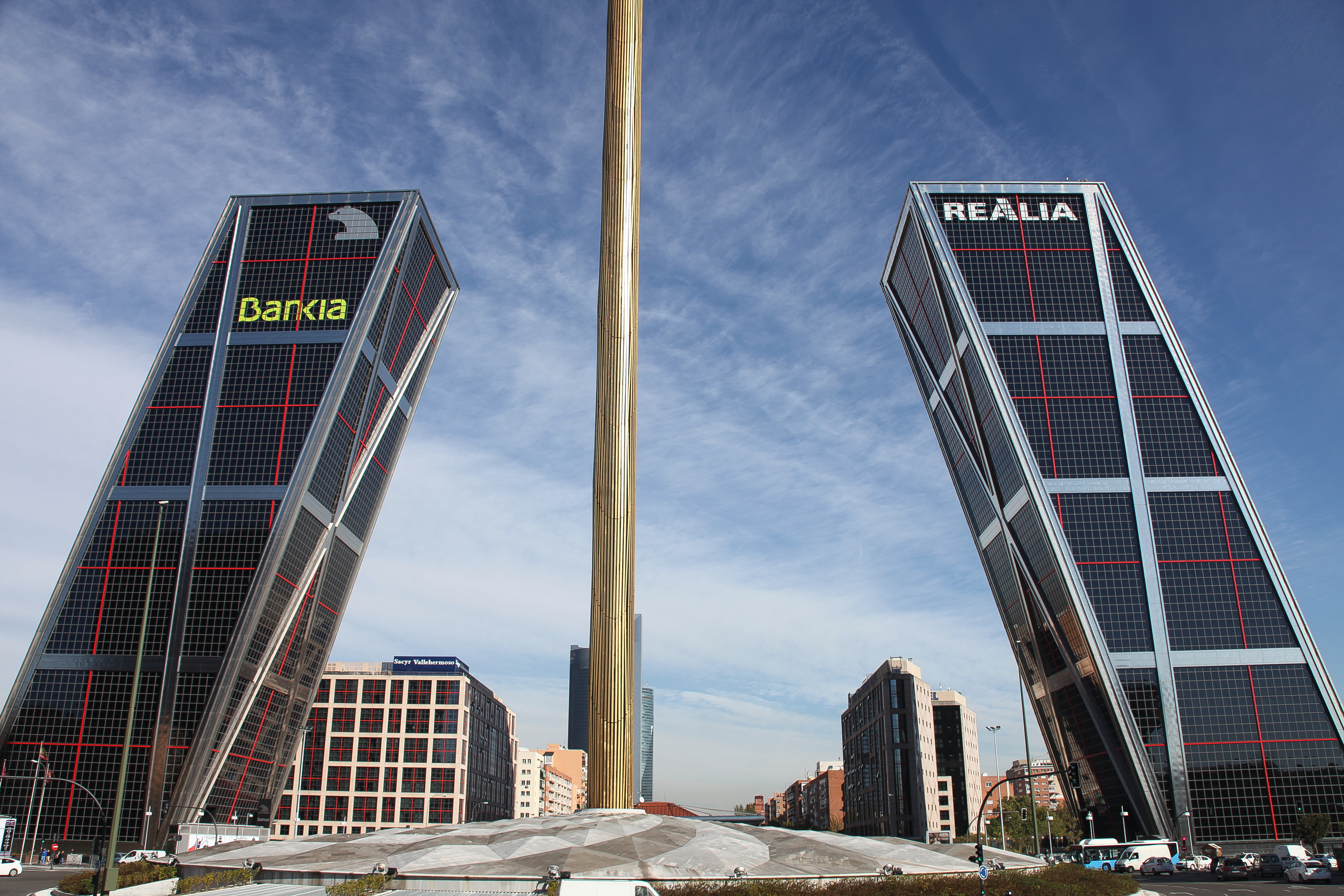
Puerta de Europa (plaza de Castilla)

Uno de los protagonistas de finales de los años setenta es Miguel Fisac considerado uno de los arquitectos de la primera generación de posguerra, diseña y ejecuta gran cantidad de edificios en Madrid. Pero es popular por su diseño original sede de los «Laboratorios JORBA» (denominado popularmente la pagoda por su aspecto) que aparece en los años sesenta como una de las obras de mayor atrevimientio formal. El edificio fue demolido a finales del siglo XX.
En los años sesenta como resurgimiento de la arquitectura orgánica proveniente de Europa se construye el edificio de las Torres Blancas en la avenida de América. El arquitecto Francisco Javier Sáenz de Oiza realiza otras obras en Madrid, siendo las más conocidas los pabellones del IFEMA (Recinto Ferial Juan Carlos I), Madrid, 1987. En 1981 se construye el denominado Edificio los Cubos (denominado también «Edificio Fénix Directo»), el proyecto se realiza en Francia y es propiedad de la Assurance Gènerale de France. El edificio consta de seis paralelepípedos distribuidos en tres alturas. Este mismo año se construye Torrespaña (denominado popularmente como el «Pirulí»). Esta torre se eleva a una cota de 232 (contando con la torre de comunicaciones).
El conjunto urbanístico empresarial denominado AZCA (acrónimo de Asociación Mixta de Compensación de la Manzana A de la Zona Comercial de la Avenida del Generalísimo) en el paseo de la Castellana empieza a construirse bajo el diseño urbanístico expansivo ya diseñado en el plan Bigador. La Torre Picaso en el complejo fue proyectada en el año 1974, su construcción no se inició hasta finales de 1982, y fue inaugurado en diciembre de 1988. Este edificio inició la construcción de rascacielos en Madrid. A finales del siglo XX el arquitecto Rafael Moneo realiza varias reformas y rehabilitación de edificios clásicos en Madrid. Una de las primeras es la reforma de la Estación de Atocha (1985-1988), el palacio de Villahermosa en la sede de la Colección Carmen Thyssen-Bornemisza (1992) y las reformas del Museo del Prado. En la plaza de Colón en 1976 se edifican las Torres Colón, rascacielos similares a los de AZCA.
En la plaza de Castilla se construyen Puerta de Europa (popularmente como Torres Kio) (debido a que fueron promovidas por la empresa kuwaití KIO, Kuwait Investments Office) son dos torres inclinadas la una hacia la otra, 15° respecto a la vertical, con una altura de 114 m y 26 plantas. La Puerta de Europa son las segundas torres gemelas más altas de España, tras las Torres de Santa Cruz en Santa Cruz de Tenerife.

## SigloXXI
A principios del siglo XXI se construyen múltiples barrios periféricos de extensas avenidas y edificios residenciales denominados PAU (Programa de Actuación Urbanística) en el marco del Plan General de Ordenación Urbana de 1997 del Municipio de Madrid. Entre ellos destacan: Las Tablas, Montecarmelo, Sanchinarro, Ensanche de Vallecas, etc. 
En la década de los años 2000 se construyen las Cuatro Torres Business Area (abreviado como CTBA) en los terrenos de la antigua Ciudad Deportiva del Real Madrid. El parque empresarial consta de cuatro rascacielos que son los edificios más altos de Madrid y de España. Los cuatro edificios son la Torre Bankia, la Torre PwC, la Torre de Cristal y la Torre Espacio. La primera de ellas es la más alta de Madrid y España con sus 250 metros de altura. La construcción de los cuatro edificios comenzó en 2004. En febrero de 2007, la Torre Espacio alcanzó su altura máxima y el 19 de marzo de 2007 tuvo lugar la celebración del fin de la obra civil. Supera en 37 metros al que hasta entonces era el mayor rascacielos del país, el Hotel Bali de Benidorm. La Torre PwC alcanzó su máxima altura en junio de 2008 y en enero de 2009 hizo lo mismo la Torre de Cristal. La Torre Bankia llegó a su cota máxima en mayo de 2009. La conclusión de las obras de todos los edificios se produjo a finales de 2009. 
En algunos de los nuevos barrios de la periferia resurgió la arquitectura postmoderna, por ejemplo el Edificio Mirador de Sanchinarro o la Ciudad BBVA de Las Tablas.  

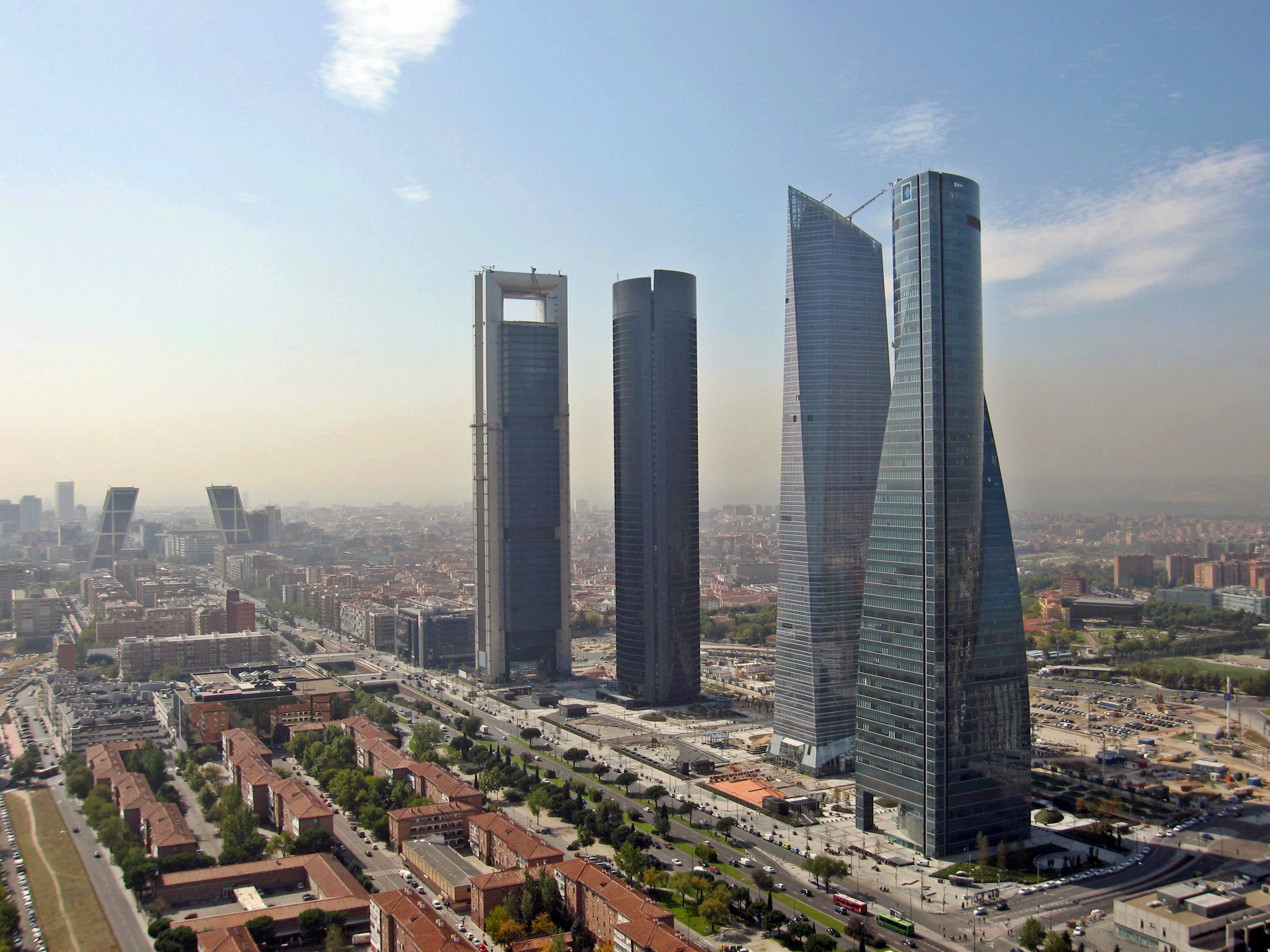
Cuatro Torres
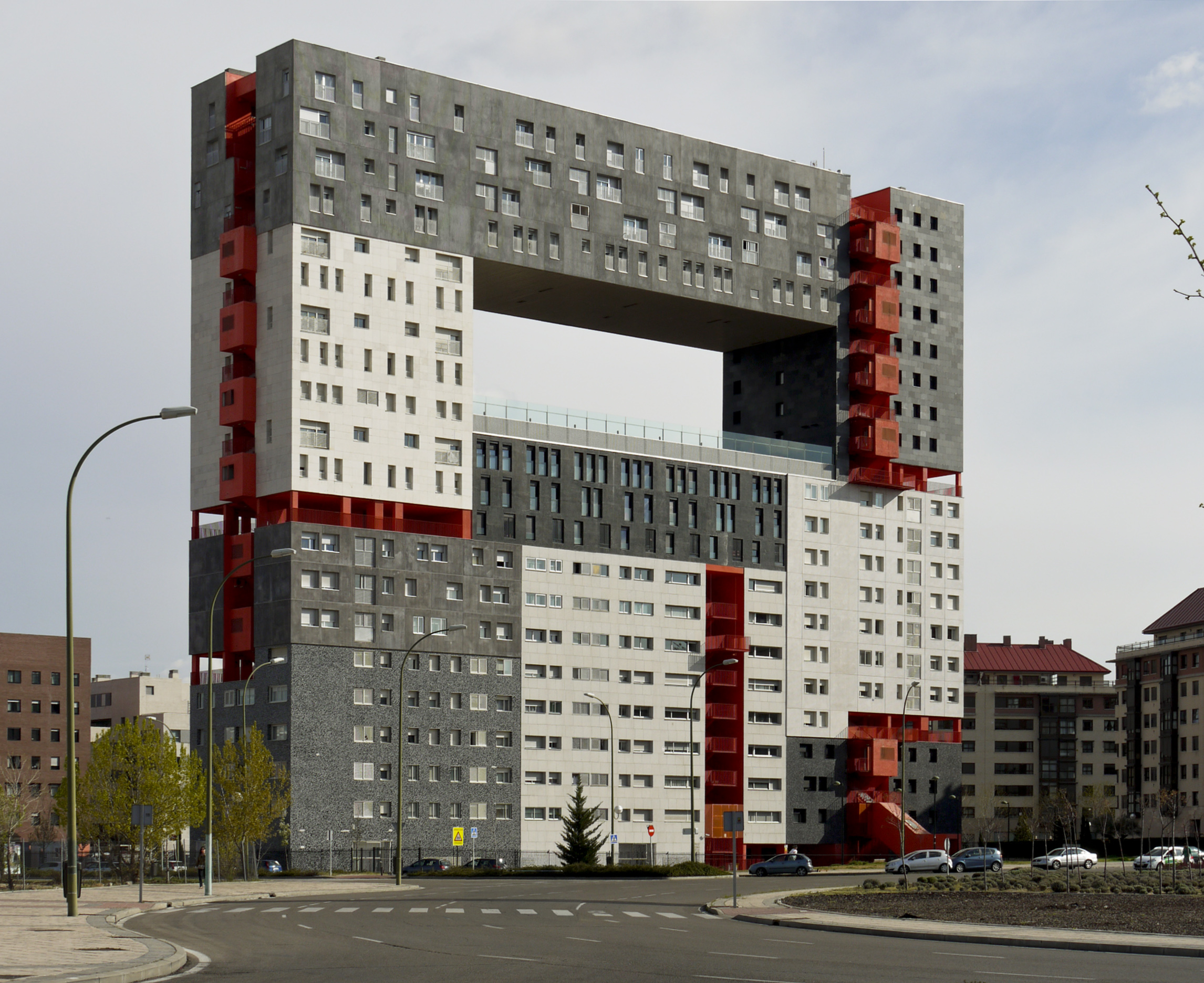
Edificio Mirador
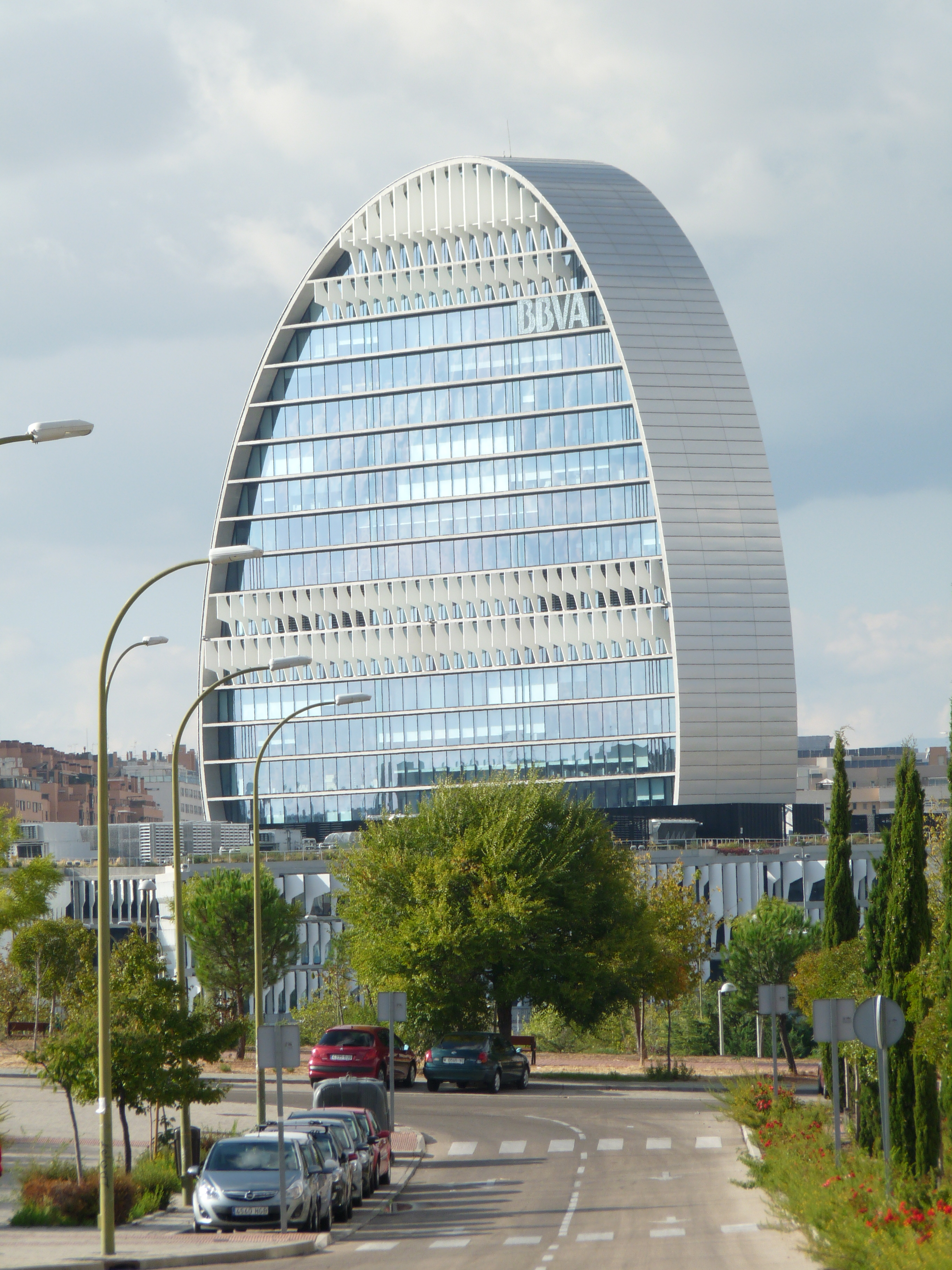
Ciudad BBVA
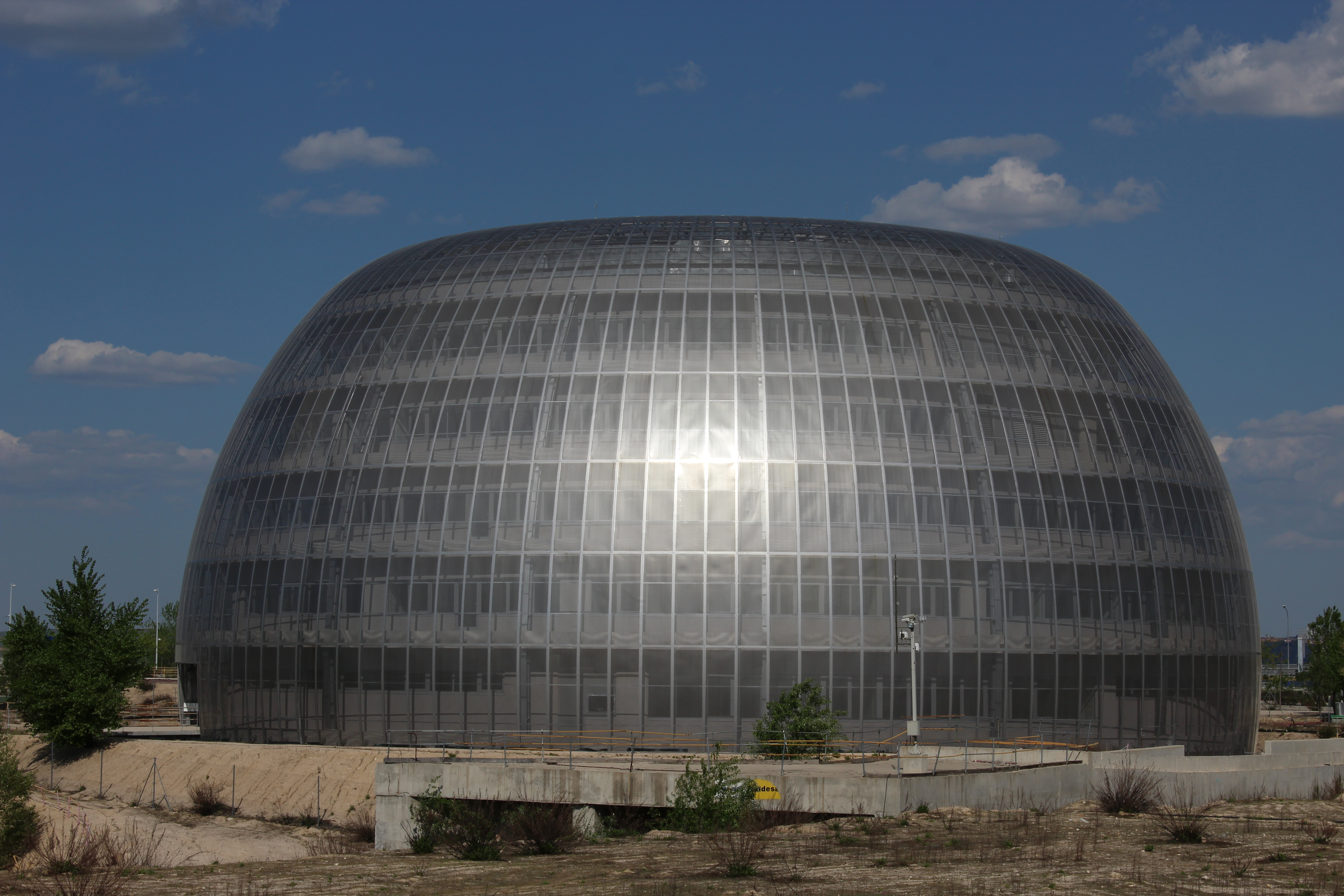
Edificio en Valdebebas
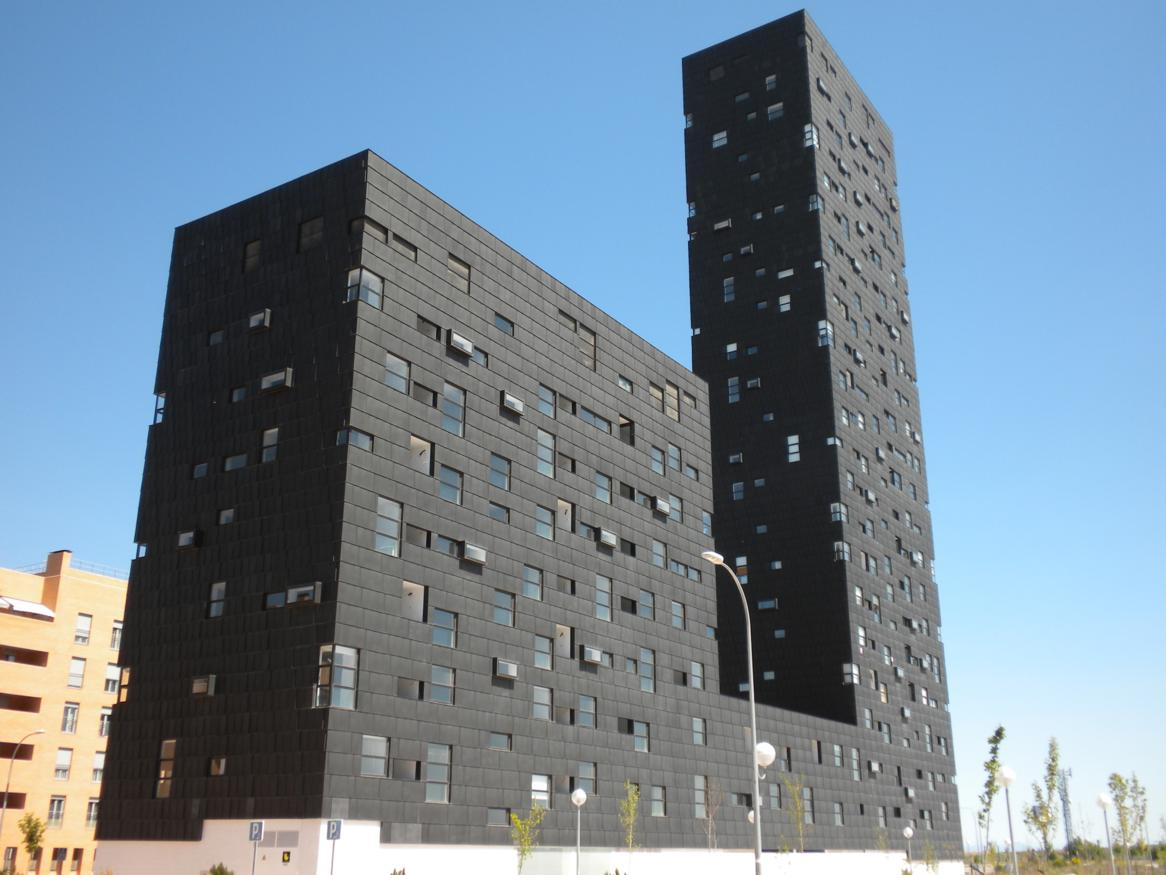
Vallecas 20

## Arquitectura perdida

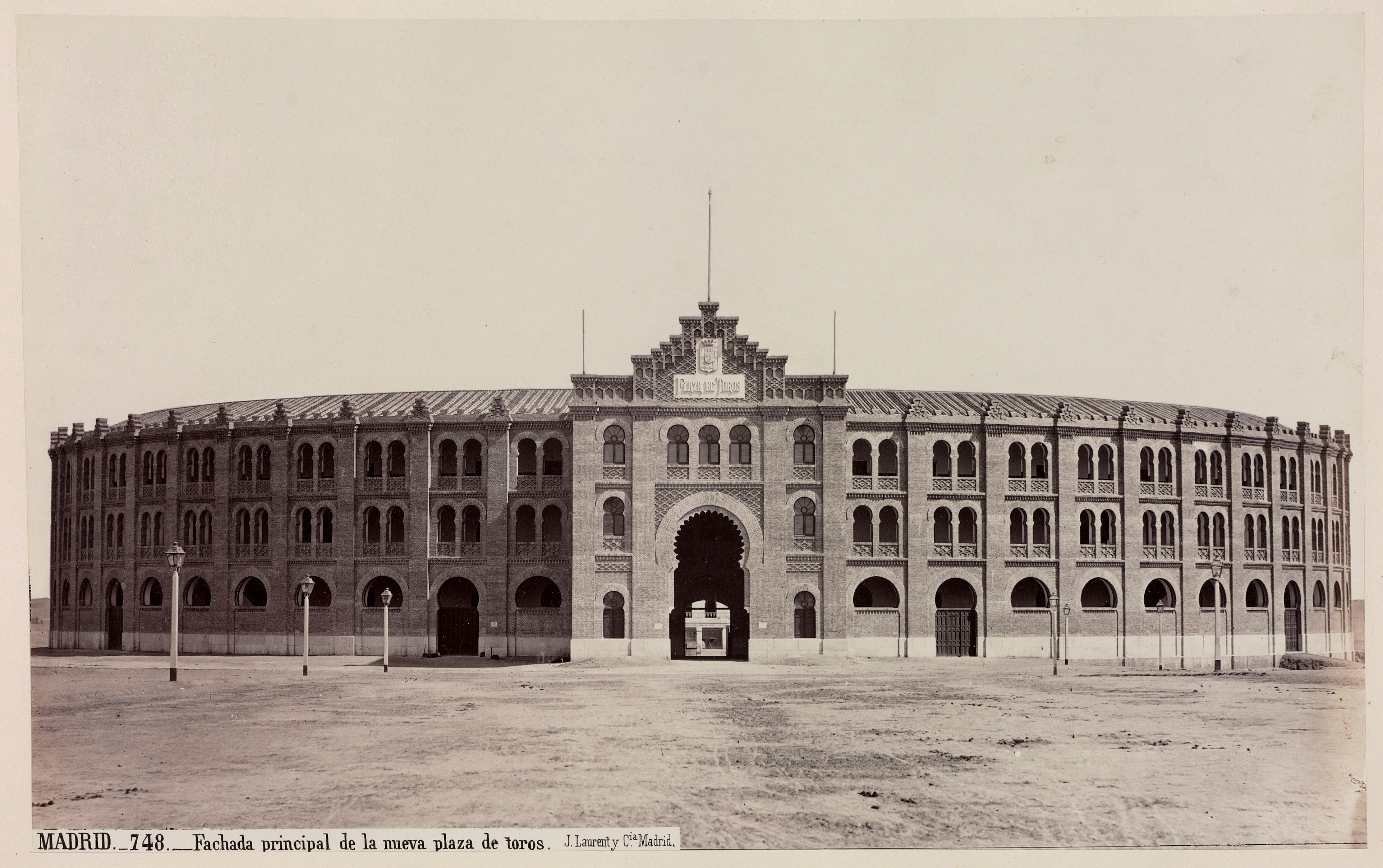
La desaparecida plaza de toros de Goya fue considerada como uno de los edificios que dieron comienzo al movimiento arquitectónico neomudéjar

Durante el transcurso de la historia de la arquitectura madrileña se ha ido engrosando el número de edificios y monumentos dentro de la categoría de arquitectura perdida. Las guerras, el abandono, la reparación excesiva, la demolición son las causas más habituales de la desaparición de este patrimonio arquitectónico. En muchos casos un edificio desaparecido se renovó con la edificación de uno moderno, tal es el caso del Alcázar de Madrid que se ve sustituido por el Palacio Real. En otros casos la demolición deja un espacio urbano libre que se transforma finalmente en una plaza, o en el ensanchamiento de una calle. En otros casos la demolición es parcial quedando vestigios, como es el caso de las murallas madrileñas parcialmente demolidas para dar avance al creciente perímetro de la ciudad. El efecto combinado de una guerra, y un material constructivo de mala calidad, provoca la desaparición de un edificio, como es el caso del palacio del Buen Retiro. Existen casos de arquitectura perdida en los bloques de viviendas y los barrios desaparecidos como es el caso del barrio Pozas (junto con sus bulevares), y de la antigua calle de San Miguel que dio paso al primer tramo de la Gran Vía, las casas del ensanche de la Puerta del Sol. Los edificios religiosos se han visto igualmente sometidos a la desaparición, tal es el caso de las antiguas iglesias de Madrid: la iglesia de San Juan Bautista en la plaza de Ramales.
Entre las obras civiles desaparecidas por demolición se encuentra el Real Pósito de Madrid en la calle de Alcalá, casi todos los mercados como el de los Mostenses en la plaza de España, y el del Mercado de Olavide (dinamitado en los años setenta). Los Laboratorios JORBA ubicados en la Avenida de América (denominados popularmente como la Pagoda), gasolineras como Gasolinera Gesa (rehabilitada en 2011), hoteles como el Florida de la plaza de Callao.